# Mikoyan-Gurevich MiG-21
Mikoyan-Gurevich MiG-21 (tiếng Nga: Микоян и Гуревич МиГ-21) (tên ký hiệu của NATO: Fishbed - Cá hóa thạch) là một máy bay tiêm kích phản lực, được thiết kế bởi phòng thiết kế Mikoyan, Liên bang Xô viết. Ở Nga Mikoyan-Gurevich MiG-21 được gọi là đàn balalaika, vì thiết kế khung thân của nó giống cây đàn dân tộc Nga.
Chiếc máy bay này được thiết kế bởi Mikoyan-Gurevich, và Tổng công trình sư đầu tiên của Phòng thiết này là ông Mikoyan. Động cơ của máy bay do ông Gurevich thiết kế. Hơn 50 quốc gia trên 4 lục địa đã sử dụng loại máy bay này. Hiện nay, MiG-21 vẫn đang hoạt động trong không quân một số quốc gia sau 50 năm từ khi nó bay lần đầu tiên.
MiG-21 có khả năng đạt đến vận tốc Mach 2. Vận tốc này vượt qua tốc độ tối đa của nhiều kiểu máy bay chiến đấu hiện đại sau này. Có khoảng 11.496 chiếc MiG-21 đã được chế tạo (chưa kể khoảng 2.400 chiếc Chengdu J-7 do Trung Quốc tự chế tạo dựa trên MiG-21).

## Phát triển

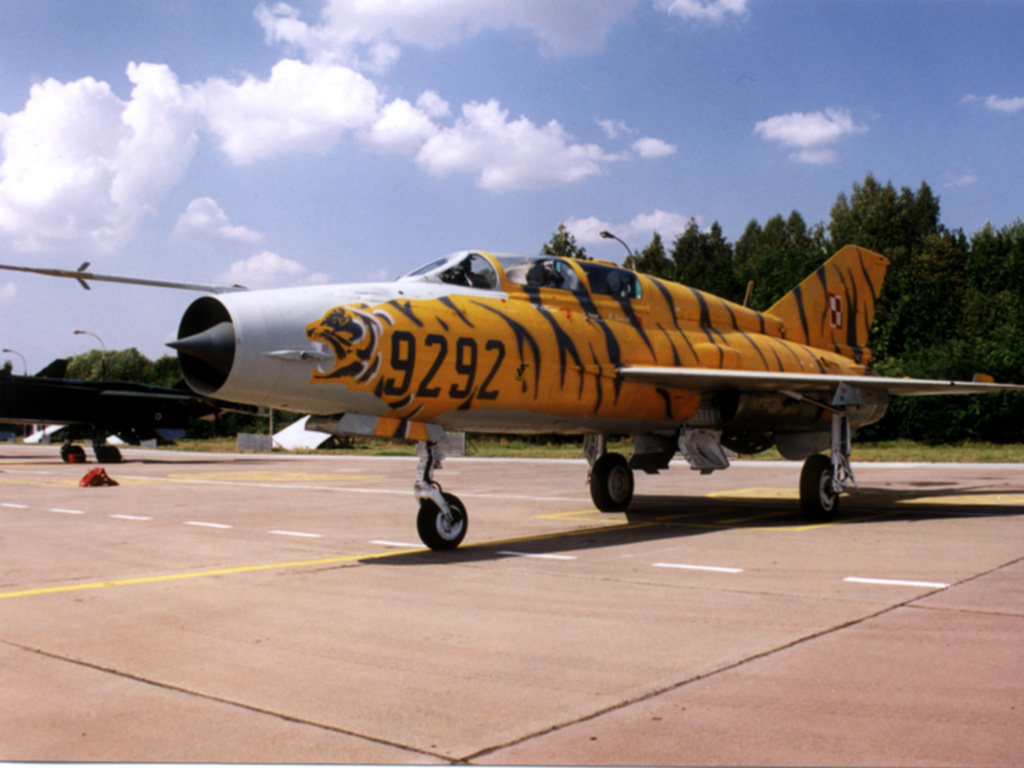
MiG-21UM hai chỗ ngồi, Không quân Ba Lan

Máy bay tiêm kích phản lực MiG-21 là mẫu máy bay nối tiếp trong chuỗi những máy bay tiêm kích phản lực của Liên Xô, bắt đầu từ máy bay MiG-15, MiG-17 và MiG-19. Một số thiết kế thử nghiệm đạt tốc độ Mach 2 của Liên Xô đều dựa vào thiết kế khe hút không khí ở đầu mũi với cánh xuôi sau như Sukhoi Su-7, hoặc kiểu cánh tam giác; trong đó, MiG-21 là thiết kế thành công nhất.
Nguyên mẫu E-5 của MiG-21 thực hiện bay lần đầu tiên vào năm 1955 và thực hiện chuyến bay trước công chúng lần đầu tiên trong Ngày hàng không Xô viết tại Sân bay Tushino Moskva vào tháng 6 năm1955. Nguyên mẫu cánh tam giác đầu tiên, có tên gọi là Ye-4 (hay E-4) được bay vào ngày 14 tháng 6năm 1956, và chiếc MiG-21 đầu tiên bắt đầu được phục vụ vào năm 1959. Với cấu hình cánh tam giác, MiG-21 là máy bay đầu tiên của Liên Xô thành công trong việc kết hợp giữa tính năng của máy bay tiêm kích và đánh chặn trong cùng một máy bay. Đây là một máy bay chiến đấu có trọng lượng nhẹ, đạt được đến tốc độ Mach 2 với một động cơ phản lực đốt nhiên liệu phụ trội có công suất nhỏ, và MiG-21 có tính năng tương đương với loại F-104 Starfighter của Mỹ và Dassault Mirage III của Pháp.
Khi MiG-21 lần đầu tiên được đưa vào hoạt động, nó đã bộc lộ vài điểm bất thường. Những tên lửa không đối không Vympel K-13 (tên ký hiệu của NATO: AA-2 'Atoll') không thành công trong các trận chiến, và thiết bị ngắm súng con quay hồi chuyển thường dễ bị hỏng khi cơ động ở tốc độ cao, dẫn đến phiên bản ban đầu của MiG-21 là một máy bay không mấy hiệu quả. Những vấn đề này đã được sửa chữa, và trong thời gian diễn ra Chiến tranh Việt Nam và các cuộc xung đột ở Trung Đông, MiG-21 tỏ ra là một máy bay rất hiệu quả.
Như nhiều máy bay khác được thiết kế như những máy bay tiêm kích đánh chặn, MiG-21 có tầm hoạt động ngắn. Thêm vào đó, thiết kế của MiG-21 có một khuyết điểm, đó là các thùng nhiên liệu bên trong lại đặt trước trọng tâm máy bay. Điều này dẫn đến việc khi nhiên liệu tiêu hao, trọng tâm máy bay sẽ bị di chuyển về phía sau. Hậu quả là làm cho máy bay khó kiểm soát, dẫn đến máy bay chỉ bay được 45 phút trong điều kiện tốt. Việc khó kiểm soát còn làm cho nhiên liệu khó vào động cơ hơn, có thể gây động cơ bị ngưng. Với thiết kế cánh tam giác, MiG-21 thể hiện đây là một máy bay đánh chặn có tốc độ bay lên xuất sắc, song thiết kế này cũng có nghĩa là với bất kỳ kiểu đổi hướng không chiến nào đều dẫn đến việc mất tốc độ rất nhanh. Tuy nhiên, trọng tải nhẹ của máy bay lại giúp cho nó có thể đạt được trần bay cao 58000 ft (17670 m) trong một phút. Điều này hơn hẳn so với máy bay F-16A Fighting Falcon được chế tạo sau này. Phiên bản MiG-21Bis với động cơ R25-300 cho tốc độ bay đạt tới 2228 km/h (Mach 2,05), tốc độ lên cao 225 m/s, trần bay 17,8 km. Các thông số này không thua kém nhiều loại tiêm kích thế hệ 4 ra đời sau nó 30 năm. Một phi công lão luyện, với chiến thuật hợp lý và những tên lửa tốt trên MiG-21 có thể đạt được những thành tích ngang ngửa với những máy bay tiêm kích hiện đại.
Sau đó, MiG-21 được thay thế bởi những chiếc MiG-23 và MiG-27 cánh cụp cánh xòe cho các nhiệm vụ tấn công mặt đất. Tuy nhiên, không phải đến khi MiG-29 thay thế cơ bản những chiếc MiG-21 trong biên chế của Liên Xô như một máy bay không chiến cơ động cao thì nó mới có thể chống lại những kiểu máy bay chiếm ưu thế trên không của Mỹ, mà bản thân MiG-21 vẫn có thể chiến đấu chống lại các máy bay hiện đại của Mỹ mặc dù đã lỗi thời.
MiG-21 được xuất khẩu rộng rãi và tới năm 2010 nó vẫn tiếp tục được sử dụng tại nhiều nước, mặc dù khi đó nó có thể bị xem là đã lỗi thời. Chiếc máy bay này có hệ thống điều khiển, động cơ, vũ khí và điện tử đơn giản so với tiêu chuẩn ngày nay, điển hình cho thiết kế quân sự của thời kỳ cuối thập niên 1950. Do thiếu những thông tin ban đầu đáng tin cậy về MiG-21, những chi tiết ban đầu của nó thường gây nhầm lẫn với máy bay tiêm kích tương tự của Sukhoi cũng đang phát triển cùng thời điểm. Tạp chí Jane's All the World's Aircraft 1960-1961 đã nhầm lẫn khi miêu tả MiG-21 "Fishbed" như một thiết kế của Sukhoi, và sử dụng hình minh họa của Su-9 'Fishpot'.

### Sản xuất
Tổng cộng đã có 10158 (một số nguồn nói 10645) chiếc MiG-21 được chế tạo tại Liên Xô. Chúng được sản xuất tại 3 nhà máy: GAZ 30 tại Moskva (hay còn gọi là Znamiya Truda), GAZ 21 ở Gorky và  GAZ 31 ở Tbilisi. Kiểu "MiG" được sản xuất cũng khác nhau theo từng nhà máy. Nhà máy ở Gorky chế tạo MiG-21 một chỗ cho Quân đội Liên Xô. Nhà máy ở Moskva chế tạo MiG-21 một chỗ cho xuất khẩu và nhà máy ở Tbilisi chế tạo MiG-21 hai chỗ cho cả xuất khẩu và quân đội Xô viết. Tuy nhiên, phiên bản MiG-21R và MiG-21bis dành cho xuất khẩu và cho Liên Xô cũng được chế tạo tại Gorky, 17 chiếc MiG-21 một chỗ cũng được chế tạo tại Tbilisi. Phiên bản MiG-21MF được chế tạo đầu tiên tại Moskva và sau đó là Gorky, và phiên bản MiG-21U được chế tạo tại Moskva cũng như tại Tbilisi. Như vậy, mỗi nhà máy chế tạo MiG-21 với số lượng như sau:
- 5278 chiếc (hay 5765 chiếc) tại Gorky.
- 3203 chiếc tại Moskva.
- 1677 chiếc tại Tbilisi.

Ngoài ra còn có 194 chiếc được sản xuất tại Tiệp Khắc, 657 chiếc sản xuất tại Ấn Độ và hàng ngàn chiếc được chế tạo tại Trung Quốc với tên gọi J-7.

### Giá thành
MiG-21 có giá rất rẻ khi so sánh với máy bay cùng thời, trong khi hiệu quả chiến đấu lại cao. Giá mỗi chiếc MiG-21MF thậm chí còn rẻ hơn một chiếc xe thiết giáp BMP-1. Ngay cả phiên bản MiG-21FL (phiên bản sản xuất tại Ấn Độ) cũng chỉ có giá chỉ khoảng 2 triệu USD (thời giá năm 1974), dù phiên bản này bị đội giá cao hơn so với các phiên bản gốc của Liên Xô (do phải tính thêm chi phí vận chuyển linh kiện, tiền bản quyền...)
Mỗi chiếc F-4 Phantom của Mỹ có giá đắt gấp mấy lần một chiếc MiG-21. Ngay cả tiêm kích hạng nhẹ F-5 Freedom Fighter của Mỹ (đối thủ thiết kế của MiG-21) cũng đắt gấp đôi MiG-21.

## Lịch sử hoạt động

### Việt Nam
MiG-21 giành được những danh tiếng đầu tiên của mình trong Chiến tranh Việt Nam, trong thời gian diễn ra chiến tranh, nó tham gia hoạt động thường xuyên trong các nhiệm vụ. Đây là một trong số những máy bay tiên tiến nhất thời kỳ đó; tuy nhiên, rất nhiều phi công xuất sắc của Không quân Nhân dân Việt Nam lại thích lái MiG-17 hơn, do tỷ trọng lực nâng trên cánh lớn của MiG-21 khiến nó bẻ ngoặt khó hơn so với MiG-17.
MiG-21 là tiêm kích hạng nhẹ nên nó thiếu radar tầm xa, mang ít tên lửa và vũ khí hơn so với những máy bay chiến đấu đa nhiệm vụ hạng nặng của Mỹ, nhưng MiG-21 tỏ ra là một đối thủ đầy thách thức trong tay những phi công lão luyện, đặc biệt khi được sử dụng trong tấn công tốc độ cao và công kích nhanh dưới sự điều khiển của GCI. MiG-21 được sử dụng để chặn đứng những nhóm máy bay xung kích F-105 Thunderchief rất hiệu quả, đặc biệt trong việc bắn hạ những máy bay Mỹ hay chí ít cũng bắt chúng phải giảm trọng tải bom mang trên mình.
Đối thủ chính của MiG-21 ở Việt Nam là F-4 Phantom của Mỹ, cũng được nghiên cứu chế tạo năm 1958. Khác với F-4 là tiêm kích hạng nặng tầm xa, MiG-21 là tiêm kích hạng nhẹ tầm ngắn, dùng cho tác chiến trên chiến tuyến không xa sân bay căn cứ (khối lượng cất cánh tiêu chuẩn của MiG-21 là dưới 8 tấn, chỉ bằng một nửa F-4). Theo mục đích thiết kế, đối thủ của F-4 phải là loại MiG-23 tiên tiến hơn chứ không phải MiG-21 (tuy nhiên Liên Xô không viện trợ loại máy bay này cho Việt Nam). Phải tới cuối năm 1965 - đầu năm 1966, Không quân Nhân dân Việt Nam mới bắt đầu nhận được những biến thể MiG-21F-13, MiG-21PF để thay thế phi đội MiG-17 già cỗi. Trong hơn 50 năm hoạt động, Không quân nhân dân Việt Nam đã tiếp thu và sử dụng sáu phiên bản MiG-21 khác nhau, đó là các phiên bản MiG-21F-13/PF/FL/PFM/MFL/BIS, với số lượng ước tính khoảng hơn 500 chiếc.
Do mục đích thiết kế khác nhau (MiG-21 là tiêm kích hạng nhẹ tầm ngắn, trong khi F-4 là máy bay tiêm kích hạng nặng tầm xa), MiG-21 và F-4 có những ưu - nhược điểm khi so sánh với nhau:
- Về trang bị: MiG-21 là tiêm kích đánh chặn tầm ngắn, nên sức mạnh và tải trọng vũ khí không được chú trọng như F-4, thay vào đó MiG-21 tập trung vào khả năng cơ động linh hoạt. Vì vậy, MiG-21 có kích thước và tầm bay nhỏ hơn đáng kể so với F-4, tải trọng vũ khí thấp hơn (2000 kg so với 8500 kg) và radar cũng kém hơn. Vũ khí của MiG-21 cũng ít hơn so với F-4, gồm 2 (về sau tăng lên 4) tên lửa không đối không tầm trung R-3S tự dẫn bằng tia hồng ngoại và các loại pháo 23 - 30mm (một số phiên bản thì không có pháo), trong khi F-4 trang bị tới 8 tên lửa. Cự ly ngắm bắn bằng radar của MiG-21 nhỏ (không quá 10–12 km đối với mục tiêu là tiêm kích so với 30–40 km của F-4), dấu hiệu mục tiêu trên màn hình trong buồng lái khó nhìn, tầm quan sát từ buồng lái không đủ.[7] Tuy nhiên, F-4 cũng có điểm yếu: Radar trên F-4 của Mỹ dù có cự ly phát hiện và bao quát lớn, nhưng chống nhiễu địa vật tương đối kém, mặt khác, tên lửa đối không tầm trung của F-4 (AIM-7 Sparrow) có chất lượng đầu dò khá thấp, nên rất khó bắn trúng nếu máy bay đối phương cơ động nhanh, do vậy ưu thế không chiến tầm xa của F-4 có thể bị vô hiệu hóa nếu đối phương có chiến thuật hợp lý (theo thống kê của Mỹ, đã có 612 quả AIM-7 được phóng ở Việt Nam nhưng chỉ hạ được 59 mục tiêu, tỷ lệ bắn hạ chỉ đạt 9%, trong đó chỉ có 2 quả bắn trúng mục tiêu ở cự ly ngoài 15 km)[8].
- Về độ cơ động: Tốc độ cao nhất của MiG-21 đạt 2175 - 2300 km/h, trần bay thực tế đạt 18000 - 19000 mét không thua kém máy bay F-4 Phantom.  Khối lượng cất cánh tiêu chuẩn F-4B là 0,74, còn MiG-21PF là 0,79.[7]. Do đó, MiG-21 có ưu thế về độ cơ động, và ưu thế này sẽ phát huy nếu không chiến ở tầm gần. Một phân tích của không quân Mỹ vào tháng 12/1966 đánh giá rằng: nếu không chiến xảy ra ở độ cao lớn (trên 6500 m), MiG-21 sẽ giành chiến thắng trước F-4 với tỷ lệ 1 đổi 3, do MiG-21 được tối ưu hóa để tác chiến ở độ cao lớn - nơi nó sẽ săn tìm những máy bay ném bom Mỹ[9].
- Về chi phí: F-4 có đội bay 2 người so với MiG-21 có 1, có nghĩa rằng nếu bị bắn hạ thì tổn thất về phi công của F-4 sẽ cao gấp đôi. Chi phí chế tạo mỗi chiếc F-4 cũng cao gấp 5 lần so với MiG-21 (có nghĩa rằng cứ mỗi F-4 phải đổi được 5 chiếc MiG-21 thì tổn thất tài chính mới là ngang bằng).

MiG-21F-13 là biến thể đầu tiên mà Việt Nam sử dụng, được trang bị một pháo 30mm NR-30 cùng một cơ số đạn 30 viên, 2 tên lửa không đối không có điều khiển tầm gần R-3S lắp đầu tự dẫn tầm nhiệt bằng tia hồng ngoại, có thể tiêu diệt mục tiêu ở cự ly 0,9 - 7,6 km. Tuy nhiên, hiệu quả sử dụng vũ khí tên lửa của các MiG-21 biến thể này không cao bởi vì trên máy bay không có radar. Tên lửa được dẫn đến mục tiêu nhờ thiết bị ngắm quang học và máy đo xa vô tuyến.
Đến tháng 4/1966, biến thể MiG-21 được sử dụng nhiều nhất ở Việt Nam xuất hiện, đó là MiG-21PF (МиГ-21ПФ). Chữ P theo phiên âm tiếng Nga là "đánh chặn", chữ F phiên âm tiếng Nga có nghĩa là "động cơ nâng cấp", đây là biến thể đánh chặn mọi thời tiết. MiG-21PF được trang bị động cơ mới R-11F2-300, trang bị thiết bị dẫn mục tiêu theo lệnh từ sở chỉ huy mặt đất và radar RP-21 Sapfir thay thế cho radar SRD-5M. Radar này có khả năng phát hiện máy bay chiến đấu đối phương ở cự ly 20 km, khóa mục tiêu ở cự ly 10 km, radar mới cũng cho phép MiG-21 sử dụng đạn tên lửa K-5M bên cạnh các tên lửa K-13. Tuy nhiên, biến thể này không được trang bị pháo, nên khả năng tác chiến tầm ngắn bị hạn chế (sau khi phóng hết các tên lửa thì MiG-21PF không thể chiến đấu tiếp). Nhìn chung, MiG-21PF có radar yếu và khả năng chống nhiễu hạn chế, nên phụ thuộc nhiều vào hệ thống chỉ mục tiêu và dẫn đường từ mặt đất.
Bộ chỉ huy Không quân và Hải quân Mỹ tin rằng: F-4 với vũ khí mạnh hơn, radar hiện đại, tính năng tốc độ và tăng tốc cao cùng với những biện pháp chiến thuật mới sẽ đảm bảo cho F-4 Phantom chiếm ưu thế. Nhưng khi đối đầu với MiG-21 gọn nhẹ hơn, F-4 bắt đầu chịu thất bại liên tiếp. Không quân Việt Nam đã đưa ra các chiến thuật nhằm khắc chế ưu thế của F-4 trong khi phát huy được lợi thế của MiG-21. MiG-21 của Việt Nam thường tấn công đối phương với tốc độ vượt âm, phóng tên lửa từ phía sau mục tiêu và nhanh chóng thoát khỏi sự truy đuổi. Người Mỹ đã khó đưa ra một giải pháp nào đó chống lại chiến thuật này, một chiến thuật đòi hỏi sự chuẩn bị tốt cho phi công và sĩ quan dẫn đường trên mặt đất ở sở chỉ huy. Không quân Nhân dân Việt Nam cũng khai thác tối đa sự phối hợp hoạt động đồng bộ của MiG-21 với MiG-17 trong không chiến. Những chiếc tiêm kích MiG-17 bay ở tầm thấp dưới 3000m đã đẩy những chiếc F-4 và F-105 từ độ cao thấp lên độ cao trung bình khoảng 5000 đến 6000m, nơi những chiếc MiG-21 đang phục kích tấn công đối phương.
Phản ứng lại, năm 1967, người Mỹ đã nâng cao trình độ lái và chiến thuật cho phi công, phiên bản F-4D đã cải tiến tính đến kinh nghiệm chiến đấu. Nửa đầu năm 1967, trong các trận không chiến Việt Nam chỉ bắn rơi được có 15 máy bay Mỹ. Tuy nhiên, các máy bay tiêm kích Việt Nam lại tăng hiệu quả của mình lên (kinh nghiệm chiến đấu có được, cũng như việc chuyển sang các loại máy bay cải tiến như MiG-21PF và MiG-17F trang bị tên lửa có điều khiển R-3S). Nửa đầu năm 1968, trong 40 trận không chiến, các phi công Việt Nam đã tiêu diệt 25 máy bay của đối phương.
Sau khi ngừng các phi vụ ném bom trong Chiến dịch Sấm Rền vào năm 1968, tỷ lệ giành chiến thắng trong không chiến của các máy bay Mỹ rất thấp, khi phải chiến đấu chống lại những máy bay nhỏ, nhanh nhẹn như những chiếc MiG trong thời gian đầu của Chiến tranh Việt Nam. Việc này đã dẫn đến việc Không quân Hoa Kỳ phải thành lập chương trình huấn luyện không chiến chuyên biệt như trong trường huấn luyện TOPGUN, chương trình này mục đích là sử dụng những máy bay nhỏ, nhanh nhẹn đóng giả làm MiG-17 và MiG-21 làm mục tiêu huấn luyện cho các phi công, người Mỹ đã sử dụng hai máy bay có tốc độ cận âm là A-4 Skyhawk và F-5 Tiger II để thực hiện công việc này.
Sau năm 1968, Liên Xô đã chuyển cho Không quân Việt Nam máy bay tiêm kích MiG-21PFM (cải tiến từ MiG-21PF) với thùng pháo GP-9 gắn pháo 23mm GSh-23L (ГШ-23Л), các tính năng cất - hạ cánh hoàn thiện hơn và ghế nhảy dù KM-1.
Khoảng năm 1971, Không quân Việt Nam tiếp nhận thêm phiên bản MiG-21MF. Nó có động cơ mạnh hơn các biến thể trước đó, pháo 23mm gắn trong thân máy bay và radar RP-22 (РП-22). MiG-21MF đã có thể mang tới 4 quả tên lửa không đối không thay vì 2 quả như các phiên bản đầu, trong đó có tên lửa mang đầu tự dẫn, giúp tăng khả năng tác chiến trong điều kiện tầm nhìn hạn chế hoặc khi tác chiến vào ban đêm.
Mùa xuân năm 1972, Mỹ sau khi tăng lực lượng không quân đến 1000 máy bay chiến đấu, đã tiến hành chiến dịch không quân quy mô lớn Freedom Train (9/4 - 7/5) nhằm đánh phá hệ thống cơ sở hạ tầng của Việt Nam. Ngày 8/5, Mỹ bắt đầu chiến dịch Linebacker, kéo dài đến 23/10. Đỉnh cao của trận chiến trên không mùa xuân năm 1972 là ngày 10/5, khi không quân Việt Nam đã thực hiện 64 lần xuất kích, tiến hành 15 trận không chiến, bắn rơi 7 chiếc F-4 Phantom (Mỹ công nhận mất 5 chiếc). Ngược lại, máy bay Mỹ đã hạ được 2 MiG-21, 3 MiG-17 và 1 MiG-19. Sau khi rút kinh nghiệm, các phi công Việt Nam dùng chiến thuật mới để phản công. Ngày 11 và 13/5, phi công Việt Nam hạ được 4 F-4 mà không bị tổn thất. Ngày 18/5, các phi công Việt Nam xuất kích 26 lần và tiến hành 8 trận không chiến, bắn rơi 4 chiếc F-4 Phantom trong khi Việt Nam không bị tổn thất..
Trong tháng 6, các Trung đoàn không quân tiêm kích 921 và 923 của Việt Nam đã bắn rơi 16 máy bay đối phương và chịu tổn thất 4 chiếc. Ngày 27 tháng 6, Không quân Mỹ tổ chức một trận tập kích lớn vào Hà Nội với 24 máy bay cường kích và 20 máy bay tiêm kích F-4 yểm hộ. 5 chiếc MiG-21MF của Việt Nam đã hạ 4 chiếc F-4E của Không quân Hoa Kỳ tại vùng trời Tây Bắc Việt Nam, bắn bị thương 1 chiếc F-4E khác, phía Việt Nam không bị tổn thất. Theo nghiên cứu của chuyên gia Rob Young tại Trung tâm tình báo hàng không và vũ trụ quốc gia (Mỹ), có một số thời điểm, vào giai đoạn tháng 6 và 7/1972, MiG-21 đã đạt tỷ lệ chiến thắng 1 đổi 9 trước máy bay Mỹ.
Cuộc tấn công đường không do Mỹ tiến hành mùa Xuân và Hè năm 1972, đến mùa thu trên chiến trường chỉ có 71 máy bay tiêm kích của Việt Nam (40 chiếc MiG-17 và MiG-19, 31 chiếc MiG-21) chống lại 360 máy bay tiêm kích chiến thuật của Không quân Mỹ và 96 máy bay tiêm kích của Hải quân, phần lớn trong đó là F-4 Phantom thuộc các biến thể hiện đại nhất. Tổng cộng năm 1972, giữa các máy bay Mỹ và Việt Nam đã có 201 trận không chiến, trong đó phía Việt Nam mất 54 máy bay (gồm 36 chiếc MiG-21, một MiG-21US) và Mỹ mất 90 máy bay (trong đó có 73 tiêm kích F-4 và 2 máy bay trinh sát RF-4C).
Không quân Nhân dân Việt Nam ghi nhận có 3 trường hợp MiG-21 tấn công và bắn hạ pháo đài bay B-52 Stratofortress đang bay quanh Hà Nội trong Chiến dịch Linebacker II ném bom rải thảm miền Bắc Việt Nam. Họ tự hào là lực lượng không quân duy nhất trên thế giới tấn công trực tiếp được máy bay ném bom chiến lược của Mỹ kể từ sau thế chiến thứ 2 cho tới nay: 
- Trường hợp đầu tiên do phi công Vũ Đình Rạng bắn trúng B-52 ngày 20 tháng 11 năm 1971. Trong trận này, không quân Việt Nam đã thực hiện nghi binh, khiến không quân Mỹ tưởng rằng không có tiêm kích MiG hoạt động ở Khu 4 nên không cẩn thận đề phòng. Vì vậy, Vũ Đình Rạng đã dễ dàng tiếp cận phi đội 3 chiếc B-52 và phóng 2 tên lửa từ cự ly khoảng 2 km, mỗi tên lửa nhắm vào 1 chiếc B-52. Một chiếc B-52 bị trúng 1 tên lửa và bị hư hỏng nặng, phải hạ cánh khẩn cấp xuống sân bay Nakhom-Phanom, Thái Lan (một số nguồn tin cho rằng chiếc B-52 này đã hỏng quá nặng nên phải xẻ ra để lấy phụ tùng sau đó). Năm 2018, David Robert Volker (phi công lái chiếc B-52 bị tấn công) cho biết vụ việc đã gây chấn động không quân Mỹ, họ đã dừng bay toàn bộ B-52 suốt 4 tháng để nghiên cứu cách chống MiG. Vụ việc cũng bị phía Mỹ giấu kín để "giữ thể diện" nên phía Việt Nam khi đó không xác nhận được thành tích của ông Rạng[12]
- Trường hợp thứ hai được phía Việt Nam ghi nhận là do phi công Phạm Tuân lái chiếc MiG-21MF, với 2 quả tên lửa đã bắn rơi tại chỗ 1 chiếc B-52 vào ngày 27 tháng 12 năm 1972. Ông được phong danh hiệu Anh hùng lực lượng vũ trang nhân dân vào ngày 3 tháng 9 năm 1973.
- Trường hợp thứ ba diễn ra ngay vào ngày hôm sau, 28 tháng 12 năm 1972, được ghi nhận do phi công Vũ Xuân Thiều sau khi đã bắn tên lửa mà không hạ được B-52, đã lao máy bay vào chiếc B-52 (một số nguồn thì cho rằng chiếc MiG-21 của Vũ Xuân Thiều bị rơi do chiếc B-52 mục tiêu đã phát nổ ở quá gần). Vũ Xuân Thiều được truy tặng danh hiệu Anh hùng lực lượng vũ trang nhân dân.

Trong số 16 phi công Việt Nam đạt cấp Ace (bắn hạ từ 5 máy bay địch trở lên), có 13 phi công lái MiG-21, 2 phi công lái MiG-17 và 1 phi công lái cả hai loại. Phi công Nguyễn Văn Cốc với chiếc MiG-21 đã hạ 9 máy bay Mỹ cùng với 2 chiếc UAV trinh sát của Mỹ, là phi công có thành tích cao nhất trong cả cuộc chiến.

#### Thành tích không chiến của MiG-21 tại Việt Nam
Ngày 04/03/1966, phi công Nguyễn Hồng Nhị lái MiG-21 đã bắn hạ thành công một chiếc máy bay trinh sát không người lái AQM-34 Firebee của Mỹ ở độ cao 18 km. Đây là thành tích không chiến đầu tiên của MiG-21 tại Việt Nam.
Trong suốt thời gian tham chiến tại Việt Nam, MiG-21 được điều khiển bởi các phi công Việt Nam được tuyên bố đã bắn hạ 165 máy bay các loại của Mỹ, trong khi phía Mỹ tuyên bố có 96 chiếc MiG-21 bị máy bay Mỹ bắn rơi. Tài liệu của Việt Nam xác nhận là đã có 65 chiếc MiG-21 bị rơi (trong đó có một vài chiếc bị rơi do trục trặc hoặc do hỏa lực phòng không mặt đất bắn nhầm). 16 phi công MiG-21 đã thiệt mạng, tỷ lệ phi công thương vong của MiG-21 là thấp nhất trong số các loại máy bay chiến đấu của Việt Nam trong cuộc chiến Trong số những chiếc MiG-21 bị rơi, có 6 chiếc bị rơi do bị hỏa lực phòng không đồng đội bắn nhầm
Kết quả không chiến cụ thể qua các năm như sau:
- 1966: Hoa Kỳ tuyên bố 6 chiếc MiG-21 bị phá hủy; Việt Nam tuyên bố 7 chiếc F-4 Phantom II và 11 chiếc F-105 Thunderchiefs bị MiG-21 bắn hạ.
- 1967: Hoa Kỳ tuyên bố 21 chiếc MiG-21 bị phá hủy; Việt Nam tuyên bố 11 chiếc F-4 Phantom II, 17 chiếc F-105 Thunderchiefs, 2 chiếc McDonnell RF-101 Voodoo, 1 chiếc Douglas A-4 Skyhawk, 1 chiếc Vought F-8 Crusader, 1 chiếc EB-66 Destroyer và 3 máy bay loại khác bị MiG-21 bắn hạ.
- 1968: Hoa Kỳ tuyên bố 9 chiếc MiG-21 bị phá hủy; Việt Nam tuyên bố 17 máy bay các loại của Mỹ bị MiG-21 bắn hạ.
- 1969: Hoa Kỳ tuyên bố 3 chiếc MiG-21 bị phá hủy; 2 chiếc máy bay không người lái Firebee bị MiG-21 bắn hạ.
- 1970: Hoa Kỳ tuyên bố 2 chiếc MiG-21 bị phá hủy; Việt Nam tuyên bố 1 chiếc F-4 Phantom và 1 trực thăng CH-53 Sea Stallion bị MiG-21 bắn hạ.
- 1972: Hoa Kỳ tuyên bố 51 chiếc MiG-21 bị phá hủy; Việt Nam tuyên bố 53 máy bay các loại của Mỹ bị MiG-21 bắn hạ, bao gồm 2 chiếc B-52 Stratofortress. Tướng Fesenko, cố vấn Liên Xô tại Việt Nam năm 1972,[16] báo cáo có 34 chiếc MiG-21 bị mất trong năm này.[16]

Trong xung đột Việt Nam-Thái Lan dọc theo biên giới Campuchia giai đoạn 1982-1988, một số nguồn cho biết Northrop F-5 của Thái Lan đã bắn hạ 1 chiếc máy bay vận tải An-26 của Việt Nam. Trong các cuộc không chiến sau đó giữa F-5 của Thái Lan và MiG-21 của Việt Nam, 7 chiếc F-5 của Thái Lan đã bị bắn hạ trong khi Việt Nam không có tổn thất.

#### Các phi công MiG-21 nổi tiếng của Việt Nam
- Nguyễn Văn Cốc, bắn rơi 9 máy bay Mỹ (phi công MiG 21 thành công nhất trong lịch sử)[1] và 2 chiếc UAV trinh sát
- Phạm Thanh Ngân, bắn rơi 8 máy bay
- Nguyễn Hồng Nhị, bắn rơi 8 máy bay
- Mai Văn Cương, bắn rơi 8 máy bay
- Đặng Ngọc Ngự, bắn rơi 7 máy bay
- Nguyễn Đức Soát, bắn rơi 6 máy bay
- Nguyễn Ngọc Độ, bắn rơi 6 máy bay
- Nguyễn Nhật Chiêu, bắn rơi 6 máy bay
- Vũ Ngọc Đỉnh, bắn rơi 6 máy bay
- Lê Thanh Đạo, bắn rơi 6 máy bay
- Nguyễn Tiến Sâm, bắn rơi 6 máy bay
- Nguyễn Văn Nghĩa hạ được 5 máy bay
- Vũ Xuân Thiều, anh được cho là sau khi phóng cả hai quả tên lửa mà vẫn không thể bắn hạ B-52, anh đã cùng chiếc MiG-21 lao thẳng vào chiếc B52 khiến nó rơi tại chỗ.
- Phạm Tuân, bắn rơi 1 chiếc B-52
- Vũ Đình Rạng, bắn bị thương 1 chiếc B-52

Cuối năm 2015, MiG-21 chính thức ngừng hoạt động trong Không quân Việt Nam, chấm dứt 50 năm phục vụ của loại máy bay này tại Việt Nam.

### Trung Đông
MiG-21 cũng được sử dụng rộng trong các cuộc xung đột ở Trung Đông trong thập niên 1960 và 1970 bởi không quân các quốc gia Ai Cập, Syria và Iraq nhằm chống lại Israel.
Ai Cập trở thành quốc gia Ả Rập đầu tiên nhận máy bay chiến đấu MiG-21 vào năm 1962, Iraq năm 1963 và Syria năm 1967.
Quân đội Israel có truyền thống rất coi trọng việc hiểu rõ những loại vũ khí mà đối phương đang sử dụng. Khi MiG-21 xuất hiện ở Trung Đông, tướng Mordecai Hod, tư lệnh không quân Israel, mong muốn tình báo Israel có thể chiếm được 1 chiếc MiG-21 để nghiên cứu nhằm tìm ra điểm yếu của máy bay này. Một phi công Iraq, Munir Redfa, đồng ý đào tẩu sang Israel cùng chiếc MiG-21 do chính mình lái, đó là chiến dịch tình báo mang tên "Chiến dịch Kim Cương". Lợi ích từ việc chiếm được chiếc MiG-21 được thể hiện rất rõ ngay sau đó. Khi MiG-21 đối mặt với những chiếc Mirage IIIC của Không quân Israel vào ngày 7 tháng 4 năm 1967, 6 chiếc MiG-21 của Syria đã bị bắn hạ bởi những chiếc Mirage của Israel.
Trước Chiến tranh Sáu ngày năm 1967, Ai Cập có 91 máy bay chiến đấu MiG-21, trong đó có 76 chiếc sẵn sàng chiến đấu và 97 phi công. Syria có 32 chiếc MiG-21, Iraq có 75 MiG-21 và 12 máy bay nữa được Algeria gửi tới để trợ giúp Ai Cập.
Trong các cuộc tấn công phủ đầu của Chiến tranh Sáu ngày năm 1967, Không quân Israel đã bất ngờ tấn công lực lượng không quân Ả Rập trong bốn đợt tấn công. Trong đợt đầu tiên, Israel tuyên bố đã phá hủy tám chiếc máy bay Ai Cập trong không chiến, trong đó có bảy chiếc là MiG-21; Ai Cập tuyên bố năm máy bay Israel bị hạ bởi MiG-21PF. Trong đợt tấn công thứ hai, Israel tuyên bố 4 chiếc MiG-21 bị bắn rơi trong không chiến, và đợt thứ ba có hai chiếc MiG-21 của Syria và một chiếc MiG-21 của Iraq bị bắn rơi. Đợt tấn công thứ tư phá hủy nhiều MiG-21 của Syria trên mặt đất. Nhìn chung, Ai Cập mất khoảng 100 trong số khoảng 110 chiếc MiG-21 mà họ có, gần như tất cả đều đang đậu trên mặt đất. Syria và Iraq mất 35 trong số 60 chiếc MiG-21F-13 và MiG-21PF trong không chiến và trên mặt đất
Tổng cộng, trong chiến tranh sáu ngày, Ai Cập đã mất 11 chiếc MiG-21, Syria 7 chiếc và Iraq 1 chiếc trong các trận không chiến. Israel mất 7-9 máy bay bị bắn rơi và 1-3 bị hư hại khi va chạm với MiG-21 của Ai Cập, một số máy bay khác bị hư hại (có thể 2 chiếc đã rơi) trong các trận chiến với MiG-21 của Syria và Iraq. Tổng thiệt hại của MiG-21 trong Chiến tranh Sáu ngày lên tới 136 máy bay. Thất bại của không quân Ả Rập chủ yếu là do sự chủ quan khinh địch, mất cảnh giác và vô kỷ luật của họ: máy bay Israel bay vào đến tận sân bay mà quân Ả Rập vẫn không hề biết, phần lớn các phi công không kịp lên máy bay, kết quả là hầu hết MiG-21 bị ném bom phá hủy khi đang đậu trên sân bay.
Sau khi kết thúc Chiến tranh Sáu ngày và bắt đầu Chiến tranh tiêu hao (1968-1972), máy bay chiến đấu Mirage của Israel bắn hạ sáu MiG-21 của Ai Cập, đối lại MiG-21 của Ai Cập bắn hạ 2 máy bay và có thể đã hạ thêm 3 máy bay khác của Israel. Trong suôt cuộc chiến tranh tiêu hao, Israel tuyên bố đã hạ 56 chiếc MiG-21 của Ai Cập, trong khi MiG-21 của Ai Cập bắn hạ 14 máy bay Israel và có thể đã hạ thêm 12 máy bay khác của Israel. Trong cùng thời gian đó, Israel tuyên bố tổng cộng 25 chiếc MiG-21 của Syria bị phá hủy; Syria tuyên bố MiG-21 của họ đã bắn hạ 3 máy bay và có thể đã hạ thêm 4 máy bay khác của Israel.
Thiệt hại cao của máy bay khiến Ai Cập yêu cầu Liên Xô giúp đỡ. Vào tháng 3 năm 1970, các phi công Liên Xô và các đội tên lửa phòng không đến Ai Cập với các thiết bị của họ. Các phi công Liên Xô có trình độ huấn luyện tác chiến tốt hơn hẳn so với phi công Ả Rập, MiG-21 trong tay họ là mối đe dọa nghiêm trọng hơn nhiều.
Cuối tháng 4/1970, 2 chiếc F-4 Phantom của Israel bị bắn hạ bởi MiG-21 do phi công Liên Xô lái. Ngày 16 tháng 5 năm 1970, 1 máy bay Israel bị bắn hạ, có thể là bởi MiG-21 do phi công Liên Xô lái. Ngày 22 tháng 6 năm 1970, một phi công Liên Xô lái chiếc MiG-21MF đã bắn rơi một chiếc A-4E của Israel. Sau một số phi vụ đánh chặn thành công bởi các phi công Liên Xô và một chiếc A-4E khác bị bắn hạ vào 25 Tháng 7, Israel đã quyết định lên kế hoạch một cuộc phục kích. Ngày 30 tháng 7, các chiếc F-4 của Israel đã đóng vai trò "mồi nhử" để thu hút các MiG-21 do phi công Liên Xô lái vào một khu vực mà họ đã phục kích sẵn bởi những chiếc Mirage, kết quả là 4 chiếc MiG-21 bị bắn hạ trong khi Israel chỉ có 1 chiếc Mirage bị hư hại. Ba phi công Xô viết đã thiệt mạng và các cố vấn Liên Xô đã được báo động bởi các tổn thất. Tuy nhiên, chiến dịch này không giúp Israel đảo ngược tình thế trước đối thủ vượt trội. Sau khi rút kinh nghiệm, các phi công Liên Xô đã trở lại sau thất bại này. Chỉ 1 tuần sau, ngày 7/8, các phi công Liên Xô đã gài bẫy đối thủ, bắn hạ 2 máy bay Mirage III của Israel. Tính chung trong 2 năm 1970-1971, MiG-21 do các phi công Liên Xô lái và các đơn vị phòng không do họ vận hành đã phá hủy tổng cộng 21 máy bay Israel (8 chiếc bị tên lửa phòng không SA-3 bắn hạ, 13 chiếc do MiG-21 bắn hạ), phía Liên Xô chỉ tổn thất 5 chiếc MiG-21. Kết quả này khiến Israel chấp nhận ký một thỏa thuận ngừng bắn tạm thời với Ai Cập.
MiG-21 cũng đối mặt với những chiếc F-4 Phantom II và A-4 Skyhawk trong thập niên 1970, nhưng sau đó những mẫu máy bay tiên tiến xuất hiện trong biên chế của không quân Israel như F-15 Eagle và F-16 Fighting Falcon vào thập niên 1980 thì MiG-21 đã mất dần thế thượng phong trong các trận chiến. MiG-21 cũng được sử dụng vào giai đoạn đầu của Chiến tranh Xô viết tại Afghanistan vào tháng 12-1979.
Vào tháng 9 năm 1973, một trận không chiến lớn nổ ra giữa Syria và Israel, Israel tuyên bố tổng cộng 12 chiếc MiG-21 của Syria bị phá hủy, trong khi Syria tuyên bố 8 máy bay Israel bị hạ bởi MiG-21 và công nhận có 5 chiếc MiG-21 của họ bị hạ.
Trong thời gian diễn ra Chiến tranh Yom Kippur, trong cuộc "Không chiến ở el-Mansoura" tại Ai Cập, Israel đã sử dụng chiến thuật đột kích quy mô lớn với hơn 110 máy bay - F-4 Phantom và A-4 Skyhawk - trong những nỗ lực để tấn công căn cứ không quân lớn của Ai Cập tại el-Mansourah. Và trận chiến lên đến cực điểm trong một cuộc hỗn chiến gần như liên tục kéo dài khoảng 53 phút. Theo những đánh giá của Ai Cập khoảng 180 máy bay đã tham gia vào cuộc hỗn chiến đó, gồm 62 chiếc MiG-21 chống lại hơn 110 máy bay của Israel. Lúc 10 giờ - giờ Ai Cập - Đài phát thanh Cairo đá phát đi "Communiqué Number 39 - Thông cáo số 39", thông báo rằng đã có vài trận không chiến trong ngày ở một số sân bay của Ai Cập, đa số đều diễn ra ở khu vực bắc Delta. Đồng thời cũng thông báo rằng 15 máy bay quân địch đã bị bắn hạ bởi những máy bay chiến đấu của Ai Cập, và Ai Cập chỉ mất 3 máy bay, trong khi một số lượng lớn máy bay của Israel đã bị bắn hạ bởi lục quân và lực lượng phòng không ở Sinai và Kênh Suez. Về phần mình, Đài phát thanh Israel lại tuyên bố vào sáng hôm sau rằng Không quân Israel đã bắn hạ 15 máy bay Ai Cập, nhưng sau đó hạ xuống còn 7.
Sau một loạt phân tích chi tiết hơn khi chiến tranh kết thúc, Không quân Ai Cập thậm chí đã tăng những con máy bay bắn hạ được ban đầu và đã khẳng định những kết quả của cuộc Không chiến ở el-Mansourah như sau: 17 máy bay Israel đã bị bắn hạ và Ai Cập mất 6 chiếc MiG-21. Trong những máy bay bị mất của Ai Cập, 3 chiếc bị bắn hạ bởi máy bay của Israel, 2 chiếc gặp tai nạn do hết nhiên liệu trước khi phi công có thể quay trở lại căn cứ và chiếc cuối cùng gặp tai nạn khi bay qua những mảnh vụn của một chiếc F-4 Phantom mà nó vừa bắn hạ. Tuy nhiên phía Israel phủ nhận và cho rằng chỉ có 2 máy bay của họ bị rơi. Theo Kenneth Pollack, trong suốt cuộc chiến đã có 52 trận không chiến lớn giữa Ai Cập và Israel. Israel chỉ công nhận Ai Cập đã bắn hạ thành công 5-8 máy bay của Israel, trong khi Israel tuyên bố đã bắn hạ 172 máy bay Ai Cập (bao gồm 73 chiếc MiG-21). Theo Chaim Herzog, trong cuộc chiến tranh Yom Kippur, Israel tuyên bố 73 chiếc MiG-21 của Ai Cập bị hạ (65 được Israel khẳng định). Ngược lại, Ai Cập khẳng định đã bắn hạ 27 máy bay Israel bởi MiG-21 của mình, cộng với tám chiếc khác có thể cũng đã bị hạ. Tuy nhiên, theo hầu hết các nguồn tin của Israel, đây là những tuyên bố phóng đại của Ai Cập và Israel chỉ xác nhận bị mất 5 đến 15 chiếc máy bay do không chiến trong toàn bộ cuộc chiến tranh 
Ở mặt trận Syria, ngày 06 Tháng 10 năm 1973, MiG-21MF của Syria đã bắn hạ một chiếc A-4E và 1 chiếc Mirage IIICJ, trong khi Syria mất 3 chiếc MiG. Ngày 7 tháng 10, MiG-21MF của Syria đã bắn hạ 2 chiếc F-4E, ba chiếc Mirage IIICJs và 1 chiếc A-4E trong khi bị mất hai máy bay MiG của họ, cộng với 2 chiếc MiG bị tên lửa phòng không của quân nhà bắn nhầm. MiG-21PF cũng hoạt động trên mặt trận này, và cùng ngày hôm đó bắn rơi 2 chiếc A-4E trong khi bị mất một chiếc MiG. 08 tháng 10 năm 1973, MiG-21PFM của Syria bắn rơi 3 chiếc F-4E, nhưng 6 chiếc MiG-21 của họ đã bị rơi. Vào cuối cuộc chiến, MiG-21 của Syria tuyên bố tổng cộng 30 máy bay Israel đã bị bắn hạ, trong khi Israel tuyên bố 29 chiếc MiG-21 của Syria đã bị hạ.
Những chiếc MiG-21 của Ả Rập trong Chiến tranh Yom Kippur đã hoạt động tốt hơn nhiều so với trong Chiến tranh Sáu ngày, do phía Ả Rập đã quan tâm hơn đến công tác huấn luyện và tổ chức chiến thuật. Các máy bay của Israel đã thực hiện khoảng 20 cuộc tấn công lớn vào các căn cứ không quân Ai Cập, MiG-21 của Ai Cập đã phòng vệ thành công, không một sân bay Ai Cập nào bị phá hủy. Đổi lại, MiG-21 của Ai Cập đã phá hủy được hai sân bay của Israel. Tổng cộng, trong chiến tranh Yom kippur, MiG-21 của Ai Cập đã giành được ít nhất 27 chiến thắng trên không, MiG-21 của Syria ít nhất 36. MiG-21 của Iraq đã bắn hạ từ 3 đến 7 máy bay của Israel. Sau chiến tranh, các cuộc đụng độ nhỏ liên quan đến máy bay chiến đấu vẫn tiếp tục.
Vào năm 1974, trong cuộc chiến giành Núi Hermon, MiG-21MF của Syria đã bắn hạ 3 Mirage IIICJ và 1 F-4E của Israel (Syria tuyên bố 8 máy bay Israel đã bị hạ). Tổn thất của Syria là 3 MiG-21MF, 2 chiếc bị bắn hạ bởi F-4 Phantoms và 1 chiếc bởi Mirage (Israel tuyên bố 6 máy bay Syria đã bị hạ).
Ai Cập sau này đã được cung cấp những tên lửa Sidewinder của Mỹ, và chúng cũng được trang bị trên MiG-21 và rất thành công khi sử dụng trong không chiến chống lại những chiếc Mirage 5 và MiG-23 của Libya trong Chiến tranh năm 1977. Khoảng 3-4 chiếc Mirage và 2 chiếc MiG-23 của Libya bị MiG-21 của Ai Cập bắn hạ, trong khi Ai Cập tổn thất 1 chiếc MiG-21.
Đầu thập niên 1980, Israel được Mỹ cung cấp cho những chiếc F-15 và F-16 mới có khả năng trội hơn những chiếc MiG-21. Trong chiến tranh Lebanon bắt đầu vào ngày 06 tháng 6 năm 1982, Israel tuyên bố đã phá hủy khoảng 45 chiếc MiG-21 của Syria. Syria tuyên bố 2 máy bay Israel bị bắn hạ và có thể 15 máy bay khác của Israel cũng đã bị hạ. Ngoài ra, ít nhất là hai chiếc F-15 và một chiếc F-4 của Israel đã bị hư hại khi chiến đấu với máy bay MiG-21.
Theo dữ liệu của phương Tây, những chiếc MiG-21 của Syria đã bắn hạ ít nhất 1 F-4E, 1 Kfir C.2 và bắn hỏng 2 chiếc F-15D và 1 RF-4E. Không quân Israel xác nhận có ít nhất 1 chiếc F-15 của phi đội 133 (do Ronen Shapiro lái) đã bị hư hại do trúng tên lửa R-60 từ MiG-21 vào ngày 9/6/1982, quả tên lửa đã phá tan một động cơ của chiếc F-15 nhưng nó vẫn cố hạ cánh về sân bay bằng động cơ còn lại trước khi bị ngọn lửa bao trùm. Việc chiếc F-15 của Israel bị bắn trọng thương cho thấy MiG-21 vẫn là một tiêm kích nguy hiểm, ngay cả đối với máy bay chiến đấu thế hệ thứ 4 ra đời sau nó 25 năm.

### Chiến tranh Iran-Iraq
Thử nghiệm chính của MiG-21 ở Iraq là cuộc chiến với Iran (22 tháng 9 năm 1980 - 20 tháng 8 năm 1988).
Khi đó, MiG-21 là máy bay chiến đấu có số lượng lớn nhất ở Iraq. Vào đầu cuộc chiến, Iraq đã có 135 chiếc MiG-21PFM/MF/bis phiên bản tiêm kích, 4 chiếc MiG-21R phiên bản do thám và 24 chiếc MiG-21U/UM phiên bản huấn luyện (khoảng 100 chiếc đã sẵn sàng chiến đấu khi bắt đầu chiến tranh). 27 chiếc MiG-21 khác đang được cất giữ.
Tổng cộng trong giai đoạn 1980-1988, các phi công MiG-21 của Iraq đã giành được 34 chiến thắng trên không theo dữ liệu rời rạc (bao gồm 13 chiếc F-5, 11 chiếc F-4, 4 trực thăng AH-1J, 3 chiếc CH-47, 2 chiếc Bell và 1 chiếc F-14 Tomcat), trong khi theo dữ liệu rời rạc, 34 máy bay MiG-21 đã bị bắn rơi trong các trận không chiến (18 bởi máy bay F-14, 9 bởi F-4, 5 bởi F-5 và 2 bởi trực thăng AH-1J). Theo các nguồn khác, tổng cộng 22 chiếc MiG-21 đã bị bắn hạ (12 chiếc đã bị hạ bởi F-14, 6 bởi F-4, 3 bởi F-5 và 1 bởi AH-1J). Ở thời điểm đó, MiG-21 đã có phần lỗi thời, lại là tiêm kích hạng nhẹ nên các phi công MiG-21 của Iraq được khuyên nên tránh không chiến với các tiêm kích hạng nặng như F-4E và F-14, nếu không có yếu tố bất ngờ về phía họ.
Trên máy bay chiến đấu MiG-21MF, phi công át chủ bài của Iraq là Mohhamed Rayyan bắt đầu sự nghiệp. Vào ngày 23 tháng 10 năm 1980, ông đã bắn hạ hai chiếc F-5 Tiger II của Iran. Phi công MiG-21 thành công nhất của Iraq là Samir Abdul Razak, chiếc MiG-23MF của anh đã bắn hạ 4 chiếc F-5 Tiger II của Iran, đều bởi tên lửa R-13M (xem thêm tại )

### Ấn Độ
Ấn Độ đưa vào sử dụng những chiếc tiêm kích MiG-21 đầu tiên vào năm 1964. Tổng cộng, nước này đã nhận được 874 chiếc MiG-21, khoảng hơn 200 chiếc do các nhà máy Liên Xô sản xuất và 657 chiếc khác được lắp ráp tại Ấn Độ. MiG-21 từng là xương sống của lực lượng không quân Ấn Độ, chúng đã tham gia tất cả các cuộc xung đột vũ trang lớn ở đất nước này từ năm 1963.
Không quân Ấn Độ cũng sử dụng MiG-21 trong chiến tranh Ấn Độ-Pakistan 1971. Trong cuộc chiến này đã chứng kiến cuộc không chiến siêu âm đầu tiên trên tiểu lục địa Ấn Độ, khi 1 chiếc MiG-21 của Ấn Độ bắn hạ 1 chiếc F-104 Starfighter của Không quân Pakistan. Những chiếc MiG đã thực hiện một vai trò quan trọng trong các cuộc không chiến, bảo đảm chiếm ưu thế trên không và cuối cùng khiến Pakistan thất bại. Tổng cộng trong cuộc chiến này, những chiếc MiG-21 của Ấn Độ đã bắn hạ 7-8 máy bay Pakistan và bắn hỏng 1 chiếc khác. 4 máy bay Pakistan khác đã bị phá hủy bởi những phi cơ Ấn Độ khi chúng đang đậu tại sân bay. Ấn Độ chỉ mất duy nhất 1 máy bay trong chiến đấu trên không, bị bắn hạ vào ngày 17 tháng 12.
MiG-21 cũng được sử dụng vào cuối năm 1999 trong Chiến tranh Kargil. Những chiếc MiG-21 lần cuối cùng được biết đến sử dụng trong không chiến vào năm 1999 trong Sự kiện Atlantique, khi 2 chiếc MiG-21 của Ấn Độ đã bắn hạ 1 chiếc máy bay trinh sát Breguet Atlantique của Hải quân Pakistan, người Ấn Độ đã đưa ra lý do máy bay của Pakistan đã bay vào không phận của Ấn Độ.
các máy bay MiG-21 của Không quân Ấn Độ đã phải trải qua đợt hiện đại hóa quy mô vào năm 1999. Nga đã nâng cấp sâu rộng 125 chiếc MiG-21Bis của Ấn Độ lên chuẩn "MiG-21-93 Bison". Gói nâng cấp đã áp dụng một số công nghệ trên các loại tiêm kích thế hệ 4, như là thay mới radar cũ RP-21MA/RP-22 bằng loại Phazotron Kopyo - được phát triển dựa trên công nghệ dòng radar Zhuk với tầm trinh sát bán cầu trước đến 57 km, ở bán cầu sau là 25–30 km, có thể theo dõi mục tiêu RCS 3m2 tại khoảng cách 45 km. Kopyo cung cấp cho MiG-21-93 khả năng theo dõi 10 mục tiêu cùng lúc và dẫn đường cho tối đa 2 tên lửa tiêu diệt 2 mục tiêu cùng lúc. Trong chế độ không đối đất, Kopyo có thể phát hiện mục tiêu xe thiết giáp ở cự ly 25 km hoặc cầu đường ở cách 100 km trong khi theo dõi 2 mục tiêu, có thể phát hiện tàu thuyền cỡ nhỏ ở cách 80 km hoặc mục tiêu kích cỡ tương đương khu trục hạm ở khoảng cách 150 km. MiG-21-93 Bison có thể triển khai các loại tên lửa không đối không mới nhất của Nga như R-73E (tầm ngắn), R-27 (dẫn đường radar bán chủ động, tầm trung) và R-77 (radar chủ động, tầm trung – xa lên tới 100 km)
Những máy bay nâng cấp MiG-21 'Bison' được đưa tin có hiệu suất tốt và có thể chống lại được những máy bay F-15 và F-16 của Không quân Hoa Kỳ trong cuộc tập trận chung Ấn Độ-Hoa Kỳ. Những phi công Mỹ đã ngạc nhiên với những khả năng của MiG-21 Bison. Theo tường trình thì trong các cuộc không chiến mô phỏng khả năng thao diễn của phiên bản 'Bison' mới đã bỏ xa những máy bay của phương Tây và có tỷ lệ chiến thắng lớn. Hai bên tập trận theo thể thức 6 máy bay F-15C chiến đấu với 18 máy bay Ấn Độ (gồm 12 MiG-21 Bison và 6 Su-30), Ấn Độ không cho phía Mỹ sử dụng radar quét mảng điện tử chủ động (AESA) tiên tiến trên F-15 của họ và phía Mỹ không được mô phỏng bắn tên lửa ngoài tầm nhìn (BVR) (do yêu cầu của Ấn Độ không sử dụng tên lửa AMRAAM). Hơn nữa, người Ấn Độ đã phái những phi công giàu kinh nghiệm nhất của họ đến chiến đấu chống lại người Mỹ trong khi Mỹ chỉ đưa ra một phi đội tiêu chuẩn có sự kết hợp giữa các phi công giàu kinh nghiệm và ít kinh nghiệm. Các phi công Mỹ nhận xét rằng MiG-21 Bison là một đối thủ rất ghê gớm với F-15C khi đánh cận chiến, do loại máy bay này có độ bộc lộ radar thấp, vận tốc cao và rất linh hoạt.
Tuy nhiên, do Ấn Độ cố gắng khai thác những chiếc MiG-21 có tuổi thọ bay đã quá cao (tới gần 50 năm), hồ sơ về tính an toàn của chúng rất đáng buồn: trong suốt 50 năm sử dụng, Ấn Độ đã mất hàng trăm chiếc MiG-21 do tai nạn với hơn 170 phi công thiệt mạng; tính riêng vài năm trở lại đây đã xảy ra 29 vụ tai nạn trong không quân Ấn Độ, trong đó 12 vụ là của máy bay MiG-21. Chính vì lặp lại quá nhiều tai nạn, các phi công đã đặt tên cho MiG-21 là "quan tài bay" hay "nơi sản xuất ra những góa phụ". Trong nửa thế kỷ qua, Ấn Độ đã mua nguyên chiếc (hoặc mua linh kiện để tự lắp ráp) 976 máy bay MiG-21, trong đó có 1 nửa gặp phải sự cố, bị tổn thất và không thể tiếp tục sử dụng. Ấn Độ hiện nay cũng đã đẩy nhanh các bước thay thế loại máy bay cũ này, chuyển sang sử dụng máy bay không phải do Nga chế tạo hoặc không phải máy bay MiG (chẳng hạn Su-30). Mặc dù rất muốn thay thế MiG-21 càng sớm càng tốt nhưng Ấn Độ buộc phải tiếp tục duy trì MiG-21 tới năm 2019.
Cũng không ít chuyên gia quân sự cho rằng, các vụ tai nạn MiG-21 không phải do lỗi thiết kế, mà chủ yếu là do "căn bệnh" quản lý chất lượng không chặt chẽ của cả không quân Ấn Độ (nhất là với những chiếc MiG-21 do Ấn Độ tự lắp ráp), cộng với việc Ấn Độ không cho nghỉ hưu số MiG-21 đã quá niên hạn. Một dẫn chứng là rất nhiều nước khác vẫn còn sử dụng MiG-21 và tỷ lệ tai nạn của họ thấp hơn nhiều so với Ấn Độ. Không quân Ấn Độ quyết định nâng cấp hệ thống radar đa chế độ Super Kopyo do Nga sản xuất và hệ thống dẫn đường quán tính, sử dụng con quay hồi chuyển laser điều khiển vòng Totem 221G của Pháp chế tạo cho các máy bay MiG-21 còn lại.
Chỉ huy lực lượng Không quân Ấn Độ có ý định kéo dài tuổi thọ máy bay chiến đấu MiG-21, nguyên nhân của sự việc này là do việc hủy bỏ hợp đồng với công ty Dassault của Pháp về việc cung cấp 126 máy bay chiến đấu Rafale. Theo kế hoạch, tất cả những "én bạc" sẽ bị "loại khỏi vòng chiến đấu" của Không quân Ấn Độ vào năm 2019. Ngoài việc hủy bỏ hợp đồng cung cấp 126 máy bay Rafale theo chương trình MMRCA mà còn là do sự quá trì trệ trong việc đưa loại máy bay Tejas "made in India" vào sử dụng.
Ngày 27/2/2019, theo Ấn Độ tuyên bố thì 8 tiêm kích Ấn Độ và 24 chiến đấu cơ Pakistan đã tham gia trận không chiến lớn nhất từ năm 1971 giữa hai nước. Đội hình của Pakistan gồm 8 tiêm kích F-16, 4 chiến đấu cơ Mirage III, 4 máy bay JF-17 cùng 8 phi cơ hộ tống, trong khi Ấn Độ đã triển khai 4 tiêm kích hạng nặng Su-30MKI, hai chiến đấu cơ Mirage 2000 cải tiến và hai máy bay MiG-21 nâng cấp (MiG-21 Bison) để đánh chặn. Ấn Độ cũng tuyên bố chiếc MiG-21 của Thượng tá Abhinandan Varthaman đã dùng tên lửa Vympel R-73 bắn rơi 1 tiêm kích F-16 của Pakistan, ngay sau đó một tên lửa đối không tầm trung AIM-120 AMRAAM phóng từ 1 chiếc F-16 khác đã đánh trúng chiếc MiG-21 của Varthaman, buộc phi công này phải nhảy dù Đây được coi là một bất ngờ lớn, khi mà MiG-21 với tuổi đời 50 năm (dù đã được nâng cấp) nhưng vẫn có thể bắn hạ được 1 chiếc tiêm kích hiện đại thế hệ 4 do Mỹ chế tạo. Nhà báo Italia David Cenciotti, người điều hành trang web The Aviationist nổi tiếng, bình luận: "MiG-21 Bison là phiên bản nâng cấp từ mẫu MiG-21 cơ bản do Nga chế tạo. Mặc dù thiết kế của nó đã lỗi thời, nhưng khả năng linh hoạt và tăng tốc của nó cùng kính ngắm gắn trên mũ phi công kết hợp với tên lửa không đối không R-73 là những yếu tố biến MiG-21 trở thành đối thủ đáng sợ thực sự, ngay cả với những tiêm kích hiện đại hơn..."
Tạp chí Foreign Policy đưa tin rằng phía Mỹ đã tiến hành kiểm tra F-16 theo yêu cầu của Pakistan và xác nhận không thiếu chiếc nào, trái với tuyên bố của không quân Ấn Độ rằng họ đã bắn hạ một chiếc. Tuy nhiên, mấy ngày sau đó, nhiều tờ báo Ấn Độ như Defense world, Asianage và Hindustan Times tuyên bố rằng phát ngôn viên Bộ Quốc phòng Hoa Kỳ nói họ không có cuộc điều tra nào về số lượng máy bay F-16 của Pakistan để xác định xem nước này có bị mất một chiếc trong trận không chiến với Ấn Độ vào ngày 27/2 hay không. Theo Washington Post thì giống như Lầu năm góc, Bộ Ngoại giao vẫn chưa đưa ra bất kỳ tuyên bố công khai nào về số lượng F-16 của Pakistan, vì thế không thể khẳng định hay phủ định được nguồn tin của Tạp chí Foreign Policy.
Phía Ấn Độ thì đưa ra những hình ảnh hiển thị radar chưa được bên thứ 3 kiểm chứng nhằm chứng minh rằng chiếc F-16 của Pakistan đã bị bắn rơi, theo đó 1 máy bay cảnh báo sớm trên không của Ấn Độ đã xác định được tín hiệu của 3 chiếc F-16 và thấy một trong số đó đã biến mất hoàn toàn sau trận không chiến Tuy nhiên Pakistan đưa ra mảnh vỡ của 4 quả tên lửa của MiG-21 với đầu dò và động cơ để bác bỏ tuyên bố của phía Ấn Độ, bởi tiêm kích MiG-21 Bison trong biên chế không quân Ấn Độ chỉ mang được tối đa 4 tên lửa trong một lần xuất kích và Pakistan căn cứ vào đó để khẳng định chiếc MiG-21 của Ấn Độ chưa kịp phóng tên lửa khi bị bắn hạ. Phát ngôn viên quân đội Pakistan, Thiếu tướng Asif Ghafoor nói với các phóng viên ở Rawalpindi: "Trong thời đại ngày nay, việc che giấu máy bay bị bắn rơi là không thể." Phía Pakistan cũng tuyên bố loại máy bay đã bắn hạ chiếc MiG-21 của Ấn Độ không phải là F-16, mà là JF-17 Thunder, sản phẩm hợp tác chế tạo giữa Trung Quốc và Pakistan
Để chứng minh rằng thực sự F-16 đã bị rơi, Ấn Độ đã lấy chính mảnh xác tên lửa Pakistan bắn rơi MiG-21 của mình ra để minh họa ngược lại rằng MiG-21 Bison đã tiêu diệt thành công F-16 và nếu mảnh tên lửa găm vào máy bay bị rơi là tên lửa AIM-120 thì máy bay đó phải là F-16 chứ không thể nào là JF-17 do các tiêm kích JF-17 mà Không quân Pakistan sử dụng đều được tích hợp tên lửa do Trung Quốc sản xuất. Việc Không quân Pakistan cho biết JF-17 đã bắn rơi MiG-21 chứ không phải F-16 rất có thể để nhằm tránh sự trừng phạt của Mỹ, vì Washington chưa chấp nhận cho Islamabad mang F-16 sử dụng nhiệm vụ nào ngoài chống khủng bố.

### Nam Tư cũ
Trong thời gian 1991-1995, Quân đội Nhân dân Nam Tư (JNA) và lực lượng người Serb đã sử dụng những chiếc MiG-21M (khoảng 100 chiếc trong thỏa thuận tổng cộng 1/3 lực lượng không quân) khi diễn ra Chiến tranh Slovenia, Chiến tranh giành độc lập Croatia và Chiến tranh Bosna và lần nữa trong Chiến tranh Kosovo 1999 và Operation Allied Force (Chiến dịch Sức mạnh đồng minh - khi NATO ném bom Nam Tư 1999). Trừ trong thời gian NATO can thiệp vào Nam Tư, máy bay không có đội thử trên không và chủ yếu được sử dụng trong vai trò tấn công mặt đất. Những báo cáo chi tiết chỉ ra rằng ít nhất 6 chiếc đã bị bắn hạ bởi lực lượng AA tại Croatia và Bosnia và 24 chiếc khác bị phá hủy bởi NATO, hầu hết khi đang ở trên mặt đất. Năm 1993, Croatia đã mua khoảng 40 chiếc MiG-21 vi phạm lệnh cấm vận vũ khí, nhưng chỉ có 25 chiếc hoạt động trong các đơn vị, trong khi những chiếc khác được sử dụng như những phụ tùng thay thế. Croatia sử dụng chúng cùng 4 chiếc đào ngũ từ JNA chủ yếu trong các nhiệm vụ tấn công mặt đất và không một ai biết rằng đã có những trận không chiến diễn ra giữa những chiếc MiG của Croatia và Serbia.

### Châu Phi
Trong thời gian Chiến tranh Lạnh, những chiếc MiG-21 của Liên Xô được cung cấp tới nhiều quốc gia tại hạ Sahara. Đáng kể nhất là MiG-21 sử dụng trong các cuộc chiến tại Nội chiến Angola, trong tay của Lực lượng Phòng không Không quân Nhân dân Angola. Những phi công của Không quân Cuba đã lái những chiếc MiG-21 tại Angola trong chiến tranh. Cả những chiếc MiG-21 Angola và Cuba thường chạm trán với những chiếc Mirage của Không quân Nam Phi. Năm 2006, ít nhất 2 chiếc MiG-21 đã được sử dụng để nem bom căn cứ không quân của Somalia trong cuộc xâm lấn của Ethiopia vào Somalia.

### Romania
Bắt đầu vào năm 1993, Nga không chào hàng những phụ tùng thay thế cho MiG-23 và MiG-29 của Không quân Romania. Ban đầu, đầy là một bối cảnh cho việc hiện đại những chiếc MiG-21 của Romania với hệ thống của Elbit, và bởi vì thật dễ dàng hơn cho Romania khi tự mình bảo dưỡng những máy bay tiêm kích phản lực này. 110 chiếc MiG-21 đã được hiện đại hóa dưới tên gọi Lancer. Ngày nay, chỉ có 48 chiếc Lancer còn hoạt động trong không quân Romania. Nó có thể sử dụng cả vũ khí của phương Tây và Nga như tên lửa R-60M, R-73, Magic 2, hay Python III. Chúng sẽ bị thay thế vào năm 2012 khi những máy bay chiến đấu mới được mua như Eurofighter Typhoon hay Gripen.

### Triều Tiên
Máy bay chiến đấu MiG-21 đầu tiên mà Triều Tiên nhận được từ Liên Xô là vào năm 1965.
Vào ngày 19 tháng 1 năm 1967, tại vùng biển phía bắc vĩ tuyến 38, máy bay chiến đấu MiG-21 của Triều Tiên đã đánh chìm một tàu tuần tra của Hải quân Hàn Quốc, chiếc Dang Po PCE-56 (lượng giãn nước 910 tấn, vũ khí gồm 1 pháo 76,2mm, 7 pháo phòng không). 39 thủy thủ Hàn Quốc đã thiệt mạng và 15 người bị thương. Một số nguồn tin của Mỹ thì cho rằng con tàu xâm nhập bị chìm bởi pháo phòng thủ ven biển.
Vào ngày 23 tháng 1 năm 1968, các tàu Hải quân Triều Tiên, với sự hỗ trợ của máy bay chiến đấu MiG-21, đã bắt giữ và kéo về chiếc tàu trinh sát của Hải quân Hoa Kỳ, chiếc Mitch Pueblo, đến cảng Wonsan (một số thiết bị bí mật đã được chuyển đến Liên Xô). Con tàu không được trả lại.
Vào ngày 15 tháng 4 năm 1969, một cặp máy bay chiến đấu MiG-21PFM đã đánh chặn một máy bay do thám EC-121M số hiệu 135749 VQ-1 của Hải quân Hoa Kỳ. Phi công của chiếc MiG-21 số 803 của Triều Tiên, Hyon Ki-su, đã bắn hạ kẻ địch bằng hai tên lửa R-3C. Toàn bộ phi hành đoàn và một số sĩ quan tình báo Mỹ (tổng cộng 31 người) đã chết.
Vào ngày 14 tháng 7 năm 1977, máy bay chiến đấu MiG-21 của Triều Tiên đã bắn hạ chiếc trực thăng Chinook CH-47D của Mỹ sau khi nó vi phạm không phận tại khu vực phi quân sự. 3 thành viên phi hành đoàn đã thiệt mạng, một người bị bắt và được trả cho Hoa Kỳ sau 57 giờ.

## Các phiên bản

### Thế hệ 0 - Phát triển và tiền sản xuất (1954–1956)
Ye-1 (1954)
Thiết kế nguyên mẫu cánh xuôi xung quanh động cơ phản lực phản lực không có bộ đốt sau Mikulin AM-5A. Thiết kế bị loại bỏ và phiên bản Ye-2 được tập trung nghiên cứu thay thế.
Ye-2 (1954; NATO: "Faceplate")
Nguyên mẫu cánh xuôi với động cơ tuốc bin phản lực có đốt sau Mikulin AM-9B, được trang bị ba khẩu pháo NR-30 và có thể mang theo một giá phóng rocket UB-16-57. Được trang bị đài radio RSIU-4 VHF, bộ dò tín hiệu Uzel IFF, công cụ tìm hướng tự động ARK-5 Amur với máy tính tiếp cận hạ cánh RUP, bộ thu tín hiệu MRP-48P Dyatel, bộ phát đáp SRO-2 Khrom IFF, Sirena-2 RWR, SRD-1M Radal ' -Máy đo khoảng cách radar được liên kết với súng ngắm điện toán ASP-5N. Ye-2 thực hiện chuyến bay đầu tiên vào ngày 14 tháng 2 năm 1955, nhưng nguyên mẫu đã bị hủy bỏ khi động cơ phản lực Mikulin RD-11 được đưa vào sử dụng.
Ye-2A (1955; hay còn gọi là "MiG-23")
Là thiết kế Ye-2 được sửa đổi cho động cơ phản lực RD-11. Sáu chiếc được chế tạo. Giống với Ye-5 ngoại trừ đôi cánh: Ye-2A có cánh xuôi. Được trang bị đài radio RSIU-4V, ARK-5 ADF với mô-đun RUP, bộ thu tín hiệu đánh dấu MRP-48P, bộ phát đáp Bariy-M IFF, Sirena-2 RWR, máy đo xa radar SRD-1M Radal'-M với kính ngắm dẫn bắn ASP-5N-V3.
MiG-23 (1957; Izdeliye 63)
Ye-2A sản xuất với tên định danh là MiG-23. Phiên bản này khá tương đồng với nguyên mẫu, nhưng sử dụng máy đo xa radar SRD-5M Baza-6 và bộ phát đáp SRO-2 Khrom IFF, cùng với một số sửa đổi khác. Trong số mười hai chiếc được lên kế hoạch cho năm 1957, chỉ có năm chiếc được chế tạo; chúng được trang bị động cơ phản lực R11-300 (phiên bản sản xuất của RD-11) và có một giá treo (ở giữa) để mang thùng dầu phụ 400 lít, giá phóng rocket UB-16-57 hoặc bom FAB-250. Chương trình bị chấm dứt vào năm 1958, và các nguyên mẫu được chế tạo được tái sử dụng cho các chương trình thử nghiệm đặc biệt khác.
Ye-4 (1955)
Nguyên mẫu cánh tam giác đầu tiên của MiG-21. Là nền tảng thử nghiệm sử dụng động cơ không có bộ đốt sau Mikulin AM-5 và sau đó là động cơ có bộ đốt sau RD-9E.
Ye-50 (1956)
Máy bay đánh chặn tầm cao thử nghiệm dạng cánh xuôi. Khung máy bay Ye-2 được sửa đổi để phù hợp với động cơ tên lửa Dushkin S-155 và động cơ hành trình RD-9E.  Công việc thiết kế bắt đầu vào năm 1954, chuyến bay đầu tiên vào năm 1956. Chương trình chấm dứt sau vụ tai nạn của Ye-50/3 vào ngày 8 tháng 8 năm 1957.
Ye-50A (1956)
Không nên nhầm lẫn với MiG-23 "Flogger." Ye-50A là phiên bản cải tiến của Ye-50; đã được đưa vào sản xuất và phục vụ với tên gọi "MiG-23U", nhưng điều này đã không xảy ra do không có sẵn động cơ phản lực R11E-300 dự kiến.
MiG-23U (1956; Izdeliye 64)
U = Uskoritel ("Tăng cường")
Đây là phiên bản sản xuất của Ye-50A. Chỉ có một chiếc được hoàn thành do động cơ R11E-300 tiếp tục không có sẵn
Ye-5 (1956)
Nguyên mẫu nghiên cứu cánh tam giác được trang bị động cơ phản lực Mikulin AM-11. Một số sửa đổi khác động cơ được thực hiện so với Ye-4, bao gồm việc bổ sung hệ thống thủy lực thứ hai. Tên gọi ban đầu là I-500.
MiG-21 (1956; Izdeliye 65; NATO "Fishbed-A")
Loạt máy bay chiến đấu đầu tiên, phiên bản sản xuất của Ye-5. Năm chiếc được chế tạo tại Tbilisi, nhưng không được tiếp tục do những nỗ lực đã được chuyển hướng sang loại Ye-6 / MiG-21F tiên tiến hơn. Những chiếc máy bay được chế tạo hoạt động như những nền tảng thử nghiệm.

### Thế hệ 1 - Sản xuất hàng loạt ban đầu (1957–1961)
Ye-6
Nguyên mẫu tiền sản xuất với cánh tam giác, sửa dụng động cơ R11-F300. Ba nguyên mẫu được chế tạo.
Ye-50P (1958)
Dự án đánh chặn tầm cao với động cơ tên lửa đẩy, đã kết thúc trước khi xây dựng.
MiG-21F (1959; Izdeliye 72; NATO "Fishbed-B")
F =  Forsirovannyy("được nâng cấp")
Máy bay chiến đấu ban ngày một chỗ ngồi. Đây là phiên bản sản xuất đầu tiên, với 93 chiếc được chế tạo (20 chiếc vào năm 1959, 73 chiếc vào năm 1960). MiG-21F có 2160 lít nhiên liệu trong sáu thùng nhiên liệu bên trong và được trang bị động cơ phản lực R11F-300 với lực đẩy 5740 kgf. Những chiếc đầu tiên được trang bị một khẩu NR-30 và hai khẩu pháo NR-23, các máy bay tiếp theo được trang bị hai khẩu pháo NR-30 30 mm, mỗi khẩu 60 viên, nó cũng có khả năng mang hai quả bom từ 50 đến 500 kg mỗi quả. Hệ thống điện tử bao gồm mô-đun giải trình tự vũ khí PUS-36D, đài liên lạc R-800, kính ngắm điện tử ASP-5NV-U1 và máy đo xa radar SRD-5MN Baza-6.
Ye-6/9 (1960)
Một chiếc MiG-21F sản xuất đã được sửa đổi vào năm 1960 để kiểm tra khả năng tấn công hạt nhân trên khung máy bay MiG-21.
Ye-6T (1958))
Nguyên mẫu dựa trên MiG-21F được sử dụng để thử nghiệm hệ tên lửa không đối không Vympel K-13 (NATO: AA-2 'Atoll'). Máy bay sau đó đã được sử dụng lại cho các cuộc thử nghiệm khác.
Ye-6T/1 ("Ye-66") (1959)
Nguyên mẫu Ye-6T / 1, số hiệu "31 Red", được trang bị động cơ R11F2-300 để phá kỷ lục tốc độ thế giới. "Ye-66" là một ký hiệu "giả" được sử dụng trên các tài liệu nộp cho FAI; nó không phải là tên định danh chính thức. Konstantin Kokkinaki đã lập kỷ lục tốc độ thế giới mới vào ngày 16 tháng 9 năm 1960 trên chiếc máy bay này, đạt tốc độ tối đa 2499 km/h (1552 dặm / giờ) trên quãng đường dài 100 km.
Ye-6T / 1 ("Ye-66A") (1961)
Sau khi lập kỷ lục tốc độ thế giới mới, Ye-6T / 1 "31 Red" đã được chế tạo lại một lần nữa để cố gắng thiết lập kỷ lục độ cao thế giới mới. Để đạt được mục tiêu này, nó đã được bổ sung một tên lửa đẩy U-21 vào một ống dẫn ở đuôi, và giữ lại động cơ phản lực R11F2-300 đã được nâng cấp. "Ye-66A" cũng là tên định danh "giả" được sử dụng trong các tài liệu nộp cho FAI; nó không phải là chỉ định chính thức. Vào ngày 28 tháng 4 năm 1961, Georgi Mosolov lập kỷ lục độ cao mới ở độ cao 34.714 m (113.891 ft), phá vỡ kỷ lục trước đó do một phi công Mỹ thiết lập trên chiếc F-104 Starfighter 2899 m (9511 ft).
Ye-6T/2 (1961)
Nguyên mẫu thứ hai Ye-6T được tái sử dụng để thử nghiệm thiết bị hạ cánh kiểu trượt để sử dụng trên các dải đất.
Ye-6T/3 (1961)
Ye-6T được trang bị cánh mũi, được thử nghiệm trong giai đoạn 1961–1962.
MiG-21P-13 (hay còn được gọi là Ye-7) (1958);P = Perekhvatchik ("tên lửa đánh chặn"), 13 = đề cập đến hệ thống tên lửa K-13
Hai chiếc MiG-21 mang hậu tố (izdeliye 65) đã được chuyển đổi để sử dụng tên lửa không đối không Vympel K-13 như một phần của dự án phát triển tiêm kích đánh chặn trang bị tên lửa K-13. Do dự án MiG-21P-13 bị chậm tiến độ, nên người ta quyết định sản xuất MiG-21F hiện có với khả năng sử dụng hệ thống tên lửa K-13, kết quả là MiG-21F-13 ra đời. Tuy nhiên, sự phát triển vẫn tiếp tục, cuối cùng dẫn đến sự ra đời của MiG-21PF.
MiG-21F-13 (1960; Izdeliye 74; NATO "Fishbed-C")
F = Forsirovannyy ("Đã nâng cấp"), 13 = đề cập đến hệ thống tên lửa K-13

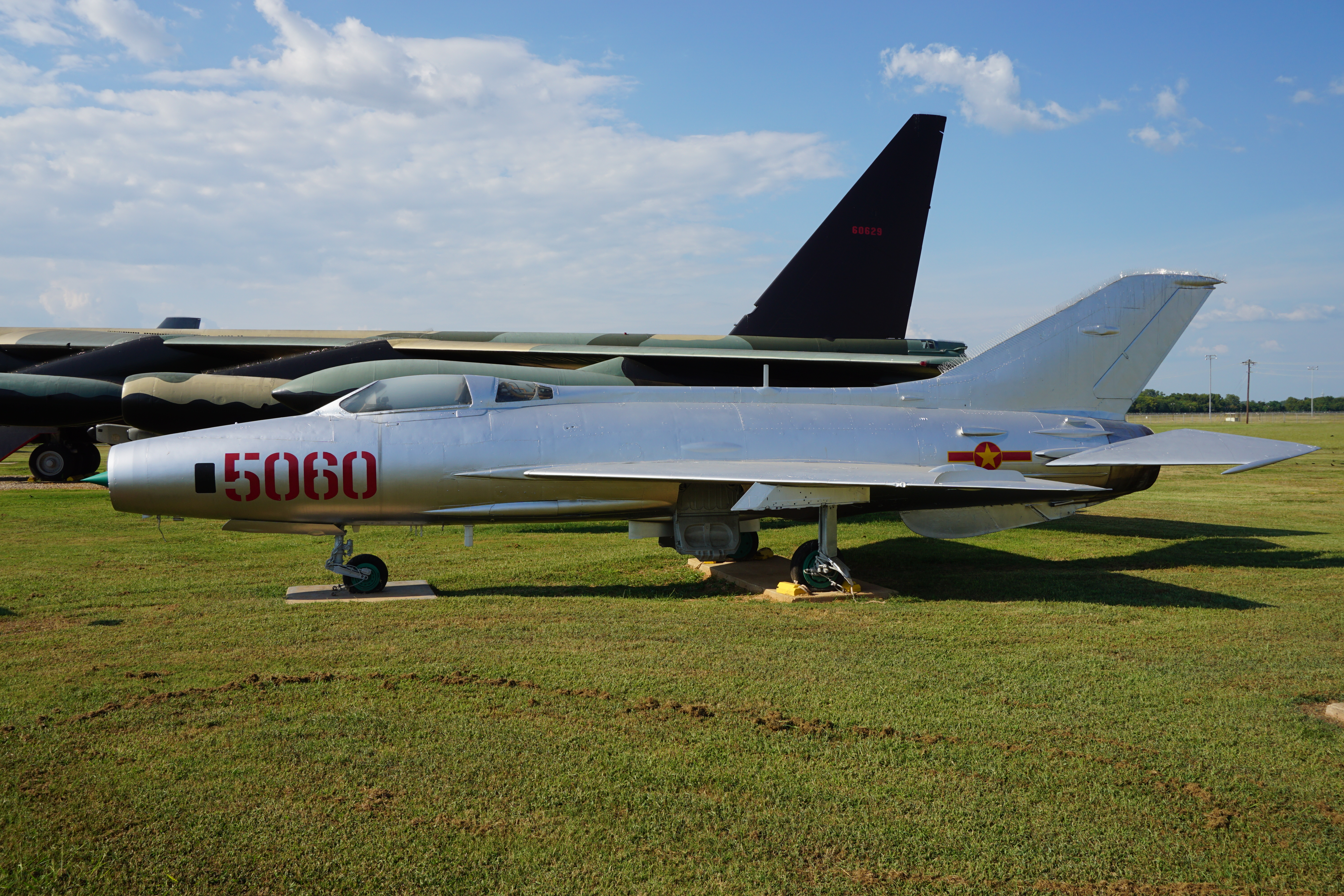
MiG-21F-13 tại Bảo tàng Năng lượng Toàn cầu Barksdale

Máy bay tiêm kích ban ngày tầm ngắn; MiG-21F-13 là mẫu MiG-21 đầu tiên được sản xuất với số lượng lớn. Không giống như MiG-21F, MiG-21F-13 chỉ có một khẩu pháo NR-30 ở mạn phải, với chỉ 60 viên đạn; tuy nhiên, nó đã bổ sung khả năng sử dụng hệ thống tên lửa K-13, trong đó có hai hệ thống có thể được mang trên các giá treo dưới cánh. Trên những chiếc MiG-21F-13 sản xuất sớm, giá phóng là loại APU-28; các mẫu sau này được thay thế bằng giá phóng APU-13. Các giá phóng có thể tháo rời, cho phép MiG-21F-13 mang hai bệ phóng rocket UB-16-57, hai rocket S-24 trên đường ray phóng PU-12-40 hoặc hai quả bom FAB-100/250/500 hoặc thùng bom napalm  ZB -360. F-13 được nâng cấp thêm: tầm ngắm quang học ASP-5ND được cải tiến và radar tầm xa SRD-5ND được nâng cấp. MiG-21F-13 cũng được chế tạo theo giấy phép ở Trung Quốc với tên gọi Chengdu J-7 hoặc F-7 để xuất khẩu, cũng như ở Tiệp Khắc với tên gọi Aero S-106, mặc dù tên gọi S-106 không được sử dụng lâu; sau đó, các đơn vị do Séc chế tạo được gọi là "MiG-21F-13" giống như máy bay do Liên Xô chế tạo.
MiG-21FR
Tên gọi của Tiệp Khắc cho MiG-21F-13 và Aero S.106 (MiG-21F-13 do Séc chế tạo) được chuyển đổi để mang các khoang trinh sát.
MiG-21F-13R (1974)
R = Razuznavatelen ("Trinh sát")
Tên gọi của Bulgaria cho máy bay MiG-21F-13 được sửa đổi cục bộ để mang theo máy ảnh AFA-39.
Ye-6V (1961; NATO "Fishbed-E")
Phiên bản thử nghiệm STOL của MiG-21F-13 với tên lửa đẩy JATO.

### Thế hệ 2 - Máy bay đánh chặn (1961–1966)
MiG-21P (NATO "Fishbed-D / Fishbed-E") - 1960
Máy bay tiêm kích đánh chặn mọi thời tiết; được trang bị radar CSD-30T và máy hướng dẫn chỉ huy "Azure", cho phép máy bay liên lạc với máy bay chiến đấu có hệ thống điều khiển tự động "Air 1". Động cơ R-11F-300 (như trên MiG-21F), hệ thống ngắm bắn ASP-5NDN. Khẩu pháo 30mm thứ hai cũng đã bị gỡ bỏ, vũ khí chỉ gồm hai tên lửa dẫn đường K-13 (R-3C) (lúc đó ý kiến phổ biến là tên lửa có thể thay thế hoàn toàn pháo, Chiến tranh Việt Nam cho thấy sự sai lầm của quan điểm này, ví dụ như F-4 Phantom của Mỹ chỉ bắt đầu được gắn pháo vào năm 1967). Thay vì tên lửa K-13, bom và rốc-két không điều khiển có thể được gắn trên 4 giá treo. Đến tháng 6 năm 1960, một loạt các máy bay đánh chặn MiG-21P đã được sản xuất. Tuy nhiên, đến đây thì việc sản xuất bị dừng để chuyển sang loại MiG-21PF.
MiG-21PF (1961; Izdeliye 76; NATO "Fishbed-D")

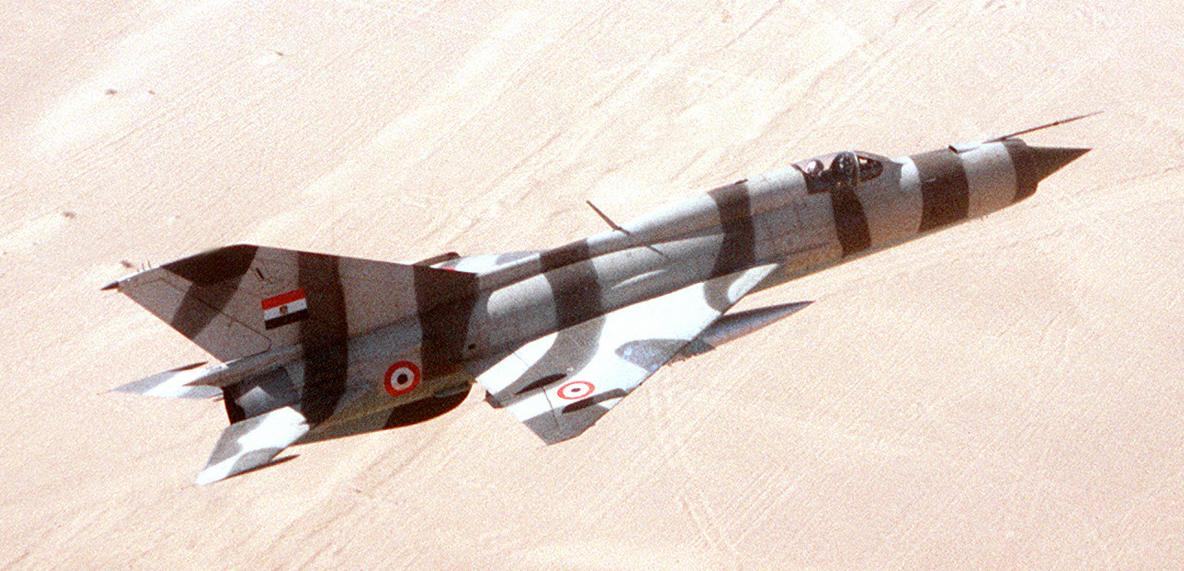
MiG-21PFM của Ai Cập năm 1982.

P = Perekhvatchik ("Người đánh chặn"), F = Forsirovannyy ("Được nâng cấp")
Phiên bản sản xuất của máy bay đánh chặn trong mọi thời tiết. Chúng được trang bị động cơ phản lực R11F2-300 và bắt đầu từ lô sản xuất thứ bảy, được trang bị radar RP-21 (sáu lô đầu tiên sử dụng radar TsD-30T cũ hơn (hay còn gọi là RP-9-21). Ngoài ra, vũ khí hệ thống điều khiển đã được sửa đổi từ hệ thống của F-13 để cho phép sử dụng tên lửa không đối không Kaliningrad K-5  bên cạnh tên lửa hồng ngoại K-13.
MiG-21PF (1961; Izdeliye 76A)
Phiên bản dành cho xuất khẩu sang các nước thuộc Khối Warszawa; điểm khác biệt duy nhất so với phiên bản trong nước là trang bị Hệ thống nhận dạng Bạn/Thù.
MiG-21PFL (1966; Izdeliye 76A)
L = Lokator ("Ra đa")
Phiên bản MiG-21PF được thiết kế riêng theo yêu cầu của Việt Nam. Ký hiệu "L" có thể là viết tắt của lokator để phản ánh bộ cảm biến khác nhau trong phiên bản này so với PF tiêu chuẩn.
MiG-21PFM (Izdeliye 76A)
M = Modifiziert ("Đã sửa đổi")
Không nên nhầm lẫn với MiG-21PFM "thật" là izdeliye 94. Đây là tên gọi của Đông Đức cho các máy bay MiG-21PF với các radar RP-21 được nâng cấp.
MiG-21RFM (Izdeliye 76A)
R = Radar ("Radar"), F = Forțaj ("Làm nóng lại"), "M" = "Modernizat" ("Hiện đại hóa")
Tên gọi của Romania cho MiG-21PF.
MiG-21Ye
Máy bay không người lái điều khiển từ xa chuyển đổi từ MiG-21PF; cũng được chỉ định là M-21 (M = mishen ', "target").
MiG-21FL (1965; Izdeliye 77)
F = Forsazh ("Làm nóng lại"), L = Lokator ("Rađa")
Mẫu MiG-21PF xuất khẩu tới các nước thế giới thứ ba. Bị hạ cấp so với MiG-21PF cơ bản với động cơ R11F-300 cũ hơn và kém mạnh hơn, không có điều kiện mang tên lửa đường như RS-2US và phiên bản đơn giản, hạ cấp của radar RP-21, được chỉ định là R1L. Được chế tạo theo giấy phép ở Ấn Độ với tên gọi Type 77.
Ye-7SPS (1961)
SPS = Sduv Pogranichnovo Sloya ("Thổi lớp ranh giới")
Thử nghiệm để phát triển hệ thống thổi cánh, được chế tạo lại từ Ye-6V / 2.
MiG-21PFS (1963; Izdeliye 94; NATO "Fishbed-D / F")
P = Perekhvatchik ("Interceptor"), F = Forsirovannyy ("Uprated"), S = Sduv Pogranichnovo Sloya ("Boundary Layer Blowing")
Phiên bản sản xuất của Ye-7SPS.
MiG-21PFS (Izdeliye 94; NATO "Fishbed-D")
Chín lô sản xuất đầu tiên của MiG-21PFS có bề ngoài giống với MiG-21PF nhưng với cánh thổi và bộ hãm phanh ở chân cánh của máy bay.
MiG-21PFS (Izdeliye 94; NATO "Fishbed-F")
Từ lô 10 đến lô 19, bộ ổn định thẳng đứng hợp âm lớn lần đầu tiên xuất hiện trên MiG-21FL, nhưng máy bay vẫn giữ lại ghế phóng SK và vòm một mảnh, mở về phía trước của MiG-21PF.
MiG-21PFS (Izdeliye 94; NATO "Fishbed-F")
Từ c/n 941314 trở đi, máy bay MiG-21PFS có đuôi rộng, ghế phóng KM-1 và vòm hai mảnh mở sang hai bên.
Ye-7M
Phát triển thêm Ye-7SPS; nguyên mẫu cho MiG-21PFM.
Ye-7M
Phát triển thêm Ye-7SPS; nguyên mẫu cho MiG-21PFM.
MiG-21PFM (1964; Izdeliye 94; NATO "Fishbed-F")
P = Perekhvatchik ("Người đánh chặn"), F = Forsirovannyy ("Đã nâng cấp"), M = Modernizirovannyy ("Hiện đại hóa")
Phiên bản cải tiến của MiG-21PFS, nâng cấp radar và một động cơ mạnh hơn. Nhược điểm của các biến thể PF/PFS là thiếu pháo để đánh cận chiến, do đó, phiên bản này có thể treo hộp chứa pháo GP-9 với pháo nòng đôi 23 mm GSh-23L. Để lắp đặt GP-9, MiG-21FL của Ấn Độ cũng được cải tiến. Người ta cũng nhận thấy rằng trong một số tình huống, tên lửa dẫn đường bằng radar thích hợp hơn tên lửa tầm nhiệt, ví dụ như trong điều kiện trời nhiều mây hoặc sương mù. Do đó, cùng với tên lửa R-3S (K-13), MiG-21PFM đã có thể mang tên lửa RS-2US (K-5MS) với hệ thống dẫn đường radar. Đối với điều này, radar trên không, nhận được chỉ định RP-21M trong lần sửa đổi này, đã phần nào được sửa đổi. Sau đó, các bộ ngắm radar trên MiG-21PFS đã được hoàn thiện thành RP-21M. Một số các cải tiến khác: cài đặt bộ dò tín hiệu SRZO-2M "Chrome-Niken" (phiên bản 023M), một chiếc gương để quan sát phía sau (kính tiềm vọng), ghế phóng mới KM-1M, kính ngắm hồng ngoại "Samotsvet", kính ngắm AFP-PF mới với một radar và một bộ quan sát hồng ngoại, v.v... Việc sản xuất MiG-21PFM cho Không quân Liên Xô được thực hiện tại nhà máy số 21 ở Gorky từ năm 1964 đến năm 1965. Tại nhà máy Moscow, Znamya Truda, biến thể này được sản xuất để xuất khẩu từ năm 1966 đến năm 1968.
MiG-21PFM (1964; Izdeliye 94A; NATO "Fishbed-F")
Phiên bản xuất khẩu với hệ thống IFF khác và không có khả năng mang tên lửa S-24 và bom ZB-62 napalm.

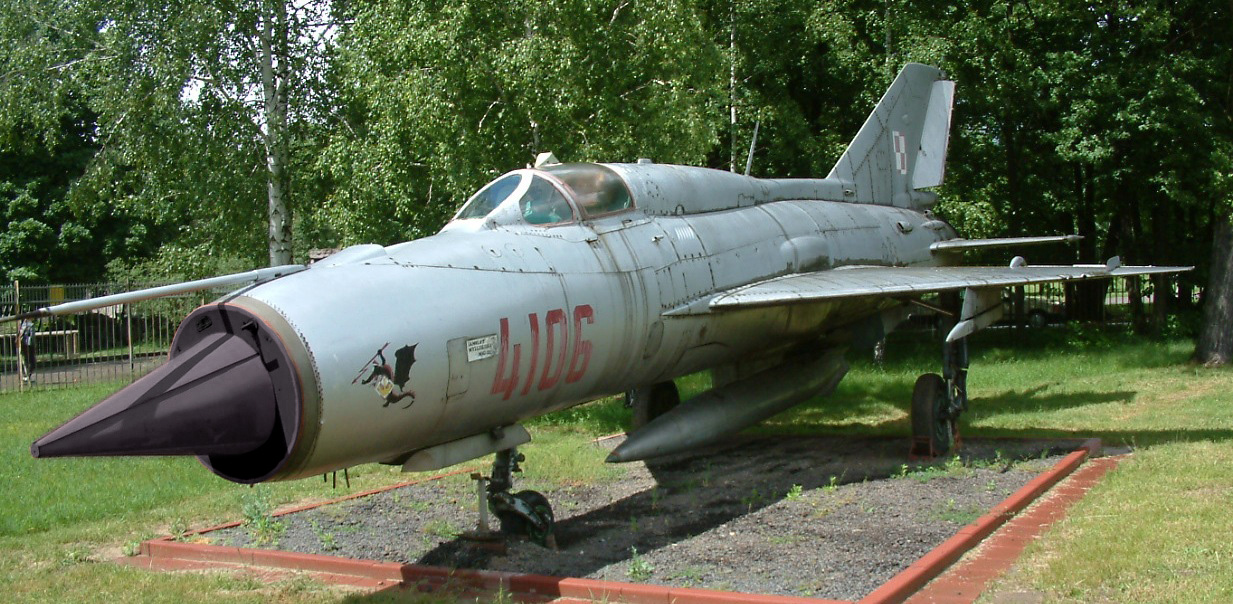
MiG-21PFM (izd. 94A), Lực lượng Không quân Ba Lan, mang huy hiệu của Trung đoàn tiêm kích số 10.

MiG-21PFM (Izdeliye 94N; NATO "Fishbed-F")
Phiên bản có khả năng mang vũ khí hạt nhân của MiG-21PFM.
MiG-21PFMA (Izdeliye 94A)
Tên gọi của Ba Lan của MiG-21PFM tiêu chuẩn.
MiG-21PFMN (Izdeliye 94N)
Tên gọi của Ba Lan về MiG-21PFM có khả năng mang vũ khí hạt nhân.
MiG-21RFMM (Izdeliye 94A)
R = Radar, F = Fortaj ("Làm nóng lại"), M = Modernizat ("Hiện đại hóa")
Tên gọi của Romania cho MiG-21PFM.

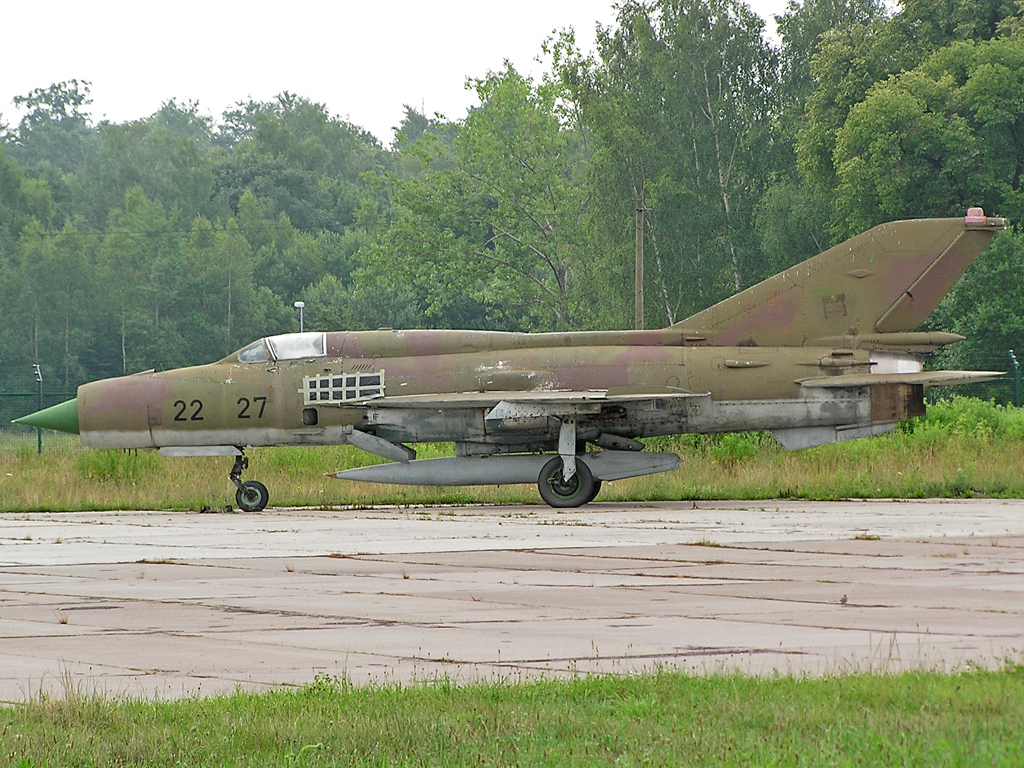
MiG-21 SPS

MiG-21SPS (Izdeliye 94A; NATO "Fishbed-F")
SPS = Sduv Pogranichnovo Sloya ("Thổi lớp ranh giới")
Để tránh nhầm lẫn với tên gọi địa phương "MiG-21PFM" được đặt cho MiG-21PF sửa đổi (izdeliye 76A), không quân Đông Đức đã đặt lại tên gọi MiG-21PFM "thực" của izdeliye 94A là "MiG-21SPS."
MiG-21SPS-K (Izdeliye 94A; NATO "Fishbed-F")
K = Kanone ("Pháo")
Tên gọi của Đông Đức cho máy bay MiG-21PFM (Izd. 94A) có dây để sử dụng vỏ đại bác. MiG-21 (NATO "Fishbed-G")
Phiên bản thử nghiệm cất hạ cánh trên đường băng ngắn của MiG-21PFM. Có 2 động cơ nâng đặt trong thân được làm dài ra.
Ye-7R
Nguyên mẫu của máy bay trinh sát có khả năng chiến đấu MiG-21R bắt nguồn từ MiG-21PFS.
MiG-21R (1965; Izdeliye 03 / 94R; NATO "Fishbed-H")
Ban đầu được chỉ định Izdeliye 03 để gây nhầm lẫn cho người ngoài, tên gọi chính thức "loại" của MiG-21R là Izdeliye94R. Đơn vị sản xuất đầu tiên được triển khai vào đầu năm 1966 và việc sản xuất tiếp tục cho đến năm 1971. Đối với các nhiệm vụ trinh sát, MiG-21R có thể mang theo nhóm PHOTINT ánh sáng ban ngày Loại D, nhóm ẢNH ẢNH ban đêm Loại N, nhóm ELINT đa năng Loại R hoặc một Loại T pod chứa một hệ thống TV, làm cho MiG-21R trở thành một trong những máy bay đầu tiên của Liên Xô sử dụng thiết bị ELINT. Những thay đổi nhỏ đã được thực hiện trong suốt quá trình sản xuất. Các đơn vị sản xuất ban đầu có động cơ phản lực R11F2S-300, được thay thế trong các máy sau này bằng động cơ R13-300. Trong vai trò không đối không, MiG-21R có thể mang hai RS-2US hoặc R-3S AAM, và trong vai trò tấn công, nó có thể được trang bị hai quả tên lửa UB-16-57UM hoặc UB-32, hai S -24 tên lửa không điều khiển hạng nặng hoặc hai quả bom có trọng lượng lên đến 500kg (mỗi quả).
MiG-21R (Izdeliye 94RA; NATO "Fishbed-H")
Phiên bản xuất khẩu của MiG-21R, được cung cấp với các khoang Kiểu D và Kiểu R.
MiG-21RF (Izdeliye 94RA; NATO "Fishbed-H")
Tên gọi của Ai Cập dành cho máy bay MiG-21R đã được sửa đổi cục bộ bằng cách gắn cố định các camera trong ống dẫn dưới mũi.
MiG-21RF (Izdeliye 96R; NATO "Fishbed-H")
Không nên nhầm lẫn với tên gọi địa phương của Ai Cập "MiG-21RF." Tên gọi này được sử dụng sau khi một số MiG-21R được nâng cấp với động cơ R13-300 như MiG-21MF.
Ye-7S (1963)
Nguyên mẫu máy bay chiến đấu chiến thuật - một chiếc MiG-21PF sản xuất được chuyển đổi thành hệ thống điện tử hàng không để kiểm tra radar điều khiển hỏa lực Sapfir-21.
MiG-21S (1964; Izdeliye 95; NATO "Fishbed-J")
S = Sapfir (ám chỉ radar Sapfir-21 / RP-22).
Phiên bản tiêm kích đánh chặn một chỗ, trang bị radar RP-22 và súng gắn ngoài. (Tên gọi không chính thức của NATO là MiG-21PFMA); E-8, Type 88 tên gọi của Ấn Độ. Đây là một cột mốc mới trong sự phát triển của MiG-21 khi nó được trang bị radar RP-22 mới, được gọi là Sapphire-21, hay viết tắt là S-21, radar mới có các đặc điểm hiện đại hơn RP-21: ở cùng góc quét, phạm vi phát hiện mục tiêu là máy bay ném bom của RP-22 đạt 30 km và phạm vi theo dõi tăng từ 10 km lên 15 km. Nhưng quan trọng nhất, nó đã cho phép sử dụng tên lửa R-3R (K-13R) mới với đầu dò radar bán chủ động và tầm bắn tăng. Điều này đã thay đổi chiến thuật: nếu trước đó, để phóng tên lửa điều khiển bằng vô tuyến RS-2-US, phi công buộc phải dẫn đường cho nó bằng tín hiệu của radar RP-21 cho đến khi tên lửa tới đích, còn với RP-22 thì anh ta chỉ cần phóng tên lửa rồi để nó tự tìm mục tiêu.
Trang bị vũ khí của MiG-21S điển hình là 4 tên lửa dẫn đường - hai quả R-3S với đầu dò hồng ngoại và hai quả R-3R với đầu dò radar; cộng với hộp pháo GP-9 với pháo GSh-23 dưới thân máy bay. Thiết bị dẫn đường cải tiến Lazur-M và trạm cảnh báo bức xạ mới SPO-10. Động cơ là loại R-11F2S-300 với lực đẩy không có đốt sau là 3.900 kgf, có đốt sau là 6.175 kgf. Tốc độ tối đa ở độ cao lớn là 2.230 km/h, ở gần mặt đất là 1.300 km/h
MiG-21S được sản xuất hàng loạt tại Nhà máy Gorky vào năm 1965-1968 và chỉ dành cho Không quân Liên Xô.
MiG-21N (1965; Izdeliye 95N; NATO "Fishbed-J")
N = Nositel ("Nhà cung cấp dịch vụ")
Còn được gọi là MiG-21SN, đây là một biến thể của MiG-21S có khả năng mang một vũ khí hạt nhân chiến thuật RN-25.
MiG-21PD (1966; Izdeliye 23-31 / 92)
PD = Podyomniye Dvigateli ("Động cơ nâng")
Trình diễn công nghệ STOL được chế tạo từ khung máy bay MiG-21PFM

### Thế hệ 3 - Hiện đại hóa (1968–1972)

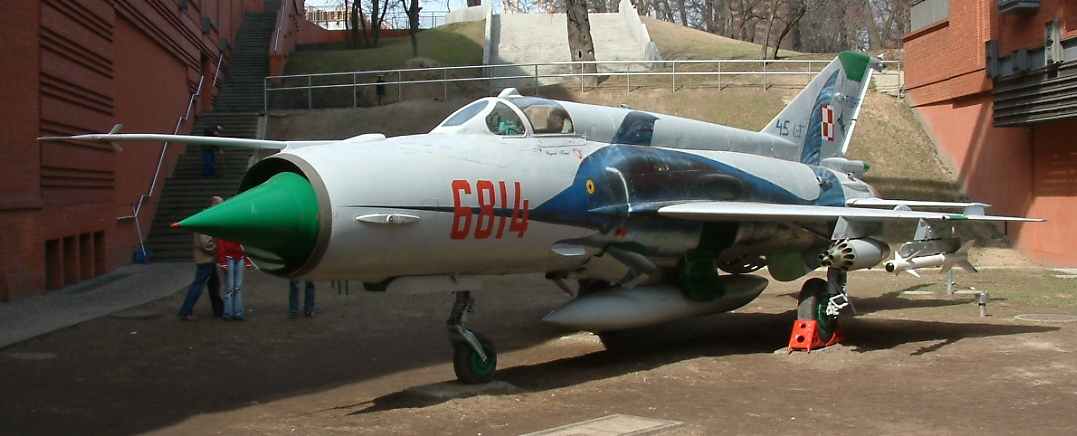
MiG-21MF, Không quân Ba Lan.

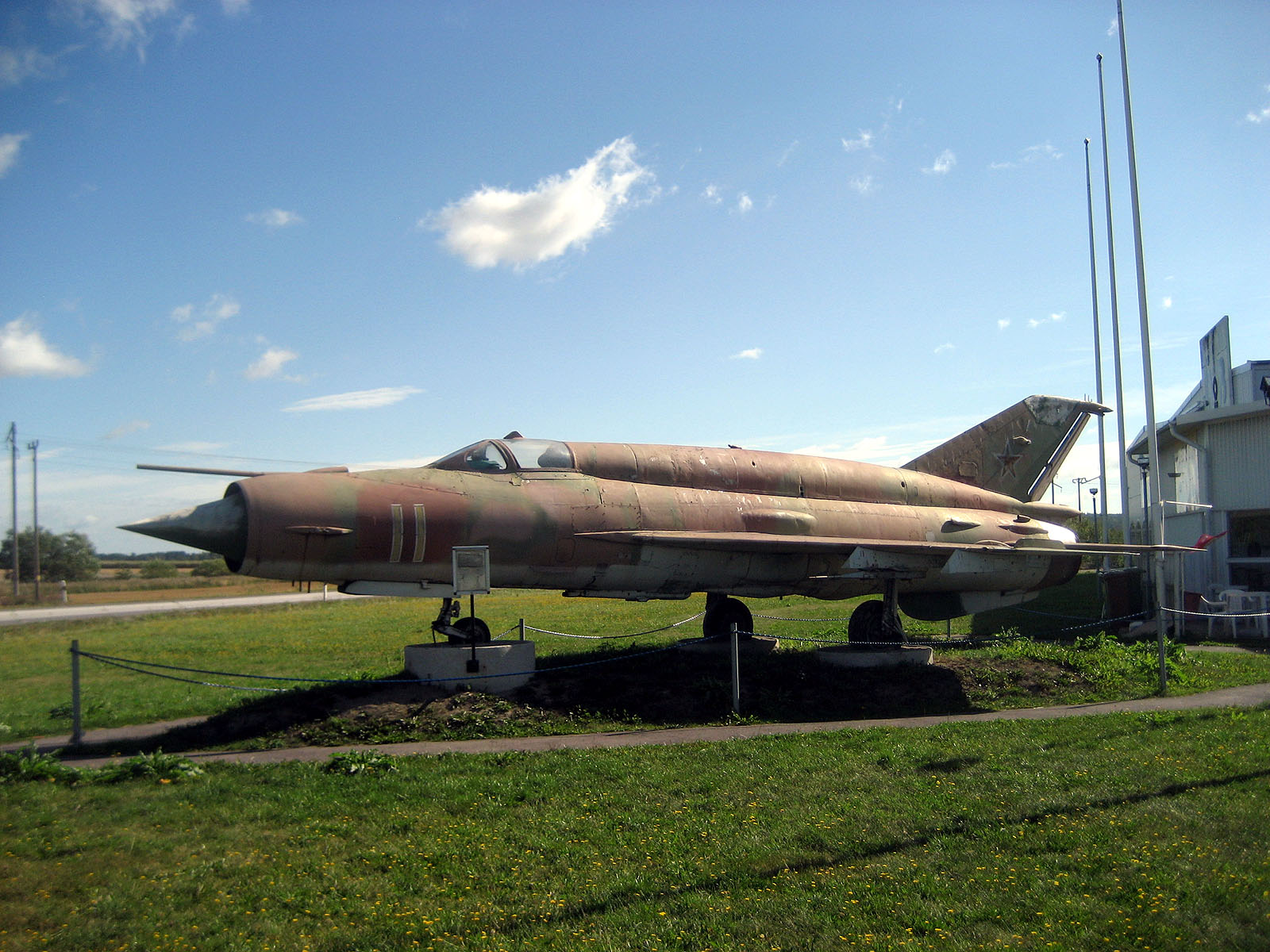
MiG-21SMT của Không quân Liên Xô cũ.

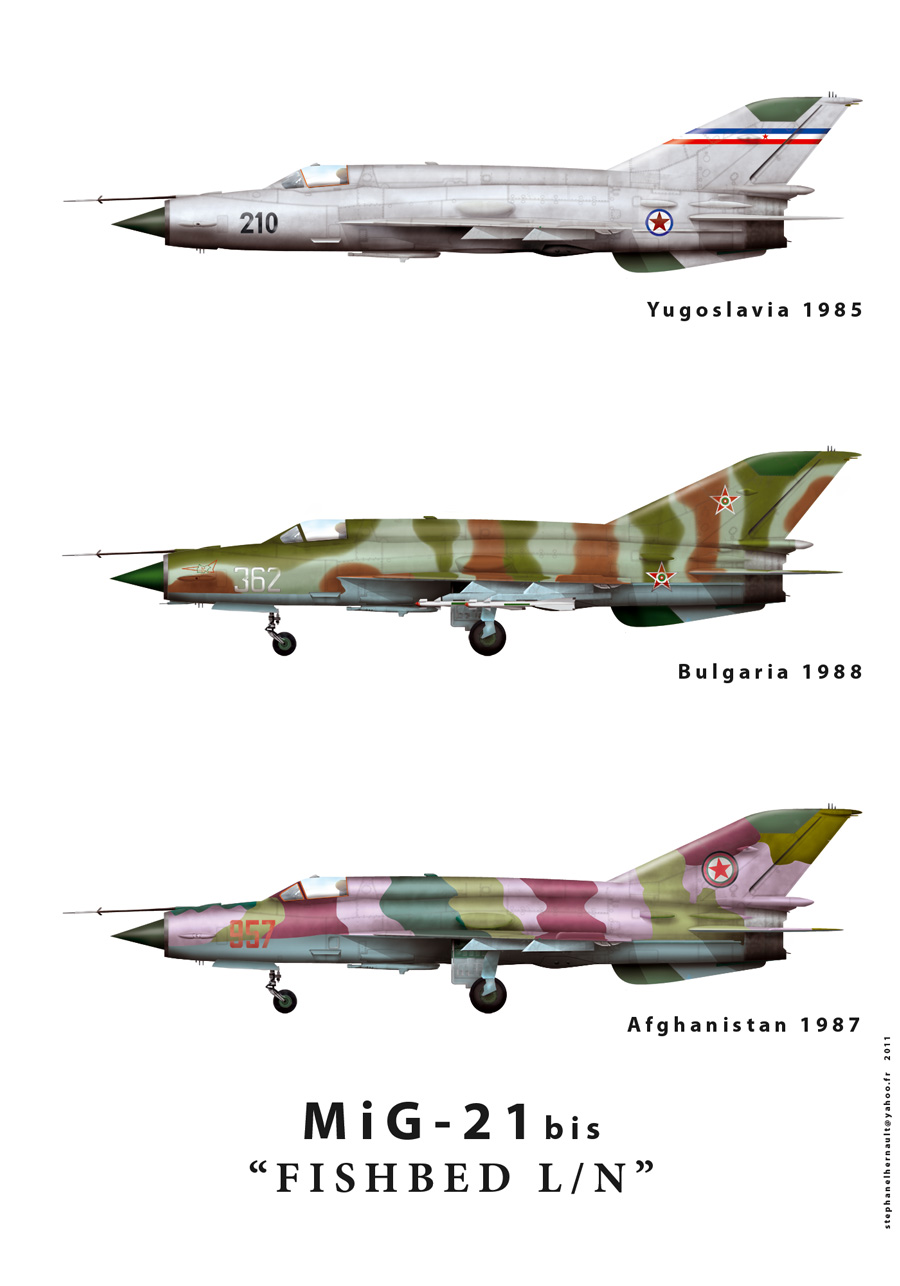
Mig 21fishbed L/N

MiG-21M (1968; Izdeliye 96; NATO "Fishbed-J")
M = Modernizirovannyy ("Hiện đại hóa")
Phiên bản xuất khẩu của MiG-21S. Nó cũng có 4 giá treo dưới cánh và cùng động cơ R-11F2S-300, nhưng nó chỉ có radar RP-21M là loại cũ hơn so với RP-22S, và theo đó, thay vì tên lửa R-3R, MiG-21M chỉ mang được tên lửa RS-2US cũ hơn. Tuy nhiên, ở một khía cạnh khác, MiG-21M vượt trội hơn so với miG-21S: nó có pháo GSh-23L được gắn thẳng vào thân máy bay chứ không cần gắn ngoài (giống như MiG-21SM mới hơn được chế tạo cho Không quân Liên Xô, được sản xuất cùng năm 1968). Máy bay được chế tạo tại nhà máy Moscow từ năm 1968 đến 1971. Năm 1971, giấy phép sản xuất đã được bán cho Ấn Độ.

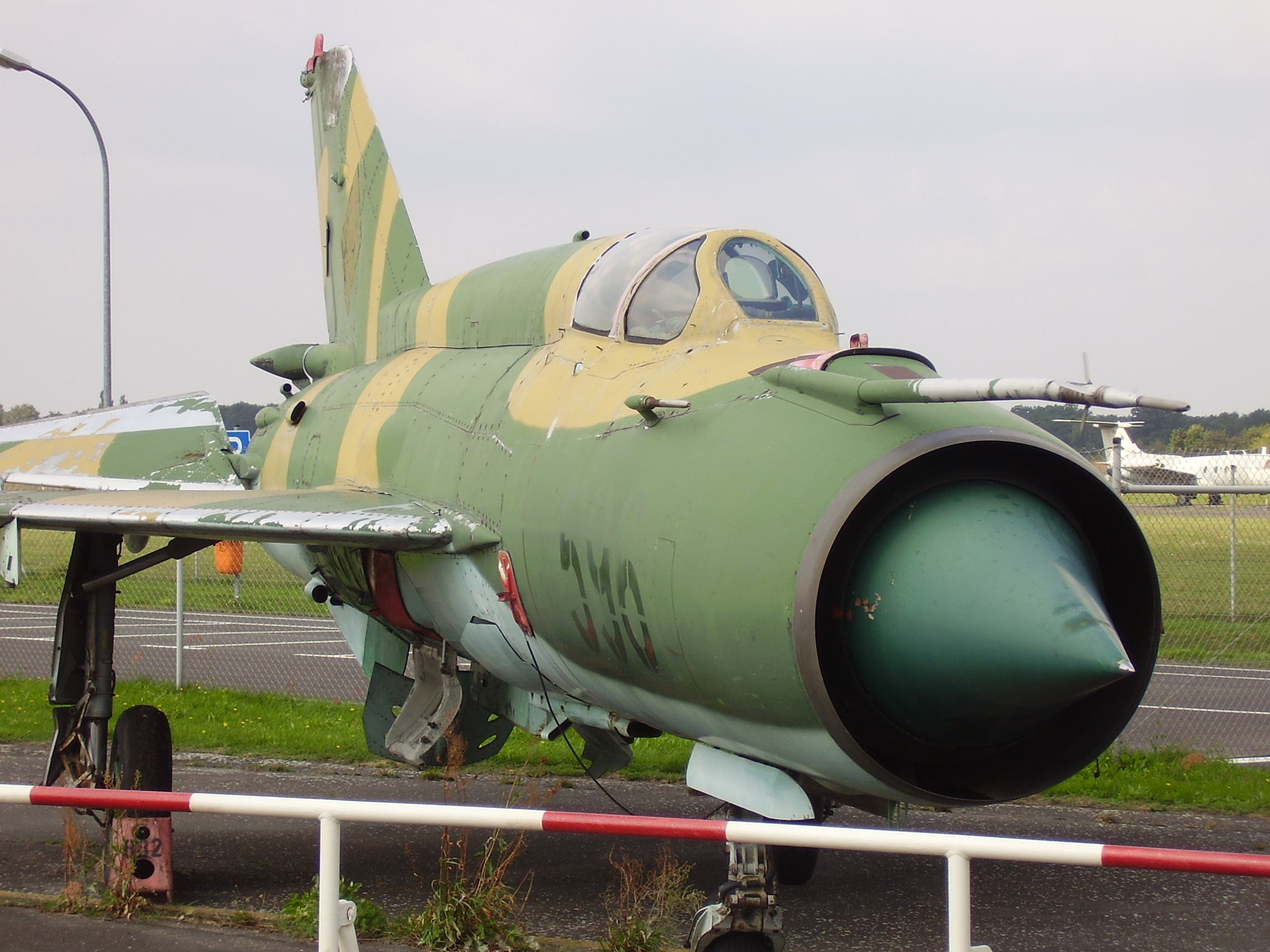
MiG-21M

MiG-21M  (Izdeliye 96A, NATO "Fishbed-J")
Biến thể xuất khẩu cho các nước thuộc Hiệp ước Warsaw.
MiG-21MA (Izdeliye 96A, NATO "Fishbed-J")
Không quân Tiệp Khắc đã đặt lại tên cho những chiếc MiG-21M đã được trang bị lại động cơ Tumanskiy R13-300 thành "MiG-21MA", giữ nguyên radar RP-21MA. Một số trong số này sau đó được trang bị lại radar RP-22 - đưa nó lên tiêu chuẩn MiG-21MF - và sau đó được đổi tên thành "MiG-21MF".

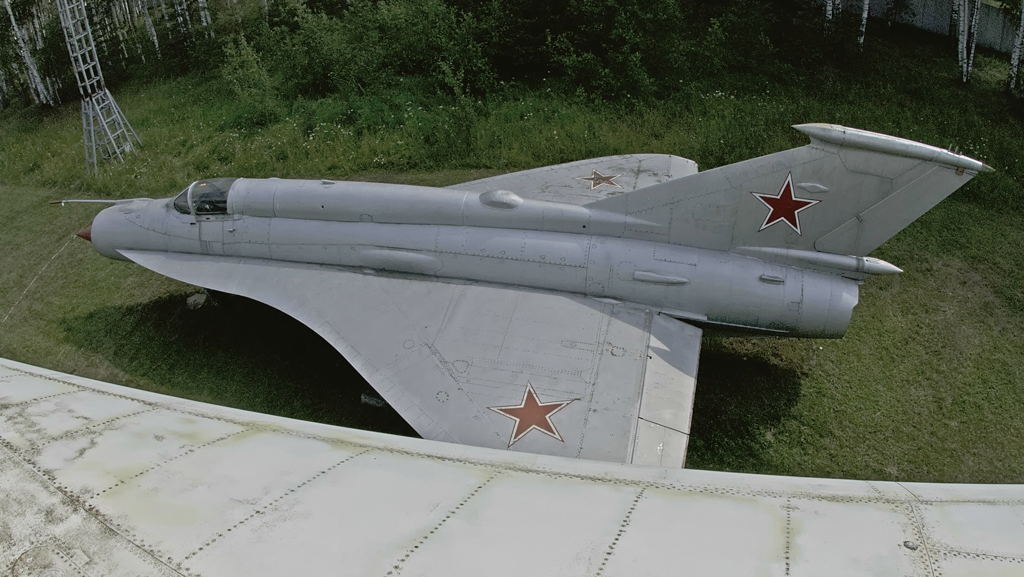
MiG-21I Analog

MiG-21I (1968; Izdeliye 21-11; "Analog")
I = Imitator ("Trình mô phỏng")
Thử nghiệm thiết kế cánh của máy bay vận tải siêu thanh Tu-144 (NATO "Charger").
MiG-21K (1969; đề xuất)
Đây là một biến thể đề xuất của MiG-21 cho vai trò tấn công mặt đất chuyên dụng; đề xuất Mikoyan đã bị rút lại trước giai đoạn hai của cuộc thi, cuối cùng Su-25 đã giành chiến thắng.
MiG-21Sh (1969; "Izdeliye 21-32"; dự án)
Sh = Shturmovik
Đây là một dự án máy bay tấn công mặt đất khác, là sự "hợp nhất" của MiG-21 và MiG-27; nó được gọi cách khác là MiG-21Sh và MiG-27Sh. Bị hủy bỏ do MiG-23/27 cung cấp hiệu suất cao hơn.
MiG-21SM (1969; Izdeliye 15/95M; NATO "Fishbed-J")
S =  Sapfir (ám chỉ radar Sapfir-21 / RP-22).
M = Modernizirovannyy ("Hiện đại hóa") MiG-21SM là sự phát triển tiếp theo của MiG-21S, trang bị 1 động cơ Tumansky R-13-300 mạnh mẽ hơn, bên cạnh đó, có sự ổn định tốt hơn về khí động lực và một loạt các chế độ đốt sau với sự thay đổi lực đẩy. Lực đẩy không có đốt sau - 4.070 kgf, có đốt sau - 6.490 kgf. So với các phiên bản trước đó, nó có đặc tính tăng tốc và tốc độ leo cao tốt hơn. Quá tải hoạt động tối đa tăng lên 8,5 g.
Những phiên bản trước đây có thể mang pháo nòng đôi GSh-23 trong hộp treo GP-9. Tuy nhiên, theo cách này thì sẽ bị mất khả năng treo 1 thùng nhiên liệu phía ngoài, bom hoặc một container có thiết bị trinh sát. Ngoài ra, Chiến tranh Việt Nam cho thấy rõ ràng rằng một máy bay chiến đấu đôi khi không cần pháo nhưng lúc khác lại rất cần thiết. Để khắc phục điều này, MiG-21SM đã nhận được một khẩu pháo GSh-23L được tích hợp trong thân máy bay với 200 viên đạn. Với sự ra đời của pháo tích hợp, tầm nhìn quang học ASP-PF đã được thay thế bằng tầm nhìn ASP-PFD.
Do pháo tích hợp, cần giảm nhẹ nguồn cung cấp nhiên liệu - lên tới 2.650 lít. Để bù đắp cho điều này, một thùng nhiên liệu 800 lít mới đã được phát triển và tầm bay của nó vẫn như cũ. Loại thùng nhiên liệu 800 lít này chỉ có thể được treo trên thân máy bay, còn điểm treo trên cánh chỉ có thể mang theo thùng nhiên liệu 490 lít.
Các khối phóng rốc két R-3S, R-3P, UB-16-57 hoặc UB-32-57, tên lửa không điều khiển S-24 có thể được treo trên bốn giá treo dưới cánh trong nhiều tổ hợp khác nhau, bom lên tới 500 kg. Khối lượng tối đa của tải trọng chiến đấu là 1.300 kg. Máy bay cũng có thể được trang bị camera trên không AFA-39. Ngoài ra, vào năm 1968, MiG-21 đã được đưa vào sử dụng tên lửa không đối đất X-66.
Máy bay chiến đấu MiG-21SM được chế tạo vào năm 1968-1971 tại Nhà máy Gorky số 21, nó chỉ dành cho Không quân Liên Xô.
MiG-21MF (1970; Izdeliye 96F; NATO "Fishbed-J")
M =Modernizirovannyy ("Hiện đại hóa"), F = Forsirovannyy ("Đã nâng cấp động cơ") Phiên bản sửa đổi từ MiG-21SM để xuất khẩu. Máy bay có cùng động cơ Tumansky R-13-300, radar RP-22 Sapphire và cùng hệ thống vũ khí với MiG-21SM. Sự lựa chọn về tải trọng vũ khí được tăng lên khi bổ sung R-60 (NATO: AA-8 "Aphid") và sau đó là IR tìm kiếm AAM R-60M. Trên thực tế, gần như không có gì khác biệt so với MiG-21SM. MiG-21MF được sản xuất hàng loạt tại nhà máy Moscow Znamya Truda năm 1969-1974. Ngoài ra, sau đó, vào năm 1975-1976, 231 máy bay loại này đã được sản xuất tại nhà máy máy bay Gorky. MiG-21MF đã được xuất khẩu đến nhiều quốc gia. MiG-21MF cũng được sản xuất tại Ấn Độ (với tên gọi Type 88) và Trung Quốc.

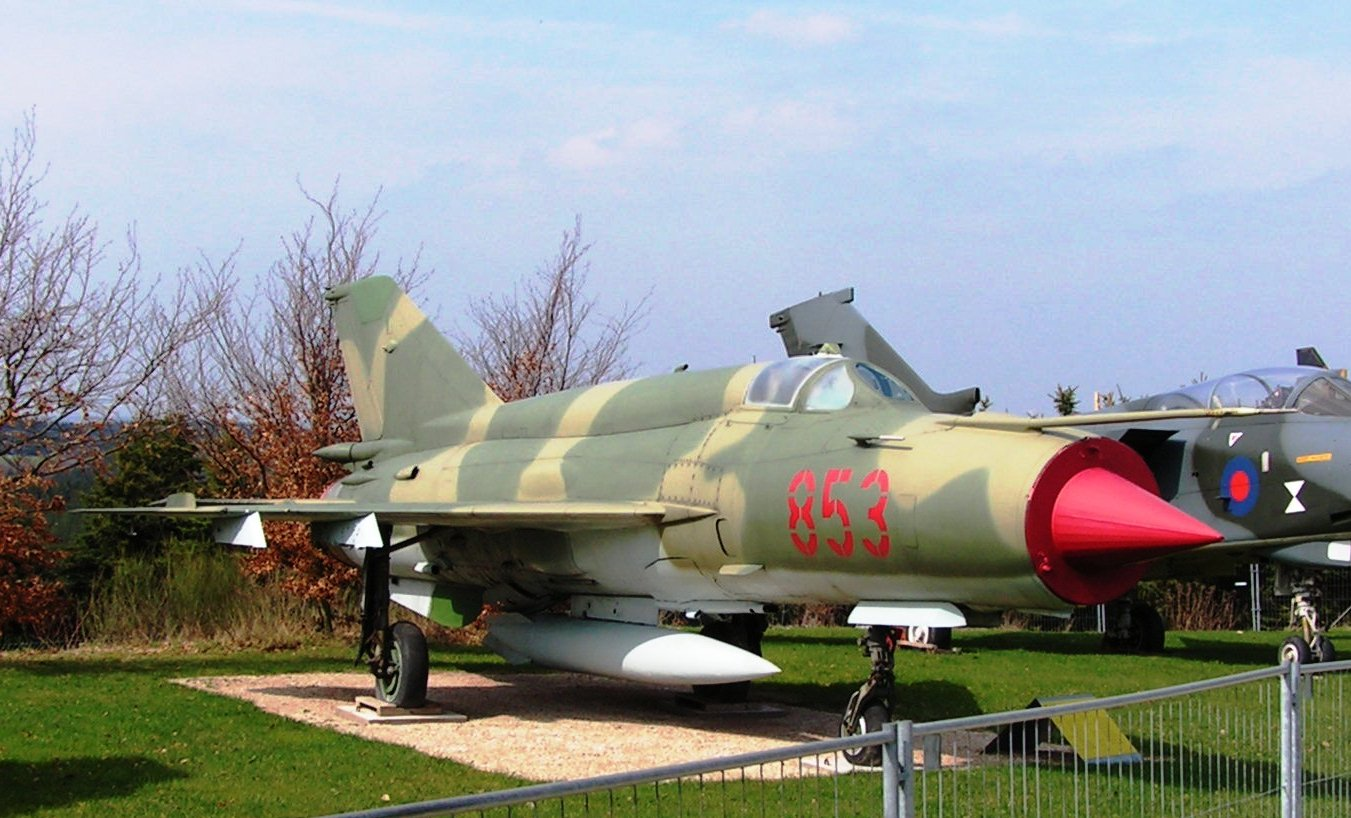
MiG-21MF

MiG-21MFR (1995)
R = Razuznavatelen ("Trinh sát")
Tên gọi nội địa của Bulgaria dành cho MiG-21MF được sửa đổi để mang theo các vỏ bọc sau khi MiG-21F-13R nghỉ hưu.
MiG-21MF-75
Định danh không chính thức được sử dụng ở Bulgaria, Đông Đức, Romania và Tiệp Khắc để chỉ các máy bay MiG-21MF được chuyển giao với thiết bị đo buồng lái giống với MiG-21bis ("75" là "1975", năm mà những máy bay này được đưa vào sản xuất)
MiG-21MFN
Định danh Không quân Séc chỉ định cho MiG-21MF nâng cấp với hệ thống điện tử hàng không tiêu chuẩn NATO.
MiG-21RF (NATO "Fishbed-J")
Phiên bản trinh sát chiến thuật một chỗ của MiG-21MF.
MiG-21DF (1969)
D = Dal'nomer ("Máy đo khoảng cách"), F = Forsirovannyy ("Đã nâng cấp")
Một chiếc MiG-21 (S hoặc SM) sản xuất được trang bị động cơ R13F2-300 và máy đo xa radar Kvant cho mục đích thử nghiệm. Mặc dù thử nghiệm cho thấy sự cải thiện về khả năng cơ động, nhưng biến thể này vẫn không được đưa vào sản xuất.
MiG-21SMF (1970)
S = Sapfir (đề cập đến radar Sapfir-21 / RP-22), M = Modernizirovannyy ("Hiện đại hóa"), F = Forsirovannyy ("Đã nâng cấp động cơ")
Một chiếc máy bay thử nghiệm - một chiếc MiG-21SM nguyên bản được trang bị động cơ phản lực R13F2-300 đã được nâng cấp. Mặc dù là một nguyên mẫu cho những gì sẽ là một mô hình mới, nó chưa bao giờ được đưa vào sản xuất.
MiG-21MT (1971; Izdeliye 96T; NATO "Fishbed-J")
M =  Modernizirovannyy ("Hiện đại hóa"), T = Toplivo ("Nhiên liệu", đề cập đến dung tích nhiên liệu tăng lên)
Đây là một chiếc MiG-21MF với dung tích nhiên liệu tăng lên. Mặc dù được thiết kế để xuất khẩu, chỉ có 15 chiếc được chế tạo và thậm chí những chiếc đó đã được giao cho Không quân Liên Xô chứ không xuất khẩu.
MiG-21SMT (1971; Izdeliye 50; NATO "Fishbed-K")
S = Sapfir (đề cập đến radar Sapfir-21 / RP-22), M = Modernizirovannyy ("Hiện đại hóa"), T = Toplivo ("Nhiên liệu," đề cập đến khả năng tăng nhiên liệu)
Sửa đổi từ MiG-21SM với sức chứa nhiên liệu tăng lên và động cơ R-13F-300 mạnh hơn. Phiên bản này được dành riêng cho Không quân Liên Xô. Động cơ R-13F-300 mới, ngoài bộ đốt sau thông thường, còn có chế độ "đốt sau khẩn cấp" cho phép tăng lực đẩy thêm 1.900 kgf. Tổng sức chứa nhiên liệu bên trong đã tăng lên 3.250 lít. Tuy nhiên, do trọng lượng và khối lượng tăng lên, khả năng điều khiển của máy bay bị suy giảm. Trong các tài liệu, đặc biệt là ở phương Tây, máy bay MiG-21SMT với bình nhiên liệu giảm xuống mức MiG-21Bis đôi khi được gọi nhầm là MiG-21ST.
MiG-21SMT được sản xuất vào năm 1971-1973 tại Nhà máy máy bay Gorky. Tổng cộng có 281 máy bay đã được sản xuất. Trong Không quân Liên Xô, chúng không chỉ được sử dụng làm máy bay chiến đấu mà còn là máy bay mang vũ khí hạt nhân chiến thuật.
MiG-21ST (Izdeliye 50)
S = Sapfir (đề cập đến radar Sapfir-21 / RP-22), T = Toplivo ("Nhiên liệu", đề cập đến khả năng tăng nhiên liệu)
Do MiG-21SMT cực kỳ không phổ biến trong số các phi công Liên Xô, hầu hết đã được chế tạo lại với thùng chứa yên nhỏ hơn của MiG-21bis sau khi loại đó được đưa vào sản xuất năm 1972. Sau khi chuyển đổi, chúng được đổi tên thành MiG-21ST và bên ngoài không thể phân biệt được. MiG-21bis.
MiG-21PFV
Phiên bản bay trên độ cao lớn (perekhvatchik forsirovannij visotnij, tiêm kích đánh chặn bay trên độ cao lớn).
MiG-21MF-R
Sau khi MiG-21R ngừng hoạt động trong Không quân Bulgaria vào năm 1995, một nhóm kỹ sư đã trang bị cho MiG-21MF với những thiết bị trinh sát từ MiG-21R.
MiG-21bis (1972; Izdeliye 75; NATO "Fishbed-L/N"
Sự phát triển cuối cùng của MiG-21, được trang bị động cơ phản lực Tumanskiy R25 -300 và một số tiến bộ khác so với các loại trước đó. Những chiếc MiG-21bis đó cho Lực lượng Phòng không Liên Xô được trang bị hệ thống Lazur GCI (NATO: "Fishbed-L"), trong khi những chiếc cho Không quân Liên Xô được trang bị hệ thống Polyot ILS (NATO: "Fishbed- NS").
MiG-21bis (Izdeliye 75A; NATO "Fishbed-L")
Máy bay tiêm kích đa chức năng một chỗ. Kiểu sản xuất cuối cùng được chế tạo đến năm 1985 tại Liên Xô và năm 1987 tại Ấn Độ. Phiên bản này trang bị động cơ Tumansky R-25-300, và mang 2880 lít nhiên liệu. Động cơ có khả năng đốt nhiên liệu phụ trội tăng thêm 3 phút - tăng lực đẩy từ 7100 kgf lên 9900 kgf. Nó có thể tăng tốc từ 600 km/h lên 1100 km/h trong 18 giây (MiG-29 thực hiện điều này trong 11,6 giây). Tốc độ bay lên là 225 m/s. Khi so sánh với F-14 có tốc độ bay lên là 152 m/s, MiG-17F là 65 m/s, và F-16A là 215 m/s.
Vì mang quá nhiều nhiên liệu (3250 lít) nên MiG-21SMT làm giảm hiệu suất bay, vì vậy MiG-21bis đã giảm thể tích của các thùng chứa bên trong xuống còn 2880 lít. Máy bay cũng được lắp đặt một radar Sapfir-21M tiên tiến hơn (S-21M hoặc RP-22M), một thiết bị ngắm quang học đã được sửa đổi, ghế phóng KM-1M, máy thu áp suất không khí PVD-18.
MiG-21bis được sản xuất từ năm 1972 đến 1985 tại Nhà máy máy bay Gorky số 21; Tổng cộng 2013 chiếc đã được chế tạo. Phần Lan là một trong những người đầu tiên mua các máy bay chiến đấu này. Ở Ấn Độ, khoảng 220 máy bay đã được lắp ráp bởi nhà máy HAL ở Nasik. Việc lắp ráp MiG-21bis cuối cùng của Ấn Độ được hoàn thành vào năm 1987.
MiG-21bis (Izdeliye 75B; NATO "Fishbed-N")
Phiên bản trang bị Polyot với một gói thiết bị điện tử hàng không khác một chút được xuất khẩu sang một số nước thuộc Khối Hiệp ước Warsaw. Ở Bulgaria và Đông Đức, chúng được đặt tên là MiG-21bis-SAU (SAU gọi Sistema Avtomaticheskovo Upravleniya = "Hệ thống điều khiển tự động"). Biến thể này được sản xuất theo giấy phép của HAL ở Ấn Độ từ năm 1980 đến năm 1987.
MiG-21bis/T
T = Tiedusteluversio ("Phiên bản trinh sát")
Tên gọi của Phần Lan dành cho MiG-21bis được sửa đổi để mang các khoang trinh sát.
MiG-21MGBT
MGBT = Tiedusteluversio ("Phiên bản trinh sát")
Định danh Phần Lan chỉ định cho MiG-21bis được nâng cấp cho mục đích trinh sát cũng được trang bị RWR và ECM chủ động 

### Phiên bản huấn luyện  (1960–1968+)
Ye-6U (1960)
Nguyên mẫu máy bay huấn luyện dựa trên Ye-6T.
"Ye-33" (1965)
Một nguyên mẫu của Ye-6U đã được sử dụng bởi hai phụ nữ, NA Prokhanova và Lydia Zaitseva để thiết lập các kỷ lục về độ cao đối đầu. Prokhanova lập kỷ lục ở độ cao 24.336 m (79.842 ft) - cao nhất mà bất kỳ người phụ nữ nào từng đi - vào ngày 22 tháng 5 năm 1965, và một tháng sau, Zaitseva lập kỷ lục về độ cao cho chuyến bay liên tục ở độ cao 19.020 m (62.401 ft).
MiG-21U (1961; Izdeliye 66-400; NATO "Mongol-A")
U = Uchebnyy ("Đào tạo")
Phiên bản huấn luyện hai chỗ ngồi của MiG-21F-13.
MiG-21U-400
Tên gọi Đông Đức cho máy bay MiG-21U của izdeliye 66-400.
MiG-21UR (1961; dự án)
U = Uchebnyy ("Huấn luyện"), R = Razvedchik ("Trinh sát")
Đây là một dự án chưa được thực hiện dựa trên Ye-6U, trong đó buồng lái phía sau được biến thành một khoang chứa camera mở rộng.
MiG-21U (1965; Izdeliye 66-600; NATO "Mongol-B")
Về cơ bản giống như 66-400, nhưng với bộ ổn định dọc hợp âm rộng như trên MiG-21PFM.
MiG-21U-600
Tên gọi Đông Đức cho máy bay MiG-21U của izdeliye 66-600.
MiG-21US (1966; Izdeliye 68; NATO "Mongol-B")
U =Uchebnyy ("Đào tạo"), S = Sduv Pogranichnovo Sloya ("Lớp ranh giới Thổi")
Phiên bản đào tạo hai chỗ ngồi; bản nâng cấp của MiG-21U 66-400 với cánh gió thổi.
MiG-21US (1966; Izdeliye 68A; NATO Mongol-B")
Phiên bản xuất khẩu của MiG-21US với các thiết bị điện tử hàng không được sửa đổi một chút.
MiG-21UM (1968; Izdeliye 69; NATO "Mongol-B")
U = Uchebnyy ("Đào tạo"), M = Modernizovannyy ("Hiện đại hóa")
Phiên bản huấn luyện hai chỗ ngồi của MiG-21MF. Type 69 của Không quân Ấn Độ.

### Phiên bản nâng cấp (sau 1990)

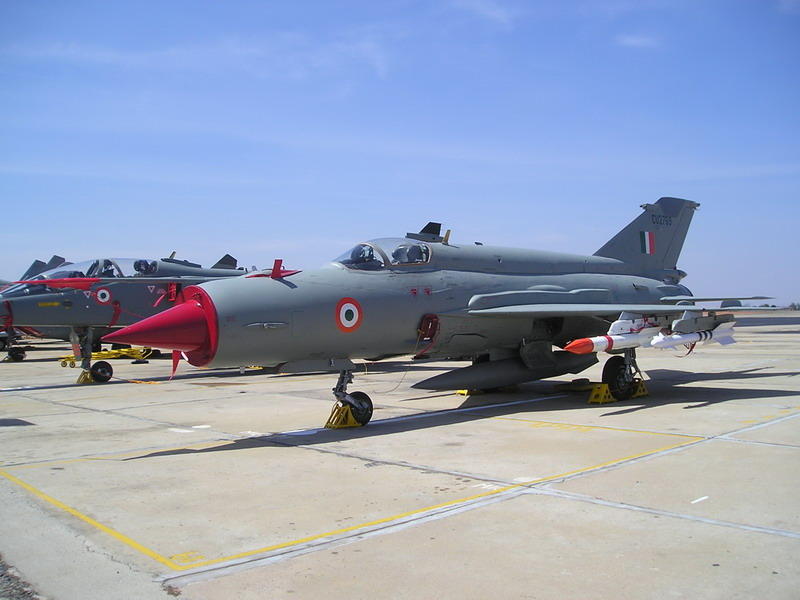
MiG-21 Bison của không quân Ấn Độ

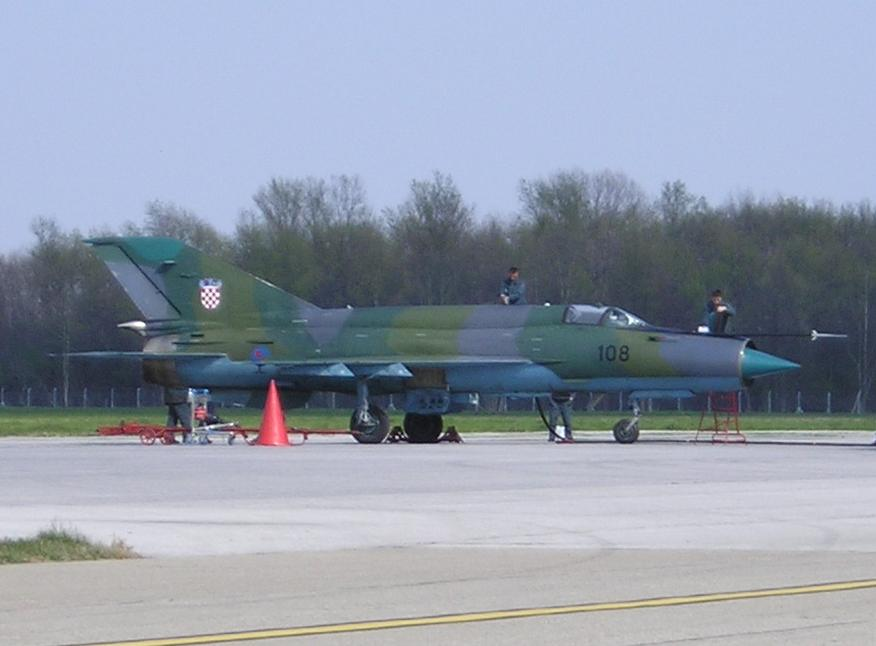
MiG-21 bis-D Không quân Croatia

MiG-21-93 Bison
Phiên bản nâng cấp xuất khẩu và Ấn Độ là khách hàng đầu tiên. Năm 2003, Nga đã hoàn tất hợp đồng nâng cấp 175 chiếc MiG-21 của Ấn Độ lên chuẩn Bison, giá trị hợp đồng là 626 triệu USD.
Vũ khí gồm radar cảnh báo Phazotron Kopyo (Spear) (dùng cho MiG-29), có thể theo dõi 8 mục tiêu và tấn công đồng thời 2 mục tiêu với tên lửa không đối không bán chủ động như Vympel R-27. Radar cũng có thể điều khiển được tên lửa không đối không chủ động như Vympel R-77 khi kênh bổ sung được hợp nhất. MiG-21bison có khả năng mang các vũ khí không đối không thế hệ mới: tên lửa tầm nhiệt R-73, tên lửa đối không tầm trung lắp đầu tự dẫn radar bán chủ động R-27 và tên lửa đối không tầm xa lắp đầu tự dẫn radar chủ động R-77. Qua đó, nâng cao đáng kể khả năng không chiến của MiG-21. Gói nâng cấp mới cung cấp khả năng không chiến ngoài tầm nhìn với tên lửa Vympel R-77. Hệ thống điện tử kiểu mới được lắp đặt, mũ ngắm mục tiêu cho phi công, khung thân được gia cố để kéo dài tuổi thọ thêm 20 năm. Buồng lái cũng được thiết kế lại với 2 màn hình hiển thị HUD nhằm giảm bớt số nút bấm và đồng hồ cơ khí, giúp phi công thao tác dễ dàng hơn. Các thử nghiệm tại Ấn Độ cho thấy gói nâng cấp MiG-21 Bison đạt khả năng không chiến ngang ngửa thậm chí là vượt trội so với F-16 đời đầu. Giá thành của gói nâng cấp cũng không quá cao, khoảng 3,5 triệu USD/chiếc (chỉ bằng 1/10 giá một chiếc MiG-29 mới).
Để phù hợp với chiến tranh hiện đại thể kỉ 21, Ấn Độ đã hiện đại hóa MiG-21bis lên chuẩn MiG-21-93Bison. Gói nâng cấp MiG-21Bison sẽ "lột xác" hoàn toàn MiG-21, đưa nó trở thành tiêm kích hiện đại. MiG-21 Bison là gói nâng cấp hiện đại nhất của MiG-21 được sản xuất, và có lẽ đây cũng là gói nâng cấp cuối cùng được thực hiện của loại máy bay huyền thoại này.
MiG-21-97
Nâng cấp từ MiG-21-93, sử dụng động cơ Klimov RD-33. Người Nga đã tuyên bố rằng những đánh giá tại Sân bay Ramenskoye đã chỉ ra rằng phiên bản này giành chiến thắng trước F-16 trong không chiến mô phỏng với tỷ lệ 4:1. Tuy nhiên phiên bản này có giá khá cao (khoảng 5,5 triệu USD/chiếc) nên không có khách hàng nào đề nghị nâng cấp, việc chế tạo hàng loạt không được tiến hành tiếp.
MiG-21 Lancer

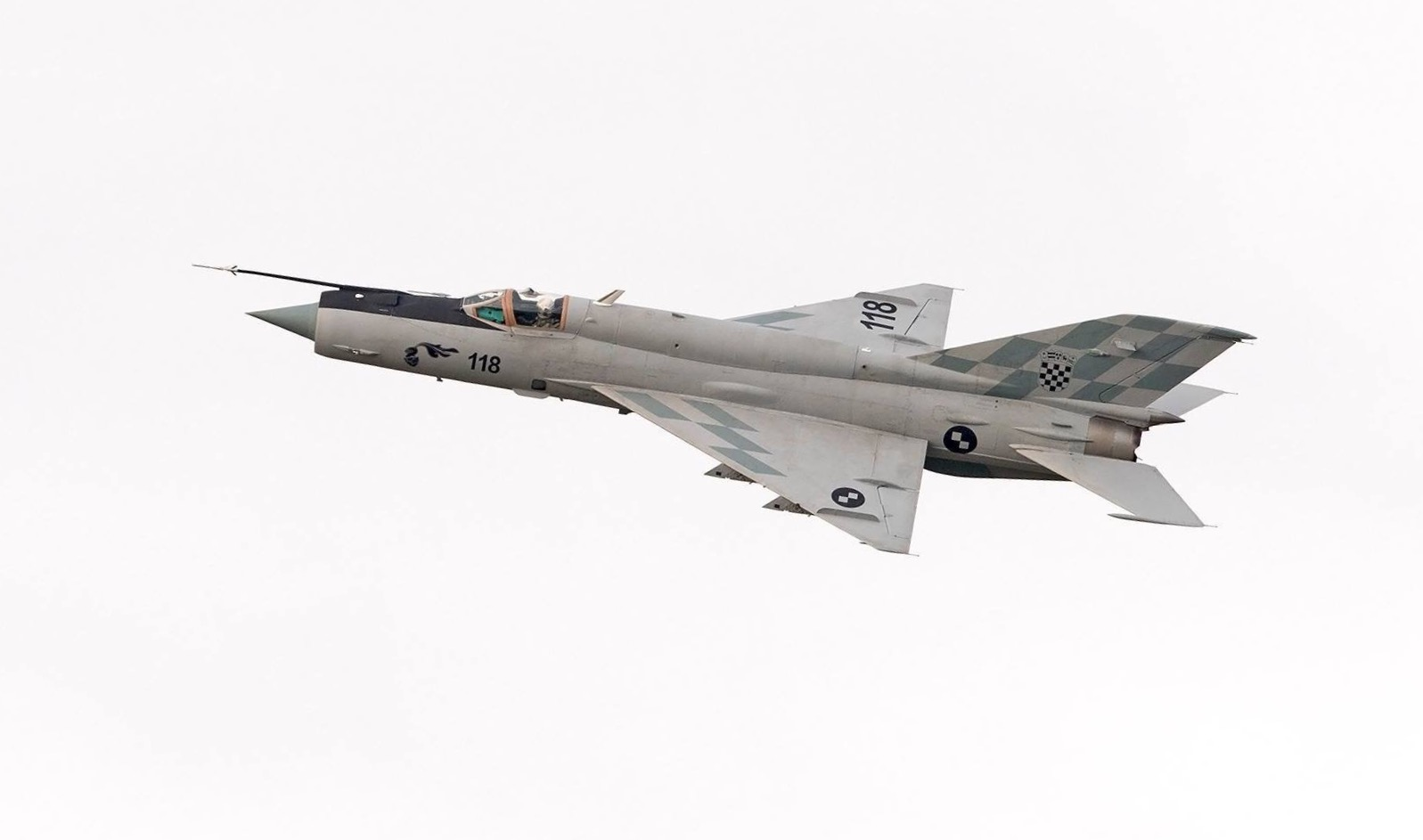
MiG-21BisD của Croatia sau khi được tân trang vào năm 2014.

Phiên bản nâng cấp cho Không quân Romania do Elbit Systems của Israel và Aerostar SA của Romania thực hiện vào năm 1995–2002. Phiên bản LanceR A được tối ưu hóa cho các cuộc tấn công mặt đất có thể cung cấp các loại đạn dẫn đường chính xác có nguồn gốc từ phía đông và phía tây cũng như các tên lửa không đối không R-60, R-73 và Python III. Phiên bản LanceR B là phiên bản huấn luyện và phiên bản LanceR C là phiên bản chiếm ưu thế trên không với 2 màn hình LCD MFD, kính ngắm gắn trên mũ bảo hiểm và radar chiến đấu Elta EL / M-2032.
MiG-21MFN
Phiên bản nâng cấp cho Không quân Séc (hệ thống dẫn đường và thông tin tương thích với tiêu chuẩn của NATO).
MiG-21bisD/UMD  (D = Dorađen ("Đã nâng cấp"))

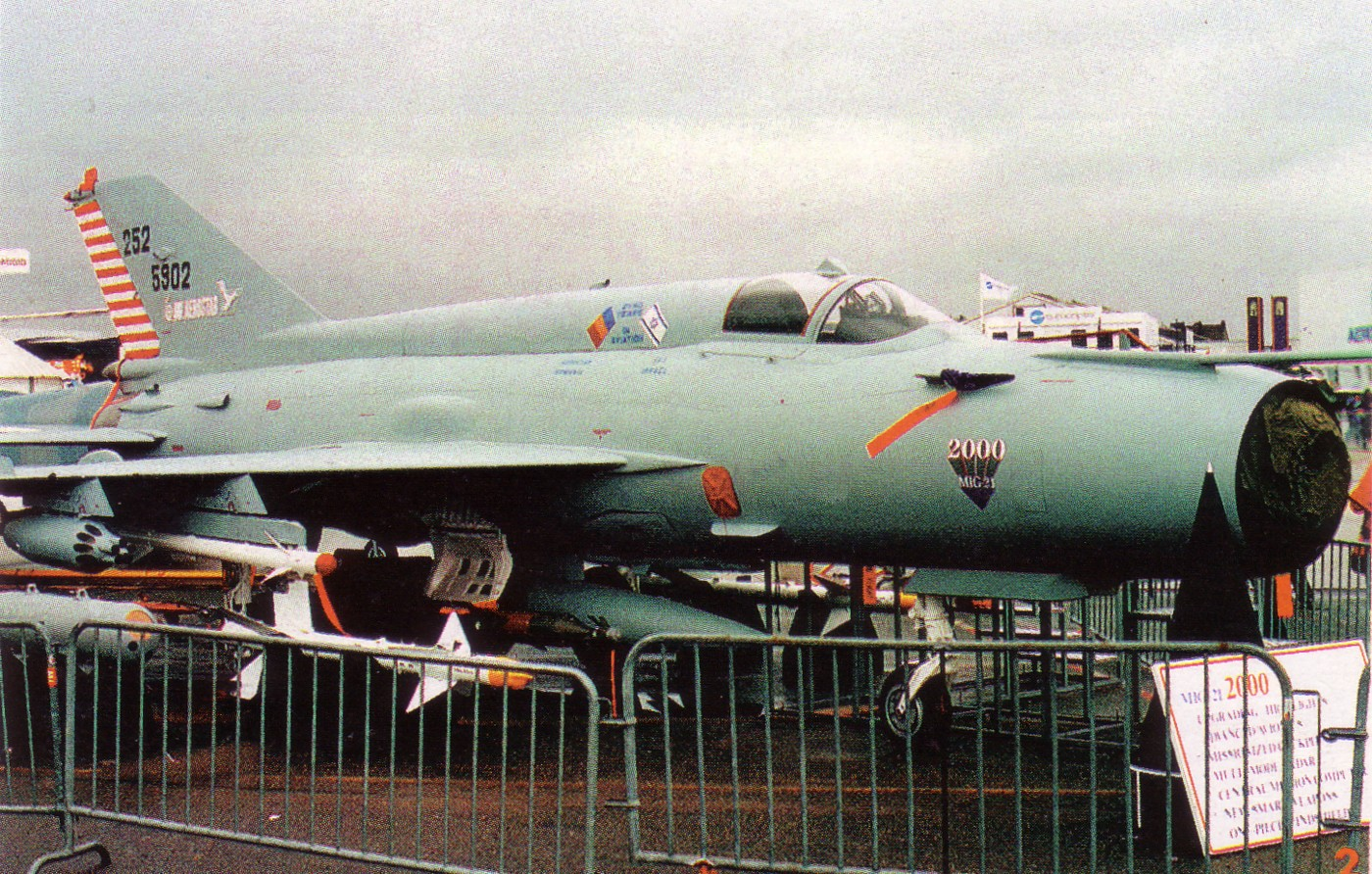
MiG-21 2000

Phiên bản nâng cấp vào năm 2003 bởi Aerostar SA, cho Không quân Croatia với một số yếu tố của tiêu chuẩn LanceR. Được hiện đại hóa cho khả năng tương tác của NATO bao gồm Honeywell ILS (VOR / ILS và DME), bộ thu GPS, hệ thống IFF mới và thiết bị liên lạc của Rockwell Collins.
MiG-21UMD (D = Dorađen)
Định danh của Croatia cho 4 chiếc MiG-21UM được nâng cấp để tăng khả năng tương tác với NATO, tương tự như MiG-21bis-D.
MiG-21-2000
Phiên bản xuất khẩu một chỗ cho thế kỷ 21. Được thực hiện bởi hãng Israel Aerospace Industries.

### Các phiên bản nước ngoài
Cộng hòa Nhân dân Trung Hoa
Trung Quốc đã sao chép MiG-21 thành mẫu máy bay mang tên gọi Chengdu J-7 và F-7 (cho xuất khẩu).
Tiệp Khắc
Trong thời gian từ năm 1962 đến 1972, phiên bản MiG-21F-13 đã được chế tạo theo giấy phép tại hãng Aero Vodochody, ở Tiệp Khắc. Aero Vodochody (khi đó là Středočeské strojírny, n.p.), đã chế tạo tổng cộng 194 máy bay trong thời gian đó, dưới tên gọi là Z-159. MiG-21 đi theo sau MiG-15 và MiG-17 được chế tạo tại nhà máy Vodochody từ những năm 50 đến 60 của thế kỷ 20. Phiên bản chế tạo tại Tiệp Khắc chỉ có một điểm khác biệt duy nhất với phiên bản chế tạo tại Liên Xô là vòm kính che buồng lái đằng sau được làm nhẵn và thon bằng những tấm hợp kim đuyra rắn, ngược lại với vòm trong suốt của những chiếc MiG ban đầu của Liên Xô. Những chiếc MiG-21 này được chế tạo cho Không quân Tiệp Khắc và cũng để xuất khẩu. Động cơ R-13-300 cũng được nhập khẩu từ Liên Xô.
Ấn Độ

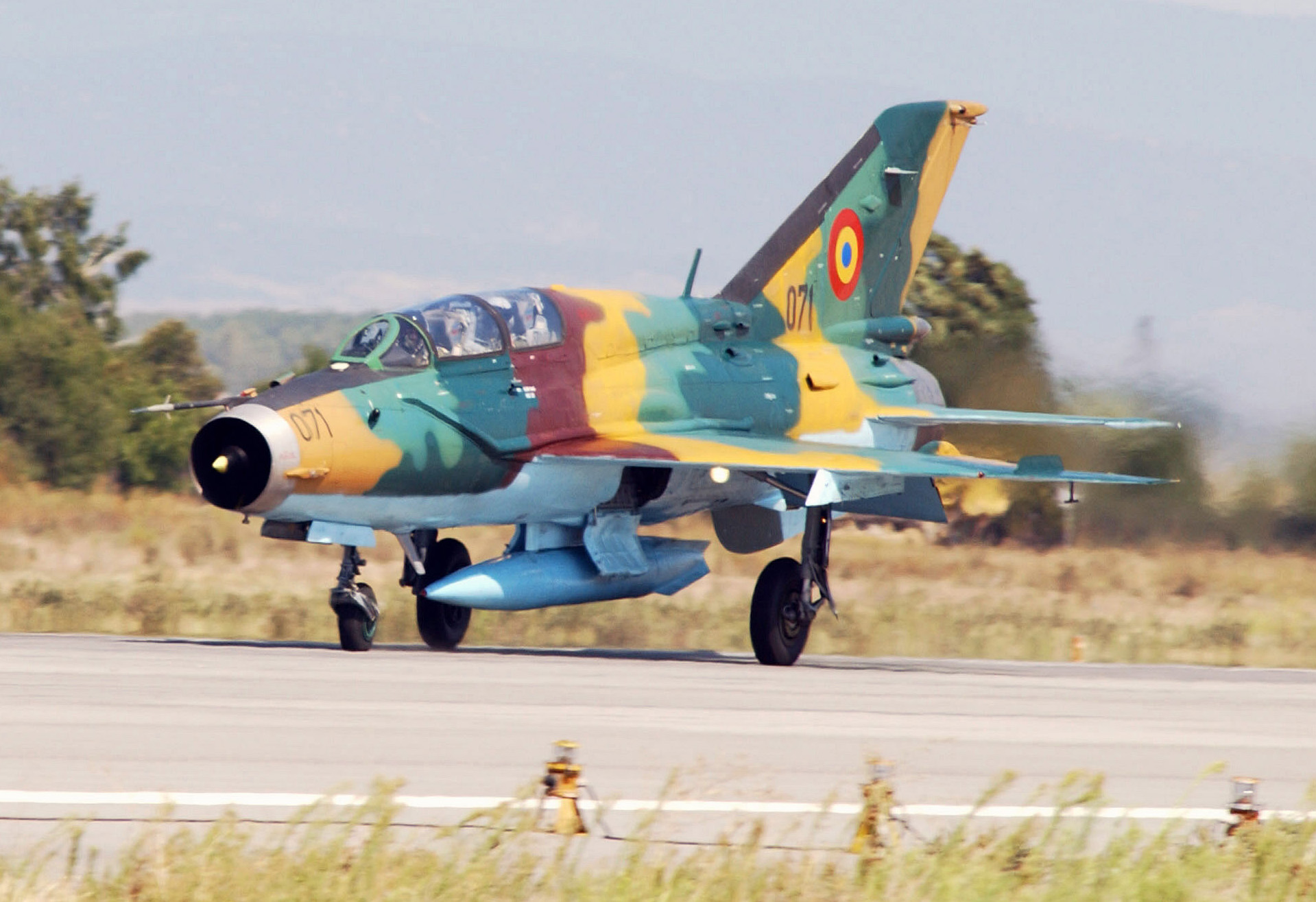
MiG-21 LanceR B của Không quân Romania

Việc sản xuất MiG-21bis được lắp ráp từ những bộ phận CKD và cũng được tường trình là chế tạo từ đầu ở Ấn Độ theo giấy phép bởi công ty Hindustan Aeronautics tại Nasik kéo dài cho đến năm 1984. Dù một loạt những sự cố gây tại nạn trong thập niên 1990 đã dẫn đến MiG-21 bị đặt biệt danh là "flying coffin - quan tài bay", nhưng Không quân Ấn Độ vẫn quyết định nâng cấp khoảng 128 chiếc MiG-21bis lần nữa để thành tiêu chuẩn của MiG-21 "Bison". Chúng sẽ phục vụ cho đến tận năm 2015 trong không quân Ấn Độ.
Israel
Hãng chế tạo Israel Aerospace Industries đã đưa ra một gói nâng cấp cho MiG-21 gọi là MiG-21-2000.
Israel/România
Một liên doanh giữa Aerostar SA và Elbit đã phát triển gói nâng cấp "LanceR" cho MiG-21, và 114 chiếc MiG-21 đã được nâng cấp thành tiêu chuẩn MiG-21 LanceR cho Không quân Romania.

## Nhà khai thác

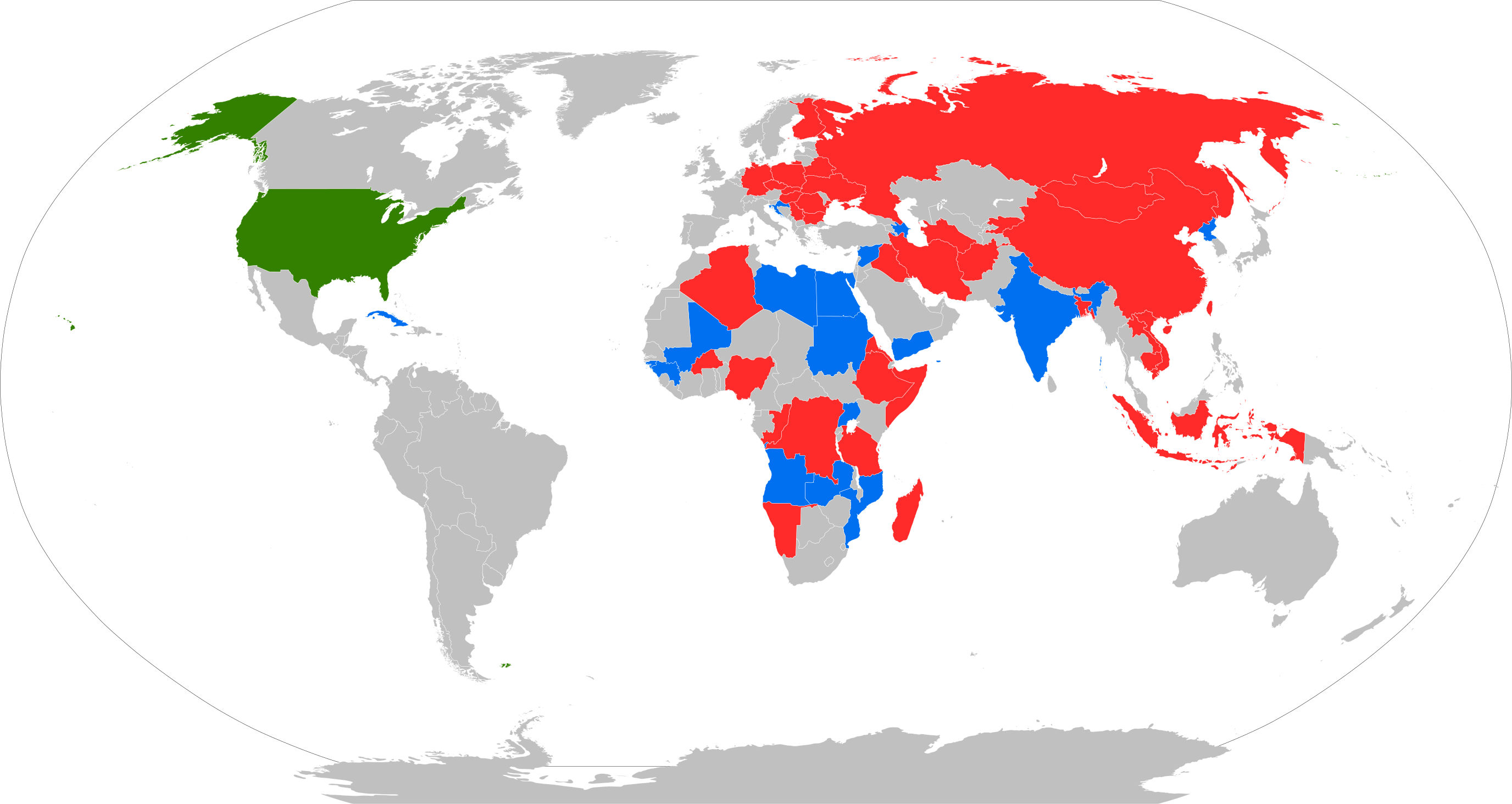
Những đất nước còn sử dụng MiG-21 là màu xanh dương.Những đất nước đã từng sự dụng là màu đỏ.Những đất nước đã từng sử dụng những chiếc tịch thu được là màu xanh lá.

MiG-21 Bulgaria tại Căn cứ không quân Graf Ignatievo trong một cuộc tập trận chung với Hoa Kỳ.

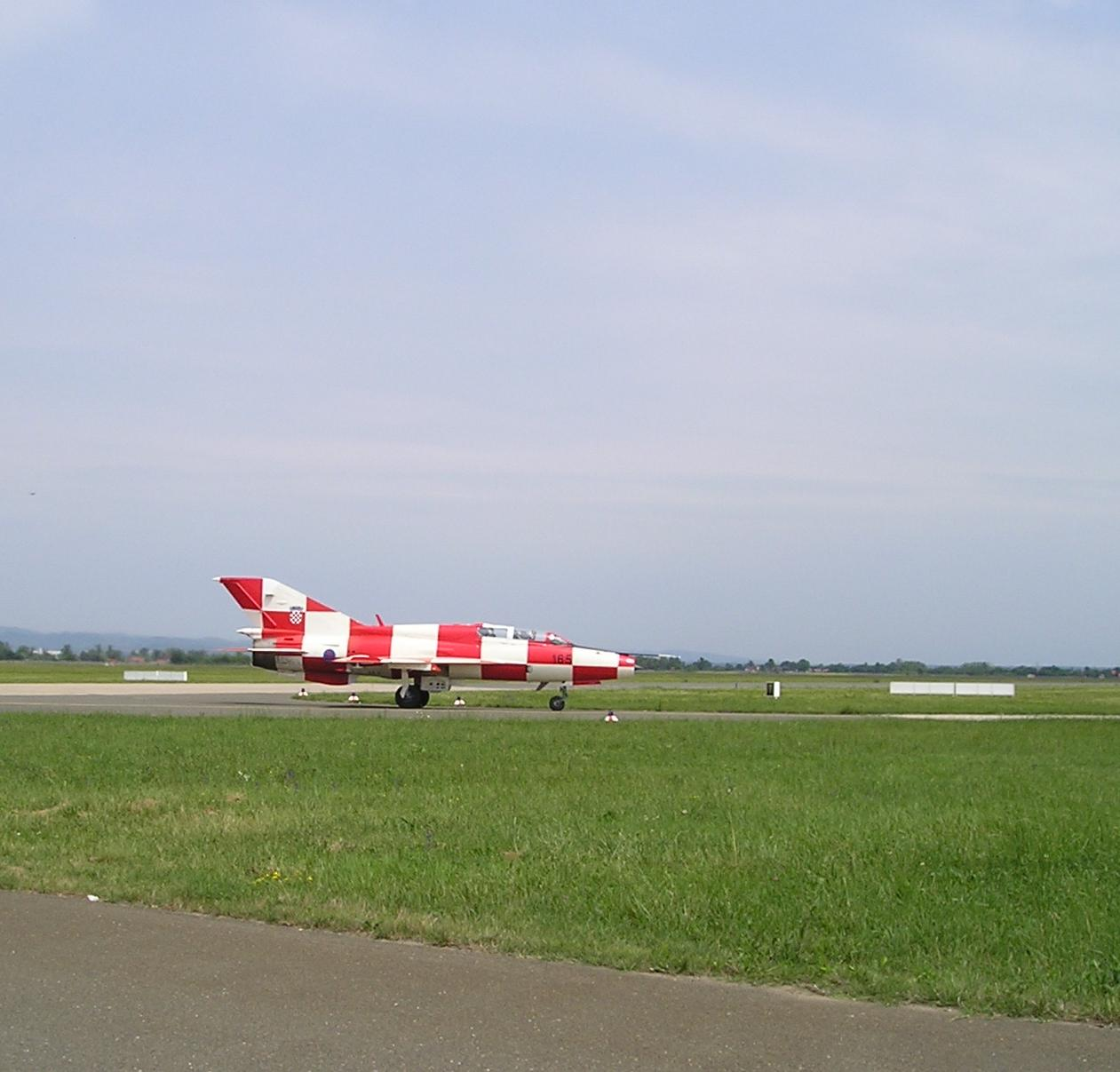
MiG-21 UMD Không quân Croatia

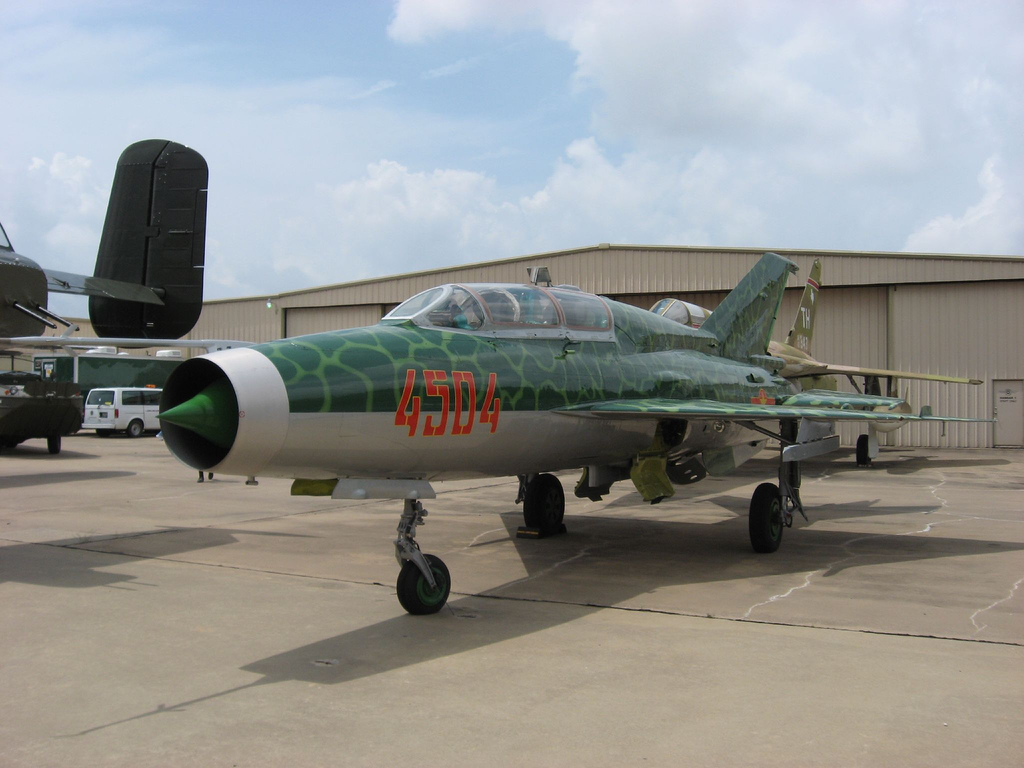
MiG-21U sơn quốc kỳ Việt Nam tại bảo tàng bay Cavanaugh

### Nhà khai thác hiện tai
- Angola: 23 MiG-21 hoạt động vào tháng 12 năm 2018.[67]
- Armenia: MiG-21 vẫn đang hoạt động.
- Azerbaijan: 5 chiếc hoạt động vào tháng 12 năm 2018,[68] 3 MiG-21 đang hoạt động.
- Bangladesh: Sử dụng 1 phi đội MiG-21 năm 1973. Tất cả đã ngừng hoạt động, hiện sử dụng Chengdu J-7.[69]
- Bulgaria: Từ năm 1963 đến năm 1990, Bulgaria có: 12 MiG-21F-13, 12 MiG-21PF, 20 MiG-21PFM, 6 MiG-21R, 15 MiG-21M, 20 MiG-21MF, 72 MiG-21bis (đang hoạt động), 1 MiG-21U, 5 MiG-21US và 33 MiG-21UM (đang hoạt đông).[70]
- Campuchia: 4 MiG-21 không đủ kinh phí hoạt động.[71]
- Croatia: 12- 24 MiG-21bisD/UMD đang hoạt động.[72]
- Cuba: Từ năm 1962 đến năm 1983, Cuba mua 270 MiG-21 gồm các phiên bản: MiG-21F-13, MiG-21PF, MiG-21PFM, MiG-21PFMA, MiG-21U, MiG-21UM, MiG-21MF, MiG-21R và MiG-21bis. 160 chiếc hiện đang hoạt động, bao gồm: 90 MiG-21bis, 60 MiG-21MF và 10 MiG-21UM.[73][74]
- Ai Cập: 62 MiG-21 đang hoạt động.[75]
- Guinée: 3 chiếc hoạt động vào tháng 12 năm 2018.[76]
- Guiné-Bissau[77]
- Ấn Độ: Phiên bản MiG-21 FL rút khỏi tháng 12 năm 2013, MIG-21 PF (MIG-21 FL hoặc Type 77) rút vào tháng 1 năm 2014. MIG-21bis nâng cấp sẽ được cho nghỉ hưu vào năm 2021–2022.[78][79][80][81].
- Lào: MiG-21 hoạt động hạn chế.[82]
- Libya: 25 MiG-21, mua từ Liên Xô. 12 máy bay hoạt động tính đến tháng 12 năm 2018.[83]
- Mông Cổ: 8 MiG-21 hoạt động hạn chế.
- Mozambique: 6 Máy bay huấn luyện MIG-21bis + 2 MiG-21UM được báo cáo là đã được tân trang lại và chuyển giao từ Romania, tháng 7 năm 2014 từ Aerostar.[84]
- Pakistan: 234 Chengdu J-7 đang hoạt động.
- Nigeria: 32 MiG-21 hoạt động hạn chế.
- Cộng hòa Dân chủ Nhân dân Triều Tiên: 150 MiG-21F-13, MiG-21PFM, MiG-21MF, MiG-21bis và MiG-21U trong biên chế, cũng như Chengdu J-7 trông tương tự[85]
- România: 48 MiG-21 hiện đang hoạt động, sẽ ngừng hoạt động vào năm 2011, khi những máy bay chiến đấu mới như Eurofighter hoặc Gripen được mua.[86]
- Sudan: 10 Chengdu J-7 đang hoạt động.[87]
- Syria: 176 MiG-21 đang hoạt động.[87]
- Turkmenistan: MiG-21 vẫn đang hoạt động.
- Yemen: 16 MiG-21 đang hoạt động.[88]

### Các nhà khái thác trong quá khứ
- Afghanistan: 166 chiếc, bao gồm 70 MiG-21MF, 40 MiG-21F-13, và khoảng 50 MiG-21bis, được trang bị cho Không quân Afghan. Kiểu F-13 được chuyển gia vào năm 1965, trong khi các kiểu còn lại được chuyển giao đến năm 1980. Không còn hoạt động.[89]
- Algérie
- Ba Lan: 581 MiG-21 gồm nhiều phiên bản (F-13, PF, PFM, M, R, MF, bis, U, US, và UM) được mua trong giai đoạn 1961-1980, ngừng hoạt động năm 2003.
- Belarus
- Burkina Faso
- Cộng hoà Congoː 14[90] trong kho[91]
- Tiệp Khắc: Chuyển cho Séc và Slovakia. Rất nhiều phiên bản: F-13 (do Liên Xô và Tiệp Khắc chế tạo), PF, PFM, R, MA, MF và U, US và UM 2 chỗ. Chưa bao giờ sử dụng phiên bản Bis.
- Cộng hòa Séc: MF được nâng cấp thành tiêu chuẩn MFN NATO. Không còn sử dụng, không quân Séc hiện sử dụng JAS39 Gripen.
- Đông Đức
- Đức: tiếp quản từ Cộng hoà Dân chủ Đức.[92]
- Ethiopia: Đã bị thay thế bởi những chiếc Su-27.
- Eritrea[93]
- Phần Lan: Tiêm kích: MiG-21bis Fishbed-N (26; 1977-1998), MiG-21F-13 Fishbed-C (22; 1963-1986), Huấn luyện: MiG-21UM Mongol-B (2; 1974-1998), MiG-21US Mongol-B (2; 1981-1997), MiG-21UTI Mongol-A (2; 1965-1997)
- Georgia
- Hungary: Khoảng 300 chiếc từ 1962 đến 2001 (MiG-21MF hoạt động hạn chế năm 1996)
- Indonesia: Có được những chiếc MiG-21 vào năm 1961 và sử dụng trong Chiến dịch TRIKORA năm 1962 tại Tây New Guinea (hiện nay là Papua và Papua Barat). Hoạt động hạn chế năm 1969 và ngừng hoạt động năm 1970.
- Iraq: Hoạt động trong Thời kỳ Saddam Hussein.Hầu hết bị phá hủy hoặc bị loại bỏ.
- Iranː Đã mua 12 chiếc MiG-21PFM cũ của Đông Đức cộng với 4 chiếc MiG-21U cho mục đích huấn luyện. Tuy nhiên, chỉ có hai chiếc MiG-21U được chuyển giao, những chiếc còn lại bị cấm vận sau khi nước Đức thống nhất.[94]
- Bắc Yemen: MiG-21 chuyển cho Yemen.
- Tiểu vương quốc Hồi giáo Afghanistan
- Israel: Được tịch thu trong Chiến dịch Diamond. Hiện ở Bảo tàng Không quân Israel (Israeli Air Force Museum)
- Nhà nước Hồi giáo Iraq và Levantː19 bị bắt(1 hoạt động).[95] Ban đầu là ba chiếc trong tình trạng hoạt động. Các lực lượng không quân Syria tuyên bố đã bắn hạ hai chiếc.[96] Các khung máy bay khác đang trong tình trạng hư hỏng khác nhau và một số trong số chúng đang được đại tu vào thời điểm bị bắt.
- Kazakhstan
- Kyrgyzstan
- Mali[83]
- Madagascar
- Namibia
- Nam Tư: 264 MiG-21 thuộc 9 phiên bản (F-13, PF, PFM, M, MF, R, bis, US, UM) chuyển cho các nước cộng hòa: Cộng hòa Liên bang Nam Tư.
- Nam Tư: Không quân Cộng hòa Liên bang Nam Tư có 3 phi đội MiG-21, nhưng chỉ 1 phi đội còn tồn tại sau Chiến tranh Kosovo. Phi đội này chuyển cho Serbia.
- Nga
- Serbia: 23 (MiG-21 Bis), 6 (MiG-21 UM), nghỉ hưu từ tháng 5 năm 2021.[97][98]
- Serbia và Montenegro
- Slovakiaː Năm 1993, sau khi Tiệp Khắc giải thể, Không quân Slovakia đã thu được 13 chiếc MiG-21MA, 36 chiếc MiG-21MF, 8 chiếc MiG-21R, 2 chiếc MiG-21US và 11 chiếc MiG-21UM. Chúng đã bị thu hồi vào năm 2003. Một số trong số chúng đang được trưng bày và trong các viện bảo tàng trên khắp đất nước, một số đã bị nghiền nát..[99]
- Somalia
- Tajikistan
- Tanzania
- Liên Xô: MiG-21 chuyển cho các nước cộng hòa.
- Uganda[100]
- Ukraina
- Hoa Kỳː đã nghỉ hưu khỏi Lực lượng Không quân Hoa Kỳ sau các chuyến bay đánh giá theo " Have Donut " và nhiệm vụ phi đội xâm lược.[101]
- Việt Nam: Loại biên năm 2015, từng tiếp nhận hàng trăm chiếc các phiên bản Mig-21MF, Mig-21-f13, Mig-21UM, Mig-21bis
- Zambia[102]
- Zaireː Bốn chiếc đã được FR Nam Tư bán cho chính phủ Zairean nhưng không bao giờ bay.[103]MiG-21MF không quân Xô viết

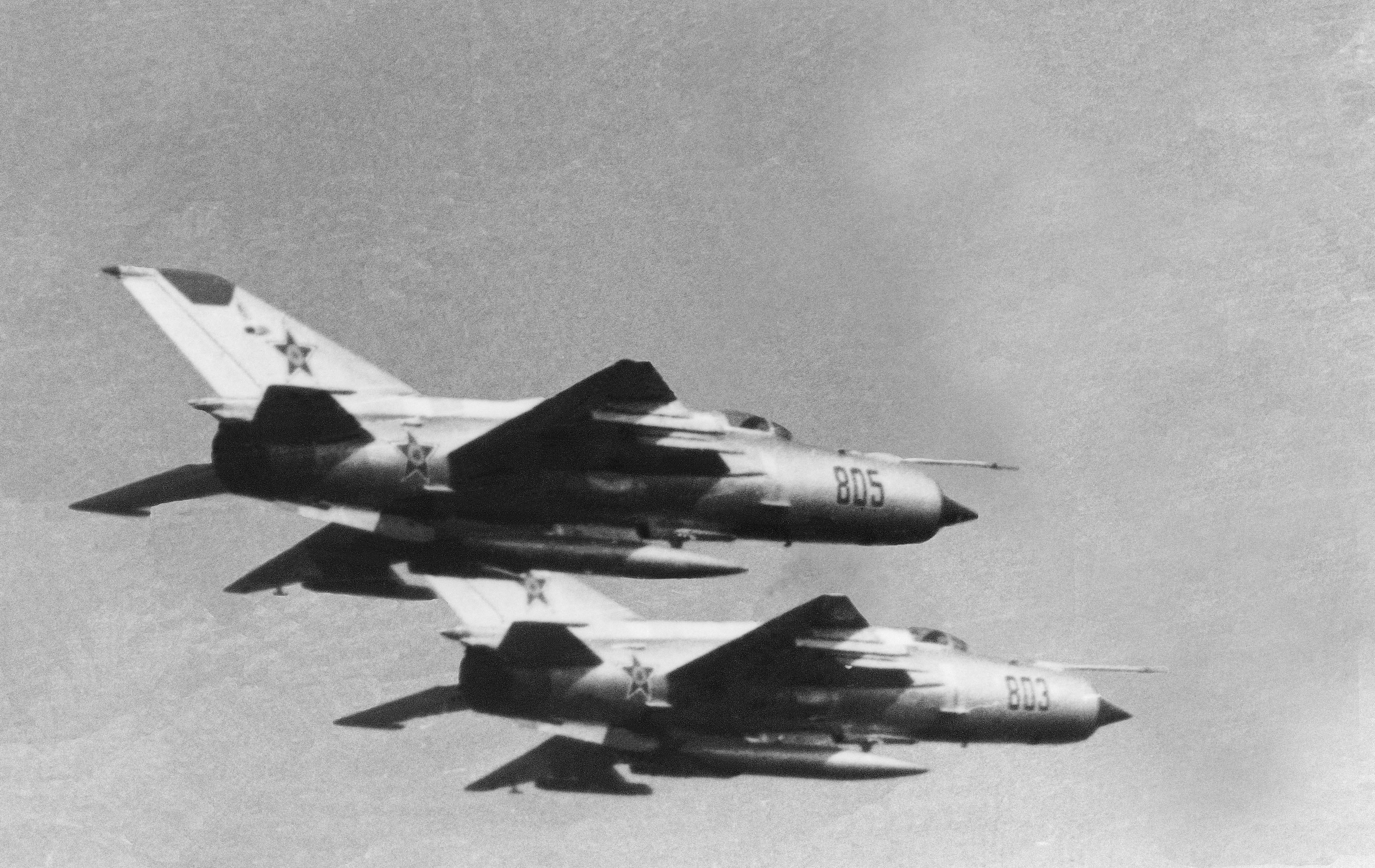
MiG-21MF không quân Xô viết

### Hoạt động dân sự
Một số máy bay hiện đang thuộc các bộ sưu tập sở hữu tư nhân. Những người buôn máy bay tại Mỹ thậm chí còn nhập khẩu nguyên những chiếc MiG-21, MiG-15 và MiG-17 từ Nga và các quốc gia khác và bán cho những người sưu tập với giá khoảng 20.000 USD.

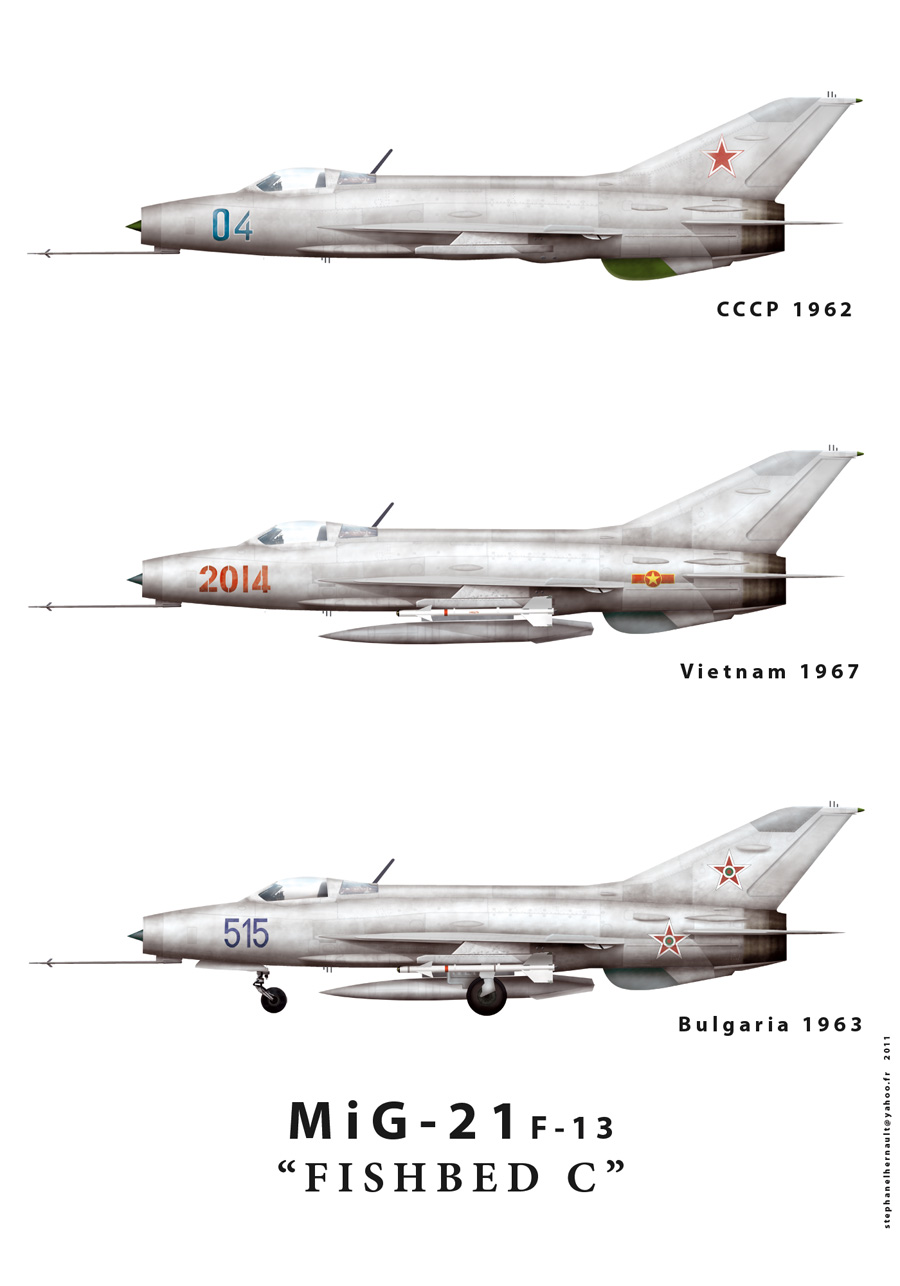
Mig 21 F13
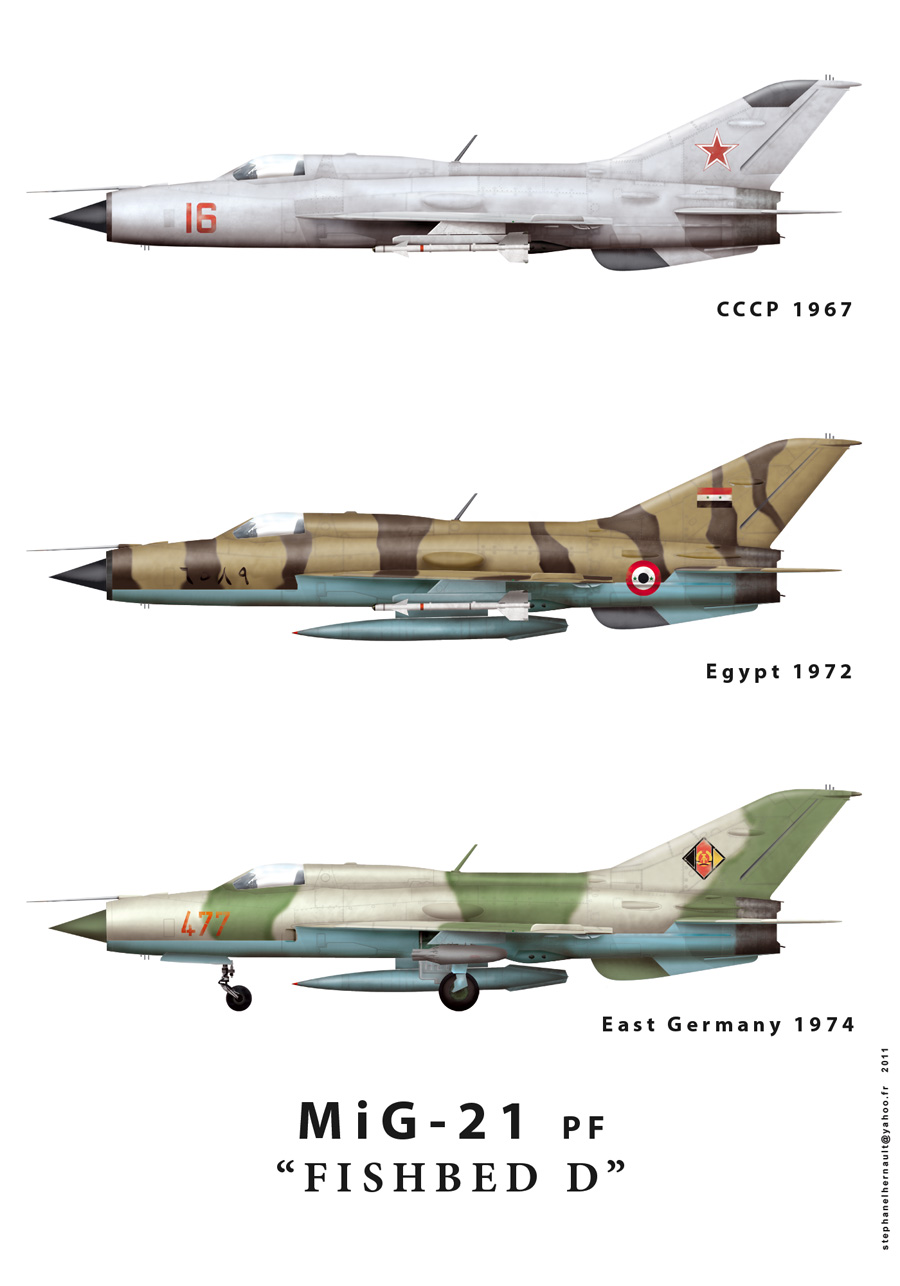
Mig 21 Fishbed D
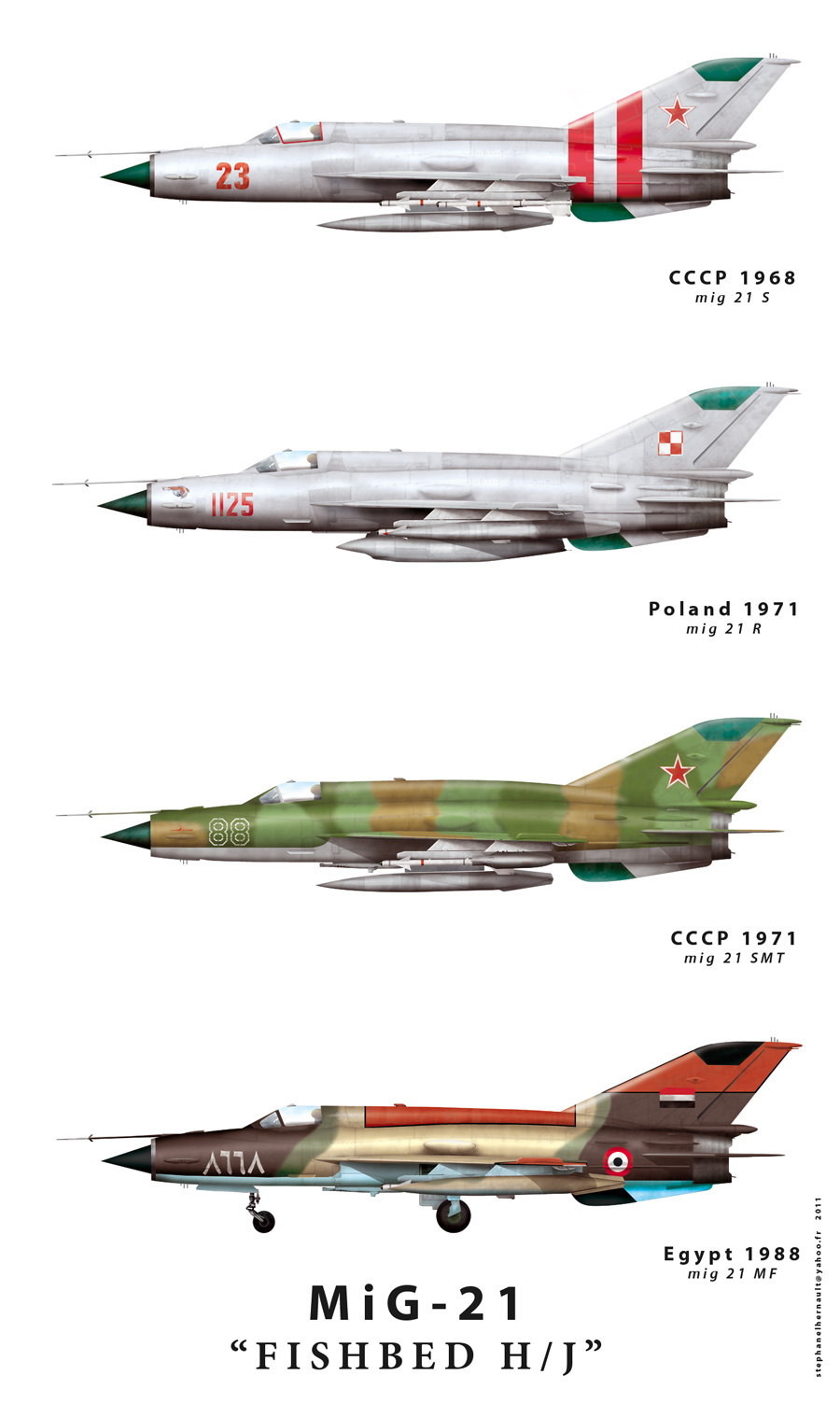
Mig 21 Fishbed H/J
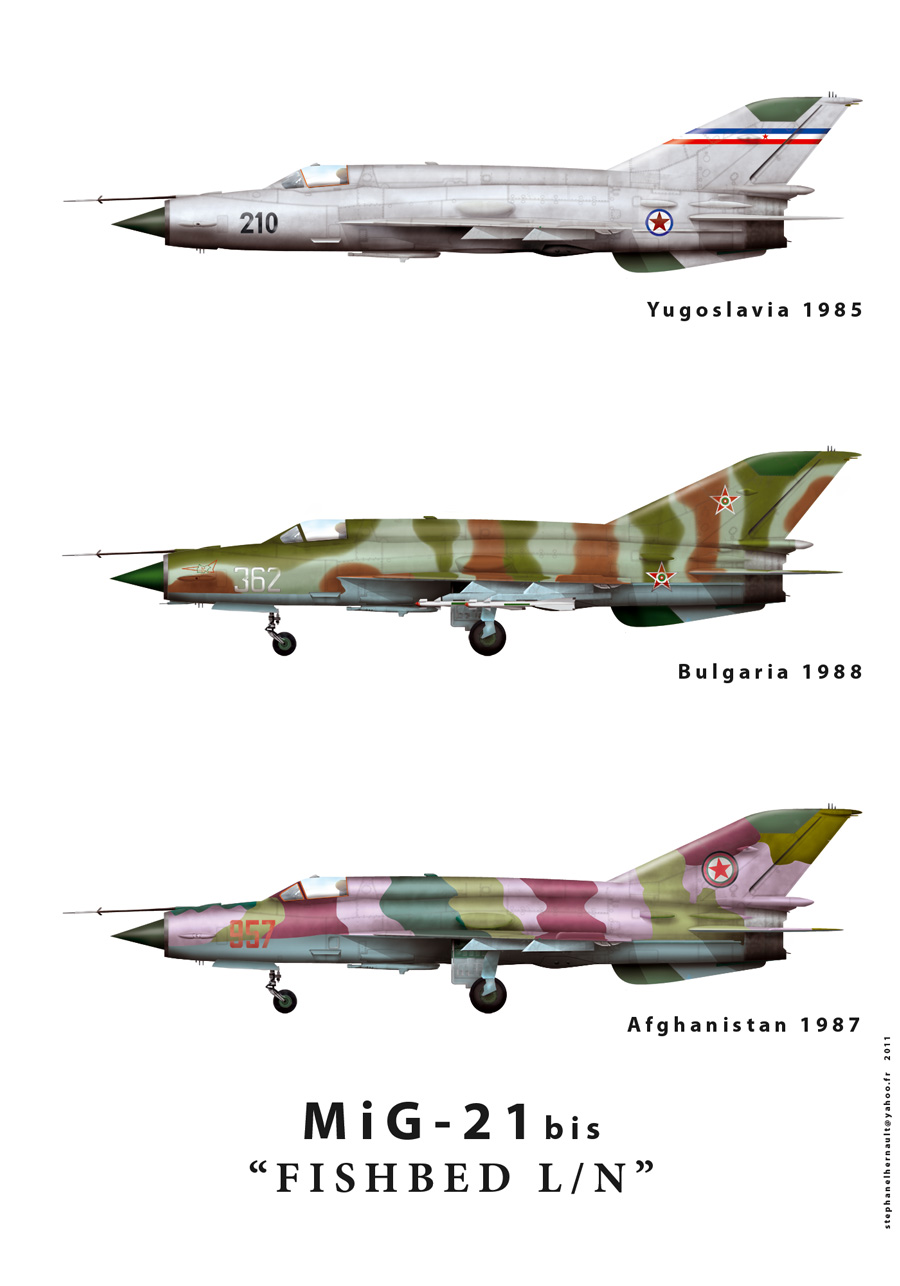
Mig 21 bis Fishbed L/N

## Thông số kỹ thuật

### Động cơ[104]
| Phiên bản                              | Động cơ                               | Lực đẩy - kN (làm khô / làm nóng) | Lực đẩy - lbf (làm khô / làm nóng) |
| -------------------------------------- | ------------------------------------- | --------------------------------- | ---------------------------------- |
| Ye-2                                   | Mikulin AM-9B                         | 25,5 / 31,9                       | 5730/7165                          |
| Ye-2A / MiG-23 (izd. 63)               | Tumansky R-11                         | 37,3 / 50,0                       | 8380/11240                         |
| Ye-50                                  | Tumansky RD-9 E + Dushkin S-155       | 25,5 / 32,4 + 37,3                | 5730/7275 + 8380                   |
| Ye-50A / MiG-23U (izd. 64)             | Tumansky R-11E-300 + Dushkin S-155    | 37,3 / 50,0 + 37,3                | 8380/11240 + 8380                  |
| Ye-4                                   | Tumansky RD-9E                        | 25,5 / 32,4                       | 5730/7275                          |
| MiG-21 (izd. 65)                       | Tumansky R-11-300                     | ? /49.0                           | ? / 11020                          |
| Ye-6                                   | Tumansky R-11F-300                    | 38,3 / 56,4                       | 8600/12680                         |
| MiG-21F (izd. 72)                      | Tumansky R-11F-300                    | 38,3 / 56,4                       | 8600/12680                         |
| MiG-21F-13 (izd. 74)                   | Tumansky R-11F-300                    | 38,3 / 56,4                       | 8600/12680                         |
| Ye-6T ("Ye-66")                        | Tumansky R-11F2-300                   | 36,8 / 60,7                       | 8258/13633                         |
| Ye-6T ("Ye-66A")                       | Tumansky R-11F2-300 + Sevruk S3-20M5A | 36,8 / 60,7 +?                    | 8258/13633 +?                      |
| Ye-6V                                  | Tumansky R-11F2S-300                  | 38,8 / 60,6                       | 8710/13610                         |
| Ye-7 1-2 / MiG-21P                     | Tumansky R-11F-300                    | 38,3 / 56,4                       | 8600/12680                         |
| Ye-7 3–4                               | Tumansky R-11F2-300                   | 38,8 / 60,0                       | 8710/13490                         |
| MiG-21PF (izd. 76, 76A)                | Tumansky R-11F2-300                   | 38,8 / 60,0                       | 8710/13490                         |
| MiG-21FL (izd. 77)                     | Tumansky R-11F-300                    | 38,3 / 56,4                       | 8600/12680                         |
| Ye-7SPS, MiG-21PFS (izd. 94)           | Tumansky R-11F2S-300                  | 38,8 / 60,6                       | 8710/13610                         |
| MiG-21PFM (izd. 94, 94A)               | Tumansky R-11F2S-300                  | 38,8 / 60,6                       | 8710/13610                         |
| Ye-7R                                  | Tumansky R-11F2S-300                  | 38,8 / 60,6                       | 8710/13610                         |
| MiG-21R (izd. 03, 94R, 94RA)           | Tumansky R-11F2S-300                  | 38,8 / 60,6                       | 8710/13610                         |
| MiG-21R (94R muộn)                     | Tumansky R-13-300                     | 39,9 / 63,7                       | 8970/14320                         |
| Ye-7S                                  | Tumansky R-11F2-300                   | 38,8 / 60,0                       | 8710/13490                         |
| MiG-21S / SN (izd. 95 / 95N)           | Tumansky R-11F2S-300                  | 38,8 / 60,6                       | 8710/13610                         |
| MiG-21M (izd. 96)                      | Tumansky R-11F2SK-300                 | 38,8 / 60,6                       | 8710/13610                         |
| MiG-21SM (izd. 95M / 15)               | Tumansky R-13-300                     | 39,9 / 63,7                       | 8970/14310                         |
| MiG-21MF (izd. 96F)                    | Tumansky R-13-300                     | 39,9 / 63,7                       | 8970/14310                         |
| MiG-21MT / SMT / ST (izd. 96T / 50/50) | Tumansky R-13F-300                    | 39,9 / 63,7                       | 8970/14320                         |
| MiG-21bis (izd. 75 / 75A / 75B)        | Tumansky R-25-300                     | 40,2 / 69,6 (97,1 *)              | 9040/15650 (21825 *)               |

* = giới hạn (3 phút) "siêu năng lượng" hâm nóng ở độ cao 4000m (13.120 ft) hoặc ít hơn.

### Vũ khí
| Phiên bản        | Pháo nội bộ                                                           | Trung tâm Pylon | Giá treo trong máy (mỗi điểm cứng) | Giá treo bên ngoài (mỗi điểm cứng) |
| ---------------- | --------------------------------------------------------------------- | --- | --- | --- |
| Ye-2             | 3x NR-30 w 60 rpg                                                     | 1x vỏ tên lửa 16 ống UB-16-57 | Không rõ | Không rõ |
| Ye-2A / MiG-23   | 3x NR-30 w 60 rpg                                                     | 1x PTB-490 490L thả thùng 1x UB-16-57 1x FAB-250 GP bom                                                                                             | Không rõ | Không rõ |
| Ye-50A / MiG-23U | 2x NR-30 w 60 rpg                                                     | n / a | 1x ORO-57K 8 ống tên lửa pod | Không rõ |
| Ye-4             | 3x NR-30 w 60 rpg                                                     | 1x FAB-250/500 bom GP 1x UB-16-57 1x PTB-400 400L                                                                                                   | Không rõ | Không rõ |
| MiG-21           | 3x N-30 w 60 rpg                                                      | 1x bom FAB-250 GP 2x ORO-57K trên bộ điều hợp đặc biệt 2x TRS-190 HVAR trên bệ phóng đôi 1x tên lửa không điều khiển ARS-212 1x PTB-400             | Không rõ | Không rõ |
| MiG-21F          | Ngày 30 đầu tiên: 1x NR-30 + 2x NR-23 Phần còn lại: 2x NR-30 w 60 rpg | 1x PTB-400 | 1x S-21 Ovod-M HVAR 1x S-24 HVAR 1x OFAB-100-120 HE-Frag bom 1x FAB-100/250/500 1x ZB-360 xe tăng napalm                                                                                       | Không rõ |
| MiG-21F-13       | 1x NR-30 w 60 rds                                                     | 1x PTB-490 | 1x K-13 / R-3S AAM 1x UB-16-57U 1x S-24 HVAR 1x FAB-100/250/500 1x ZB-360 | Không rõ |
| MiG-21PF / PFS   | n / a                                                                 | 1x PTB-490 | 1x K-13 / R-3S 1x RS-2-US AAM 1x UB-16-57U 1x FAB-100/250 | Không rõ |
| MiG-21FL         | n / a                                                                 | 1x PTB-490 | 1x K-13 / R-3S 1x UB-16-57U 1x FAB-100/250 | Không rõ |
| MiG-21PFM        | n / a                                                                 | 1x PTB-490 1x GP-9 pod w GSh-23-2 w 200 rds | 1x K-13 / R-3S 1x RS-2-US 1x UB-16-57U 1x FAB-100/250 1x Kh-66 ASM | Không rõ |
| MiG-21R          | n / a                                                                 | 1x PTB-490 / PTB-800 800L thả bể Loại D ánh sáng ban ngày PHOTINT pod Loại N đêm PHOTINT pod Type R ELINT pod Loại T TV pod SPRD-99 JATO tăng cường | 1x R-3S 1x RS-2-US 1x UB-16-57UM 1x S-24 1x FAB-100/250/500 / OFAB-100 1x thùng bom napalm ZB-500 1x Kh-66                                                                                     | 1x PTB-490 1x UB-16-57UM 1x FAB-100/250 / OFAB-100 1x S-24 |
| MiG-21S          | n / a                                                                 | 1x PTB-490 / PTB-800 1x pod pháo GP-9 1x SPRD-99 | 1x R-3R / R-3S 1x RS-2-US 1x Kh-66 1x UB-16-57UM 1x S-24 1x FAB-100/250/500 / OFAB-100 1x ZB-500                                                                                               | 1x PTB-490 1x R-3R / R-3S 1x UB-16-57UM 1x OFAB-100 / FAB-100/250 1x S-24 |
| MiG-21SN         | n / a                                                                 | 1x PTB-490 / PTB-800 1x pod pháo GP-9 1x SPRD-99 1x bom hạt nhân chiến thuật RN-25                                                                  | 1x R-3R / R-3S 1x RS-2-US 1x Kh-66 1x UB-16-57UM 1x S-24 1x FAB-100/250/500 / OFAB-100 1x ZB-500                                                                                               | 1x PTB-490 1x R-3R / R-3S 1x UB-16-57UM 1x OFAB-100 / FAB-100/250 1x S-24 |
| MiG-21M          | 1x GSh-23-2L w 200 rds                                                | 1x PTB-490 / PTB-800 1x SPRD-99 | 1x R-3S 1x RS-2-US 1x Kh-66 1x UB-16-57U 1x S-24 1x FAB-100/250/500 / OFAB-100 | 1x R-3S 1x RS-2-US 1x Kh-66 1x UB-16-57U 1x S-24 1x FAB-100/250/500 / OFAB-100 1x PTB-490 |
| MiG-21SM         | 1x GSh-23-2L w 200 rds                                                | 1x PTB-490 / PTB-800 1x SPRD-99 | 1x R-3S / R-3R 1x UB-16-57 / UB-32 1x FAB-100/350/500 / OFAB-100 1x ZB-360 1x Kh-66 1x S-24 | 1x R-3S / R-3R 1x UB-16-57 / UB-32 1x FAB-100/250/500 / OFAB-100 1x ZB-360 1x Kh-66 1x S-24 1x PTB-490 |
| MiG-21MF / MT    | 1x GSh-23-2L w 200 rds                                                | 1x PTB-490 / PTB-800 1x SPRD-99 | 1x R-3S 1x Kh-66 1x UB-16-57U 1x S-24 1x FAB-100/350/500 / OFAB-100 | 1x R-3S 2x R-60 AAM trên thanh ray đôi 1x Kh-66 1x UB-16-57U 1x S-24 1x FAB-100/250/500 / OFAB-100 1x PTB-490 |
| MiG-21SMT / ST   | 1x GSh-23-2L w 200 rds                                                | 1x PTB-490 / PTB-800 1x SPRD-99 | 1x R-3S / R-3R 1x Kh-66 1x UB-16-57U 1x S-24 1x FAB-100/250/500 / OFAB-100 | 1x R-3S / R-3R 2x R-60 AAM trên thanh ray đôi 1x Kh-66 1x UB-16-57U 1x S-24 1x FAB-100/250/500 / OFAB-100 1x PTB-490                                                                                               |
| MiG-21bis        | 1x GSh-23-2L w 200 rds                                                | 1x PTB-490 / PTB-800 1x SPRD-99 | 1x R-3S / R-3R / R-13M 1x R-55 AAM 1x Kh-66 1x UB-16-57U 1x S-24 1x FAB-100/250/500 / OFAB-100 1x UB-32-57U                                                                                    | 1x R-3S / R-3R / R-13M 1x R-55 2x R-60 / R-60M trên thanh ray đôi 1x Kh-66 1x UB-16-57U 1x S-24 1x FAB-100/250/500 / OFAB-100 1x PTB-490                                                                           |
| MiG-21 LanceR    | 1x GSh-23-2L w 200 rds                                                | 1x PTB-490 / PTB-800 1x SPRD-99 1x thiết bị chỉ định laser LITENING 1x recce pod                                                                    | 1x R-3S / R-13M 1x R-73 1x Python 3 1x Magic 2 1x UB-16-57U 1x S-24 1x FAB-100/250/500 / OFAB-100 1x Mk82 / Mk84                                                                               | 1x R-3S / R-13M 2x R-60M trên thanh ray đôi 1x R-73 1x Python 3 1x Magic 2 1x UB-16-57U 1x S-24 1x FAB-100/250/500 / OFAB-100 1x PTB- 490                                                                          |
| MiG-21-93        | 1x GSh-23-2L w 200 rds                                                | 1x PTB-490 / PTB-800 1x SPRD-99 | 1x R-3S / R-3R / R-13M 1x R-27R1 AAM 1x R-55 AAM 1x R-73 AAM 1x R-77 AAM 1x Kh-25 MP ASM 1x Kh-31 A / Kh-31P ASM 1x Kh -66 1x UB-16-57U 1x S-24 1x FAB-100/350/500 / OFAB-100 1x KAB-500Kr LGB | 1x R-3S / R-3R / R-13M 1x R-27R1 1x R-55 1x R-73 1x R-77 2x R-60 / R-60M trên thanh ray đôi 1x Kh-25MP 1x Kh-31A / Kh- 31P 1x Kh-66 1x UB-16-57U 1x S-24 1x FAB-100/250/500 / OFAB-100 1x KAB-500Kr LGB 1x PTB-490 |
| MiG-21 Bison     | 1x GSh-23-2L w 200 rds                                                | 1x PTB-490 / PTB-800 1x SPRD-99 | 1x R-3S / R-3R / R-13M 1x R-27R1 / R-27T1 AAM 1x R-55 AAM 1x R-73E AAM 1x R-77 AAM 1x Kh-25MP 1x Kh-66 1x UB-16-57U 1x S-24 1x FAB-100/250/500 / OFAB-100 1x KAB-500Kr LGB                     | 1x R-3S / R-3R / R-13M 1x R-27R1 1x R-55 1x R-73E 1x R-77 2x R-60 / R-60M trên thanh ray đôi 1x Kh-25MP 1x Kh-66 1x UB- 16-57U 1x S-24 1x FAB-100/350/500 / OFAB-100 1x KAB-500Kr LGB 1x PTB-490                   |

### Hệ thống điện tử hàng không
| Phiên bản                    | Radio         | IFF                   | ADF *      | RWR (Bộ thu cảnh báo radar) | Gunsight (Hệ thống ngắm bắn) | Rađa **                         | ATC Transponder   | Liên kết GCI Cmd (Hệ thống Đánh chặn điều khiển trên mặt đất) | Hệ thống Radionav (Hệ thống định vị và ném bom điện tử sử dụng đèn hiệu radar chính xác) |
| ---------------------------- | ------------- | --------------------- | ---------- | --------------------------- | ---------------------------- | ------------------------------- | ----------------- | ------------------------------------------------------------- | ---------------------------------------------------------------------------------------- |
| MiG-21 (izd. 65)             | RSIU-4V Klyon | SRO-2 Khrom           | ARK-5 Amur | SPO-2 Sirena -2             | ASP-5N-V3                    | SRD-1M Konus *                  | SOD-57 Globus     | Gorizont -1V                                                  | -                                                                                        |
| MiG-21F (izd. 72)            | R-800         | SRO-2 Khrom           | ARK-54N    | SPO-2 Sirena -2             | ASP-5NV-UI                   | SRD-5MN Baza -6 *               | SOD-57 Globus     | Gorizont -1V?                                                 | -                                                                                        |
| MiG-21F-13 (izd. 74)         | R-802         | SRO-2 Khrom           | ARK-10     | SPO-2 Sirena -2             | ASP-5ND                      | SRD-5ND Kvant *                 | SOD-57M Globus -2 | Gorizont -1V?                                                 | -                                                                                        |
| MiG-21PF (izd. 76)           | RSIU-5V       | SRZO-2 Khrom-Nikel '  | ARK-54I    | SPO-2 Sirena -2             | PKI                          | RP-9-21 (lô 1–6); RP-21 (7 bật) | SOD-57M Globus -2 | ARL-S Lazur '                                                 | -                                                                                        |
| MiG-21PF (izd. 76A)          | RSIU-5        | SRO-2 Khrom           | ARK-10 *   | SPO-2 Sirena -2             | PKI                          | RP-9-21                         | SOD-57M Globus -2 | ARL-S Lazur '                                                 | -                                                                                        |
| MiG-21FL (izd. 77)           | RSIU-5G       | SRO-1                 | ARK-10 *   | SPO-2 Sirena -2             | PKI                          | R1L                             | SOD-57M Globus -2 | ?                                                             | -                                                                                        |
| MiG-21PFM (izd. 94)          | RSIU-5V       | SRZO-2M Khrom-Nikel ' | ARK-10     | SPO-2 Sirena -2             | PKI                          | RP-21M                          | SOD-57M Globus -2 | ARL-S Lazur '                                                 | Iskra                                                                                    |
| MiG-21PFM (izd. 94A)         | RSIU-5        | SRZO-2 Khrom-Nikel '  | ARK-10 *   | SPO-2 Sirena -2             | PKI                          | RP-21MA                         | SOD-57M Globus -2 | ARL-S Lazur '                                                 | Iskra                                                                                    |
| MiG-21R (izd. 03 / 94R)      | RSIU-5V       | SRZO-2M Khrom-Nikel ' | ARK-10     | SPO-3 Sirena -3             | PKI                          | RP-21M                          | SOD-57M Globus -2 | ARL-S Lazur '                                                 | Iskra                                                                                    |
| MiG-21R (izd. 94RA)          | RSIU-5        | SRZO-2 Khrom-Nikel '  | ARK-10     | SPO-3 Sirena -3             | PKI                          | RP-21MA                         | SOD-57M Globus -2 | ARL-S Lazur '                                                 | Iskra                                                                                    |
| MiG-21S / SN (izd. 95 / 95N) | RSIU-5V       | SRZO-2M Khrom-Nikel ' | ARK-10     | SPO-10                      | ASP-PF-21                    | RP-22 ("Sapfir-22")             | SOD-57M Globus -2 | ARL-S Lazur ' -M                                              | ?                                                                                        |
| MiG-21M (izd. 96)            | RSIU-5        | SRZO-2 Khrom-Nikel '  | ARK-10     | SPO-3 Sirena -3M            | ASP-PFD                      | RP-21MA                         | SOD-57M Globus -2 | ARL-S Lazur '                                                 | ?                                                                                        |
| MiG-21SM (izd. 95M / 15)     | RSIU-5V       | SRZO-2M Khrom-Nikel ' | ARK-10     | SPO-10                      | ASP-PFD                      | RP-22                           | SOD-57M Globus -2 | ARL-S Lazur ' -M                                              | ?                                                                                        |
| MiG-21bis (PVO; izd. 75)     | RSIU-5V       | SRZO-2M Khrom-Nikel ' | ARK-10     | SPO-10                      | ASP-PFD-M                    | RP-22M                          | SOD-57M Globus -2 | ARL-S Lazur ' -M                                              | không có(?)                                                                              |
| MiG-21bis (VVS; izd. 75)     | RSIU-5V       | SRZO-2M Khrom-Nikel ' | ARK-10     | SPO-10                      | ASP-PFD-M                    | RP-22M                          | SOD-57M Globus -2 | không ai                                                      | RSBN-4N                                                                                  |
| MiG-21bis (izd. 75A)         | RSIU-5        | SRZO-2 Khrom-Nikel '  | ARK-10     | SPO-3 Sirena -3M            | ASP-PFD                      | RP-21M                          | SOD-57M Globus -2 | ARL-S Lazur ' -M                                              | không có(?)                                                                              |
| MiG-21bis (izd. 75B)         | RSIU-5        | SRZO-2 Khrom-Nikel '  | ARK-10     | SPO-3 Sirena -3M            | ASP-PFD                      | RP-21M                          | SOD-57M Globus -2 | không ai                                                      | RSBN-2N                                                                                  |

* ADF = Automatic direction finderː Công cụ tìm hướng vô tuyến, dấu hoa thị theo tên có nghĩa là không có mô-đun DME. ** = Dấu hoa thị theo tên biểu thị một đơn vị chỉ tìm kiếm phạm vi.

### Thông số kỹ thuật (Mikoyan-Gurevich MiG-21PFM)[15]

#### Đặc điểm chung
- Phi hành đoàn: 1
- Chiều dài: 14,5 m (47 ft 6,86 in) (có pitot)
- Sải cánh: 7.154 m (23 ft 5.66 in)
- Chiều cao: 4,125 m (13 ft 6,41 in)
- Diện tích cánh: 23,0 m 2 (247,3 sq ft)
- Tổng trọng lượng: 7.800 kg (17.195 lb)
- Động cơ: 1 × Tumansky R11F2S-300, lực đẩy 38,74 kN (8,710 lbf) khô, 60,54 kN (13,610 lbf) với đốt sau.

#### Hiệu suất
- Tốc độ tối đa: 2.175 km / h (1.385 mph, 1.204 kn)
- Tốc độ tối đa: Mach 2.05
- Phạm vi hoạt động: 1.670 km (1.037 mi, 901 nmi)
- Trần bay: 19.000 m (62.335 ft)

#### Vũ khí
- 1x pod pháo GP-9 với pháo 23 mm GSh-23.
- 2x tên lửa không đối không tầm ngắn dẫn đường bằng tia hồng ngoại Vympel K-13A (R-3S) (NATO: AA-2 'Atoll').
- 2x bom 500 kg (1.102 lbs).

### Đặc điểm kỹ thuật (Mikoyan-Gurevich MiG-21bis)[15]

#### Thông số riêng
- Phi hành đoàn: 1
- Chiều dài: 15.76 m (51 ft 8 in)
- Sải cánh: 7.15 m (23 ft 5 in)
- Chiều cao: 4.12 m (13 ft 6 in)
- Diện tích: 23 m² (247.5 ft²)
- Trọng lượng rỗng: 5.350 kg (11.800 lb)
- Trọng lượng cất cánh:8.726 kg (19.200 lb)
- Trọng lượng cất cánh tối đa: 9.660 kg (21.300 lb)
- Động cơ (phản lực): Tumansky R-25-300
- Kiểu phản lực: đốt nhiên liệu lần hai phản lực turbin
- Số lượng động cơ: 1
- Công suất 70 kN (15.700 lbf)

#### Hiệu suất bay
- Tốc độ tối đa: 2500 km/h (Mach 2)
- Tầm hoạt động: 450–500 km (280-310 mi)
- Trần bay: 19.000 m (62.300 ft)
- Tốc độ lên cao: 225 m/s (23.600 ft/s)
- Lực nâng của cánh: 379 kg/m² (77.8 lb/ft²)
- Lực đẩy/trọng lượng: 0.82

#### Vũ khí
- Một pháo GSh-23 23 mm trục tâm hai nòng (các biến thể PFM,MF,SMT & BIS) hay một súng NR-30 một nòng (F-13)
- Lên tới 2.000 kg (4.400 lb) các loại vũ khí không đối không và không đối đất treo tại hai hay bốn mấu cứng bên dưới cánh tùy theo từng biến thể. Những chiếc đầu tiên chỉ mang hai tên lửa Vympel K-13 dưới cánh. Những mẫu sau này có 5 điểm treo, có thể mang:
  - 2 tên lửa K-13 và hai thùng nhiên liệu dưới cánh;
  - 4 tên lửa hồng ngoại dẫn đường bằng radar K-13 và 1 thùng nhiên liệu dưới thân loại PTB-490/PTB-800 dung tích 450 lít, loại dung tích 800 lít hoặc động cơ rocket phụ trợ SPRD-99 (giúp MiG-21 cất cánh ngắn);
  - Tên lửa Molniya R-60 được trang bị cho những mẫu MiG-21 cải tiến. Hai điểm treo phía trong 2 cánh có thể mang được 2 đạn R-3R/R-13M hoặc 4 đạn R-60/R-60M bằng giá treo 2 ray phóng (R-60 là một trong những loại tên lửa không đối không nhẹ nhất thế giới với trọng lượng phóng chỉ là 44 kg). Như vậy, MiG-21bis có khả năng mang tối đa tới 6 tên lửa không đối không nếu kết hợp dùng R-3/R-13 và R-60.
- Các mẫu phát triển MiG-21-93 cho phép mang tên lửa R-77.
- Pháo GSh-23 được lắp ở dưới bụng máy bay phía trên giá treo thùng phụ bụng, một băng đạn pháo có 240 viên đạn, chỉ khi bay càng được thu lên khi đó mới bắn được (loại đạn 23mm). Đây là loại pháo tự động 2 nòng cỡ 23mm do Phòng thiết kế chế tạo khí cụ Tula phát triển từ những năm 1960 để trang bị cho một loạt máy bay và trực thăng. GSh-23-2L dùng đạn AM-23 cỡ 23x115mm, đạt tốc độ bắn 3.000-4.000 phát/phút, sơ tốc đầu đạn 680–890 m/s.

### Thông số kỹ thuật (Mikoyan-Gurevich MiG-21-93).[15]

#### Đặc điểm chungː
- Phi hành đoàn: 1
- Chiều dài: 14,5 m (47 ft 6,86 in) (có pitot)
- Sải cánh: 7.154 m (23 ft 5.66 in)
- Chiều cao: 4,125 m (13 ft 6,41 in)
- Diện tích cánh: 23,0 m 2 (247,3 sq ft)
- Tổng trọng lượng: 8.825 kg (19.425 lb)
- Động cơ: 1 × Tumanskiy R25-300, lực đẩy khô 40,21 kN (9,040 lbf), 69,62 kN (15,650 lbf) với đốt sau.

#### Hiệu suấtː
- Tốc độ tối đa: 2.228 km / h (1.468 mph, 1.276 kn)
- Tốc độ tối đa: Mach 2.05
- Phạm vi: 1.210 km (751 mi, 653 nmi) (nhiên liệu bên trong)
- Trần bay: 17.800 m (58.400 ft)
- Tốc độ leo: 225 m / s (44.280 ft / phút)

#### Vũ khíː
- 1x pháo 23 mm GSh-23 bên trong, cộng
- 2x R-27R1 hoặc R-27T hoặc 4x Vympel R-77 hoặc 4x R-60M hoặc R-73E AAM hoặc
- 2x bom 500 kg (1.102 lbs)

## Nội dung liên quan

### Máy bay có cùng sự phát triển
- Chengdu J-7

### Máy bay có tính năng tương đương
- English Electric Lightning
- Dassault Mirage III
- Lockheed F-104 Starfighter
- Northrop F-5 Freedom Fighter/Tiger II

### Danh sách
- Danh sách máy bay quân sự của Liên Xô và CIS
- Danh sách máy bay tiêm kích

### Trình tự thiết kế
MiG-15 - MiG-17 - MiG-19 - MiG-21 - MiG-23 - MiG-25 - MiG-27